# Nouvelle-Aquitaine
Pour les articles homonymes, voir Aquitaine.
La Nouvelle-Aquitaine  est une région administrative française, créée par la réforme territoriale de 2015 et effective au 1er janvier 2016, après les élections régionales de décembre 2015. Ses habitants sont appelés les Néo-Aquitains.
Résultant de la fusion des anciennes régions Aquitaine, Limousin et Poitou-Charentes, elle a été dénommée à ses débuts Aquitaine-Limousin-Poitou-Charentes. Elle regroupe douze départements, s’étend sur 84 036 km2 (soit un huitième du territoire national) et compte 6 069 352 habitants (population municipale au 1er janvier 2021).
C'est la plus vaste région française (métropole et outre-mer confondus) avec une superficie supérieure à celle de l’Autriche.
Du fait de son héritage historique, elle recouvre une grande partie de l’ancien duché d’Aliénor d’Aquitaine, ce qui en fait la lointaine héritière de l’Aquitaine médiévale. Dans le domaine culturel, le sud de la Nouvelle-Aquitaine est une des régions constitutives du Midi de la France. Elle fédère plusieurs aires culturelles différentes : basque, occitane (gascon, limousin, languedocien) et d'oïl (poitevin et saintongeais). 
Sa plus grande ville qui est en même temps la capitale régionale, Bordeaux, est au cœur d’une agglomération de plus de 1 008 500 habitants, la sixième au niveau national.
Le dynamisme démographique de la région, particulièrement marqué sur le littoral, en fait un des territoires les plus attractifs de la France devançant notamment l’Île-de-France et Provence-Alpes-Côte d'Azur.
La Nouvelle-Aquitaine accumule un grand nombre de performances économiques qui en font une des régions les plus dynamiques en France. Ainsi, elle est la première région agricole d’Europe quant au chiffre d’affaires, grâce notamment à l'agriculture et à la viticulture (vignobles de Bordeaux et de Cognac), de réputation internationale, ainsi qu'à la première conchyliculture de France (la moitié de la production nationale d'huîtres se fait dans le bassin de Marennes-Oléron).
Le secteur industriel se distingue par une puissante industrie aéronautique et spatiale, l’industrie parachimique et pharmaceutique, notamment à Bordeaux, et la céramique industrielle à Limoges, deuxième grande ville de la région, tandis que son littoral s'est spécialisé dans la construction navale de plaisance, principalement autour de La Rochelle.
Enfin, la région s'appuie sur un secteur tertiaire remarquablement actif comme le secteur financier (Niort étant la quatrième place française, spécialisée dans les mutuelles d’assurance), ou innovant comme les filières image, numérique et design. Il est de plus relayé par le tertiaire supérieur où le potentiel de recherche de la région s’appuie notamment, outre les entreprises, sur ses cinq universités (Bordeaux, Limoges, La Rochelle, Pau et Poitiers) et plusieurs Grandes écoles.
Par ailleurs, hormis celui de l'Île-de-France, le conseil régional de la Nouvelle-Aquitaine est celui qui investit le plus en innovation et recherche[source insuffisante]. 
La Nouvelle-Aquitaine est également la première région française en nombre d’emplois touristiques, comptant notamment sur la présence de trois des quatre stations balnéaires historiques de la côte atlantique française (Arcachon, Biarritz et Royan), ainsi que de plusieurs stations de sports d’hiver dans les Pyrénées (Gourette, La Pierre Saint-Martin), 
De ce fait, elle est la troisième région française pour la production de richesses avec un PIB s'élevant à 157,6 milliards d'euros et la cinquième région en nombre de créations d’entreprises (tous secteurs confondus).

## Toponymie

Carte de la région avec ses départements, montrant les provinces qui existaient sur son territoire au XVIII.
Guyenne et Gascogne
Poitou
Limousin
Marche
Saintonge
Angoumois
Aunis
Navarre et Béarn
Saumurois
Autres

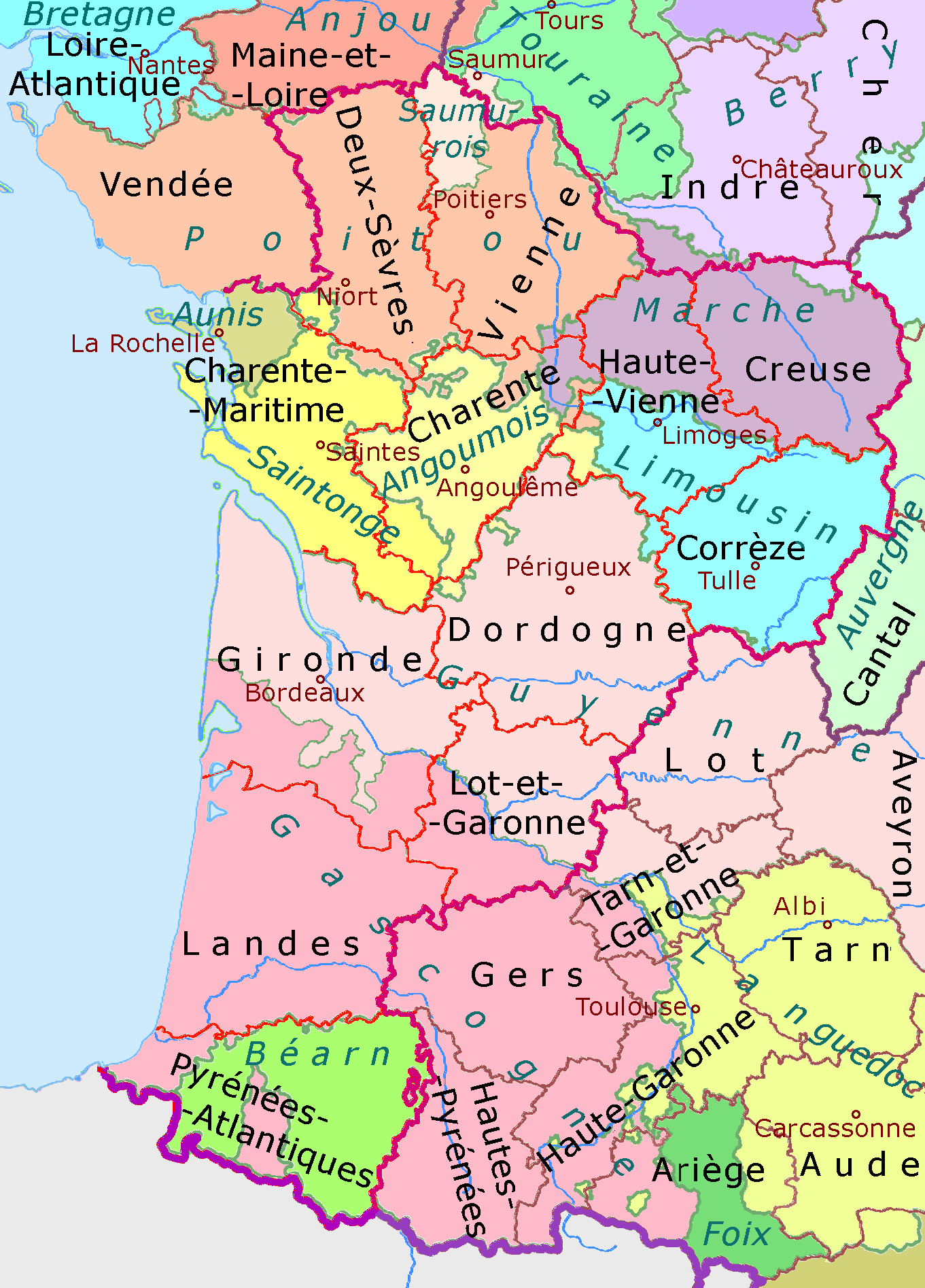
Carte de la Nouvelle Aquitaine.

La région s'est appelée « Aquitaine-Limousin-Poitou-Charentes » jusqu'au mois de septembre 2016. Juxtaposant les noms des anciennes régions par ordre alphabétique, il était celui retenu par la loi en attendant qu'un nouveau nom soit choisi par décret en Conseil d'État sur proposition du conseil régional de la région fusionnée, décision devant intervenir avant le 1er juillet 2016.
Le 4 décembre 2014, une consultation sur internet organisée par le quotidien régional Sud Ouest indique qu'une majorité de votants souhaite que soit gardé le nom « Aquitaine » pour désigner la nouvelle région. De fait, l'ancienne région Aquitaine, issue de la réorganisation administrative des régions dans la deuxième moitié du XXe siècle, ne couvrait qu'une petite partie de l'ancienne province romaine d'Aquitaine, qui s'étendait de la Loire à la vallée de la Garonne. Le royaume d'Aquitaine, à partir de 781, était beaucoup plus étendu, puisqu'il comprenait grosso modo les territoires allant de la Loire aux Pyrénées et de l'océan à l'est de l'Auvergne, même si les parties méridionales étaient sans doute moins bien contrôlées par le pouvoir franc. Mais à partir de la fin du XIe siècle, le duché d'Aquitaine comprenait effectivement le Poitou, l'Angoumois, la Saintonge, le Limousin, le Périgord, le Bordelais et la Gascogne. Cet ancien duché correspond donc à peu de chose près à la nouvelle région. Les entités qui ont toujours fait partie de l'Aquitaine depuis la fin de l'Antiquité et pendant le Moyen Âge sont : le Poitou, l'Angoumois/Saintonge, le Limousin et le Périgord ; le Bordelais et les régions situées plus au sud n'ont réintégré le duché d'Aquitaine que dans le milieu ou la deuxième moitié du XIe siècle. Le nom « Aquitaine » aurait par conséquent été tout à fait pertinent du point de vue historique et identitaire pour désigner cette nouvelle région.
L’option du nom « Aquitaine » est également défendue par le géographe Guy Di Méo, professeur des Universités à Bordeaux-Montaigne, pour qui « Aquitaine serait un nom qui aurait du sens. La grande Aquitaine romaine et médiévale avait une taille correspondant à peu près à la future grande région. Le nom Limousin serait un peu restrictif, tandis que Poitou-Charentes est une construction contemporaine, une fabrication politique assez contestable ». Fin 2015, l'association Rencontre des Historiens du Limousin et les principales sociétés historiques limousines se sont également très clairement prononcées en faveur du nom « Aquitaine » pour des raisons historiques et identitaires, en s'appuyant aussi sur des considérations économiques, touristiques et en tenant compte de la notoriété internationale de ce nom.
Plusieurs consultations sont organisées sur internet au cours du printemps 2016. Au mois de mars, un sondage en ligne réalisé par le quotidien poitevin La Nouvelle République donne ainsi une avance à Grande-Aquitaine (44 %) devant Sud-Ouest-Atlantique (42 %). Dans le même temps, un sondage similaire est mené auprès des internautes limousins par France 3 Limousin, qui montre également une large avance du nom Grande-Aquitaine (30,26 %), suivi par Sud-Ouest-Atlantique (23,78 %) et Aquitaine (15,01 %) en troisième position. Le 4 avril 2016, le quotidien Sud Ouest indique que les premiers résultats de la consultation menée par la région sur son site officiel placent en tête Aquitaine et ses dérivés. En parallèle, un comité présidé par l’historienne Anne-Marie Cocula-Vaillières est chargé par Alain Rousset de trouver un nom à la nouvelle région. Après plusieurs mois, le comité rend un rapport préconisant de baptiser la région Nouvelle-Aquitaine, porteur, selon Anne-Marie Cocula, de « nouveauté, d'innovation, d'élan qui caractérisent notre nouvelle région », alors que Grande-Aquitaine, qui arrivait pourtant en tête des sondages, était perçu comme « donnant un sentiment de supériorité ». Le nom Nouvelle-Aquitaine est finalement retenu par l’assemblée plénière du conseil régional le 27 juin 2016, et est validé par le Conseil d'État le 13 septembre 2016. Il est traduit dans les trois langues régionales en Nòva Aquitània en occitan, Akitania Berria en basque et Novéle-Aguiéne en poitevin-saintongeais.

## Géographie

### Cadre territorial
La région Nouvelle-Aquitaine résulte de la fusion de trois collectivités territoriales (Aquitaine, Limousin et Poitou-Charentes) décidée dans le cadre de la réforme territoriale de 2014. S’étendant sur 84 036 km2 (comparable à la superficie de l’Autriche), plus étendue que la Guyane, c'est la plus vaste région de France (métropole et outre-mer confondus). Elle est l'une des quatre régions constitutives du Midi de la France.
Elle couvre une partie du Grand Sud-Ouest, soit douze départements qui sont les suivants par ordre alphabétique : Charente, Charente-Maritime, Corrèze, Creuse, Deux-Sèvres, Dordogne, Gironde, Haute-Vienne, Landes, Lot-et-Garonne, Pyrénées-Atlantiques et Vienne.
Elle englobe les trois plus grands départements de la France métropolitaine (Gironde, Landes et Dordogne) qui, respectivement avec 9 976 km2, 9 243 km2 et 9 060 km2, occupent le tiers de la surface totale de la région.

### Une région moyennement peuplée aux forts contrastes de peuplement
Bien qu'elle soit la troisième région la plus peuplée de France, la Nouvelle-Aquitaine se distingue par des contrastes de peuplement importants avec une répartition de la population très inégale sur l'ensemble de son territoire.
Ainsi, en 2021, la Gironde est de loin le département le plus peuplé avec près de 1 655 000 habitants, tandis que la  Creuse est le moins peuplé avec 117 500 habitants, ce dernier étant le deuxième département le moins peuplé de France après la Lozère. La Gironde, à elle seule, concentre 1 habitant sur 4 en Nouvelle-Aquitaine. Les deux départements suivants, les Pyrénées-Atlantiques et la Charente-Maritime, rassemblent chacun plus d'1 habitant sur 10; ces trois départements, qui sont les plus peuplés de la Nouvelle-Aquitaine, regroupent presque la moitié de la population régionale (49,6 % en 2021). Ces derniers, qui disposent d'une façade maritime étant bordés par l'océan Atlantique, affichent également un dynamisme démographique plus élevé que la moyenne régionale.
La faiblesse du peuplement régional se vérifie nettement par sa densité de population. 
La Nouvelle-Aquitaine est dans l'ensemble une région moyennement peuplée, sa densité de population (72 hab./km2) est nettement inférieure à celle de la France métropolitaine (121 hab./km2). Elle ne devance par sa densité de population que trois régions métropolitaines : la Corse, la Bourgogne-Franche-Comté et le Centre-Val de Loire.
Trois départements seulement sur les douze qui constituent cette région ont une densité de population supérieure à la moyenne régionale : Gironde (166 hab./km2), Charente-Maritime (96 hab./km2) et Pyrénées-Atlantiques (91 hab./km2).
Par ailleurs, les densités de population par département vont du simple au octuple entre la Creuse (21 hab./km2) et la Gironde (166 hab./km2).
Ce peuplement moyen de la région se reflète également dans la présence de seulement deux grandes villes de plus de 100 000 habitants que sont Bordeaux et Limoges. Aussi, la région ne recense-t'elle que 25 agglomérations urbaines de plus de 20 000 habitants dont 7 seulement ont plus de 100 000 habitants ; celles-ci sont globalement assez bien réparties dans l'armature urbaine de la région, hormis dans le département de la Creuse qui n'en possède aucune.
L'urbanisation modérée de la région où à peine la moitie de la population est urbaine est l'héritage d'une forte ruralité associée à d'importants mouvements de déprise rurale ainsi que d'une faible industrialisation liée à des ressources naturelles limitées.
La plus grande ville et seule métropole est Bordeaux. La capitale régionale compte 261 804 habitants en 2021, au cœur d’une agglomération qui a franchi le cap du million d'habitants en 2021 recensant 1 008 509 habitants ; elle est devenue une mégalopole régionale, fruit de décisions des différentes politiques d'aménagement du territoire. Seule structure intercommunale de la région à avoir le statut de métropole — créée par la loi de modernisation de l'action publique territoriale et d'affirmation des métropoles — Bordeaux Métropole a vu le jour le 1er janvier 2015.
La capitale régionale étend désormais son influence sur tout le quart sud-ouest de la France et accroît particulièrement son rayonnement urbain sur toute sa région du fait de ses fonctions de commandement régional.
Trois autres villes à l'échelon intermédiaire exercent en fait un rôle mesuré dans la région comparativement à Bordeaux. La Nouvelle-Aquitaine ne dispose en effet que d'une autre grande ville dont le rayonnement urbain se limite à son ancienne région, Limoges, et de deux villes moyennes aux influences plus limitées, Poitiers et Pau. Il est frappant de relever qu'elles sont toutes les trois situées sur les marges territoriales de la région et étaient, pour les deux premières, d'anciennes capitales régionales : Limoges (129 760 habitants dans une aire d'attraction de 323 494 hab. (2022)), Poitiers (90 240 habitants et 134 397 habitants avec son agglomération) et Pau (77 066 habitants et 204 037 habitants avec son agglomération). Aucune de ces trois villes n'exerce de contrepoids face à Bordeaux dans l'armature urbaine régionale.
Dans le reste de la région, seulement une quinzaine de villes moyennes maillent le territoire régional. Parmi celles-ci, seules les agglomérations de Bayonne, 3e rang régional, et de La Rochelle, 5e rang régional, se démarquent nettement par leur remarquable dynamisme urbain grâce à leurs fonctions maritimes multiples et leur position sur le littoral Atlantique. Cependant, leur influence se limite à leur micro-région, Bayonne sur la côte Basque et La Rochelle dans le quart nord-ouest de la Charente-Maritime, ces deux agglomérations étant situées sur les marges occidentales de la région et se trouvent assez éloignées de l'orbite bordelaise.
Les autres villes de moyenne importance peuvent être classées en quatre catégories distinctes :
Certaines villes exercent leur poids urbain à l'échelle de leur département en raison principalement de leur rôle de préfecture comme Agen en Lot-et-Garonne, Angoulême au cœur de la Charente, Mont-de-Marsan dans les Landes, Niort dans les Deux-Sèvres et Périgueux au centre de la Dordogne.
D'autres centres urbains doivent leur influence grâce à leur situation géographique particulière leur permettant de jouer un rôle de carrefour de communication et de pôle commercial comme Bergerac dans la vallée moyenne de la Dordogne, Brive-la-Gaillarde entre les départements de la Corrèze et de la Dordogne, Saintes dans la partie centrale de la Charente-Maritime ou encore Villeneuve-sur-Lot dans la vallée du Lot.
La troisième catégorie de ces villes correspond à des centres industriels où l'industrie est d'implantation ancienne ou récente et joue encore un rôle notable comme à Châtellerault avec l'automobile, la mécatronique et l'aéronautique, Cognac avec l'industrie des eaux de vie du cognac, Marmande avec l'aéronautique et l'industrie de transformation des fruits ou Rochefort avec l'aéronautique et la plasturgie.
Enfin, quelques villes moyennes doivent leur développement grâce au tourisme comme Dax avec le thermalisme, Arcachon, Biarritz, dans l'agglomération de Bayonne, et Royan avec le tourisme balnéaire et évènementiel. Ces villes sont les principaux centres touristiques de la région.

### Cadre géographique
La région Nouvelle-Aquitaine est limitée par les Pays de la Loire au nord-ouest, le Centre-Val de Loire au nord, l'Auvergne-Rhône-Alpes à l’est, l'Occitanie au sud-est et par l'Espagne au sud.
La région couvre une grande partie du Bassin aquitain et une petite portion du Bassin parisien (la limite entre les deux étant située au niveau du seuil du Poitou), ainsi que le plateau du Limousin (appartenant au Massif central) et la partie occidentale de la chaîne des Pyrénées.
Elle s’inscrit dans cinq bassins hydrographiques tournés vers l’océan Atlantique : Loire, Charente, Vienne, Garonne et Dordogne (et leur prolongement estuarien qu’est la Gironde), et Adour, fleuves nourriciers bordant des terres consacrées le plus souvent à la viticulture et à l’agriculture.

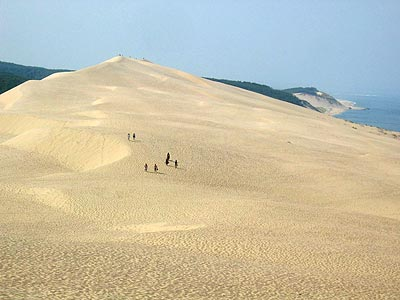
Culminant à 102 mètres, la dune du Pilat est la plus haute dune d'Europe.

La Nouvelle-Aquitaine compte également sur la présence d’une large façade maritime de près de 720 kilomètres ouverte sur l’océan Atlantique, allant de la réserve naturelle nationale de la baie de l'Aiguillon et de l'estuaire de la Sèvre Niortaise (au nord de Charron) à celui de la Bidassoa (au sud d’Hendaye) et comprenant les îles de l’archipel charentais (îles de Ré, d’Oléron, d’Aix et Madame) ainsi que la vaste échancrure du bassin d'Arcachon. Ce territoire varié est le domaine de l’ostréiculture (huîtres de Marennes-Oléron et du bassin d’Arcachon), de la mytiliculture (moules de la baie de l’Aiguillon), et du tourisme, matérialisé par la présence de stations balnéaires réputées telles qu’Arcachon (côte d'Argent), Biarritz (côte basque) ou Royan (côte de Beauté). Sa partie nord (côtes charentaises et estuaire de la Gironde) est comprise dans le parc naturel marin de l'estuaire de la Gironde et de la mer des Pertuis, plus grand parc marin français.

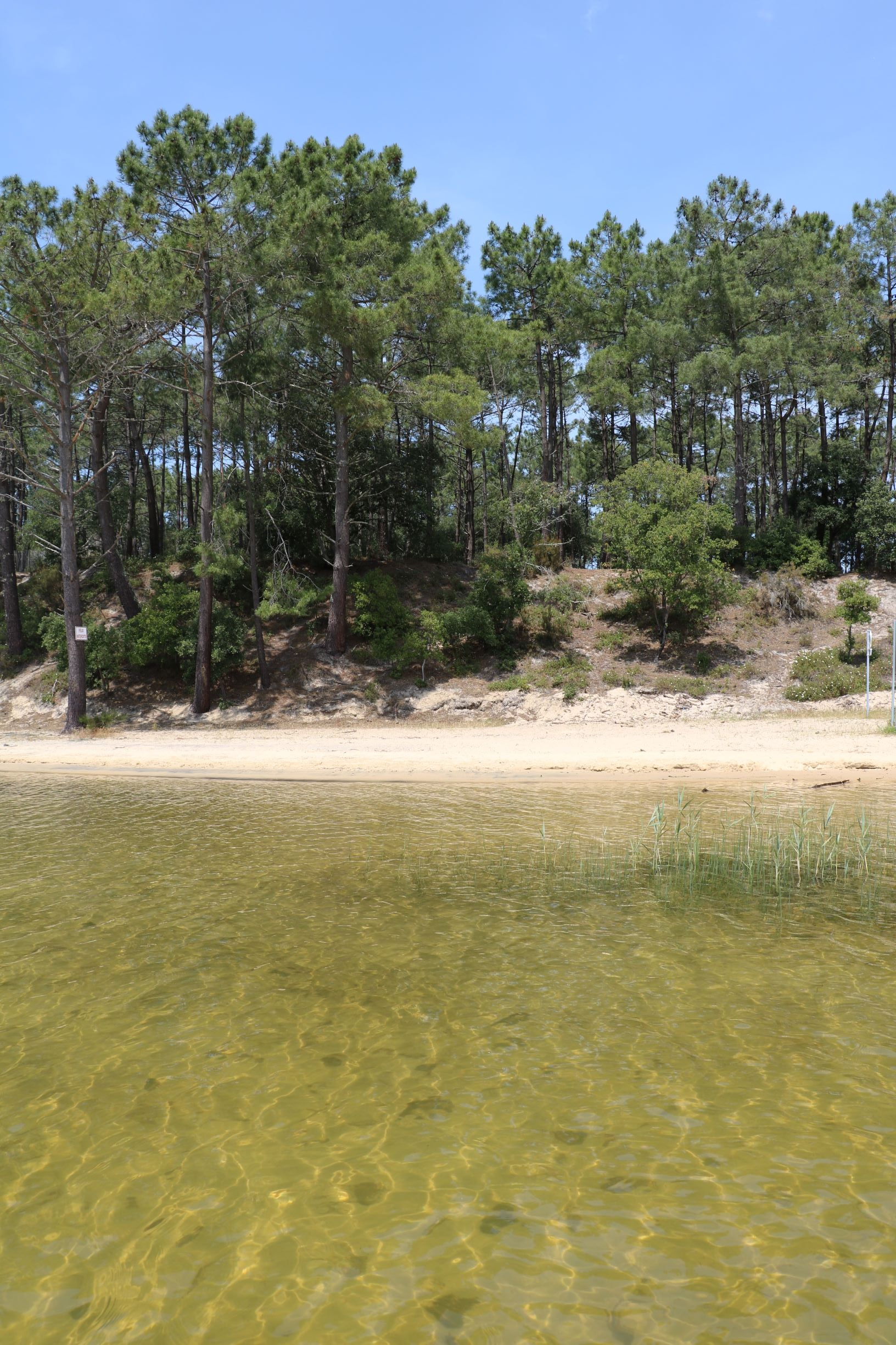
Pinède sur la rive occidentale du lac d'Hourtin et de Carcans, le deuxième plus grand lac d'eau douce de France.

Depuis la presqu'île d'Arvert jusqu’aux côtes du Labourd, le littoral, quasi-rectiligne, est bordé de hautes dunes, qui culminent à la dune du Pilat, de grands lacs (lac d'Hourtin et de Carcans, étang de Lacanau, étang de Cazaux et de Sanguinet, étang de Biscarrosse et de Parentis, etc.) et de zones humides (réserve naturelle nationale des dunes et marais d'Hourtin) qui précèdent de vastes pinèdes plantées au XIXe siècle. La forêt des Landes, de loin la plus étendue, couvre près d’un million d’hectares (dont près de 950 000 de pins maritimes), ce qui en fait la plus vaste forêt artificielle d’Europe occidentale. Formant un vaste triangle partant de la pointe de Grave, au nord de Soulac-sur-Mer, jusqu’à Hossegor au sud, et Nérac à l'est, elle a remplacé les landes ingrates, sablonneuses et marécageuses qui ont caractérisé la région pendant des siècles. La forêt des Landes est partiellement comprise dans le parc naturel régional des Landes de Gascogne, qui commence au sud de Bordeaux.
Plus au nord, sur la rive droite de l’estuaire de la Gironde, la forêt de la Coubre reprend les mêmes caractéristiques, formant le principal poumon vert du Royannais sur près de 8 000 hectares. D’autres massifs forestiers importants couvrent la région : au Pays basque, la forêt d'Iraty couvre plus de 17 000 hectares ; aux confins de la Charente, de la Charente-Maritime et de la Dordogne, la forêt de la Double, ponctuée de près de 500 plans d'eau, s’étend sur environ 50 000 hectares ; plus au nord, près de Poitiers, la forêt de Moulière s’étend sur près de 6 800 hectares. Plus à l’est, tout près de Guéret, la forêt de Chabrières atteint les 2 000 hectares.

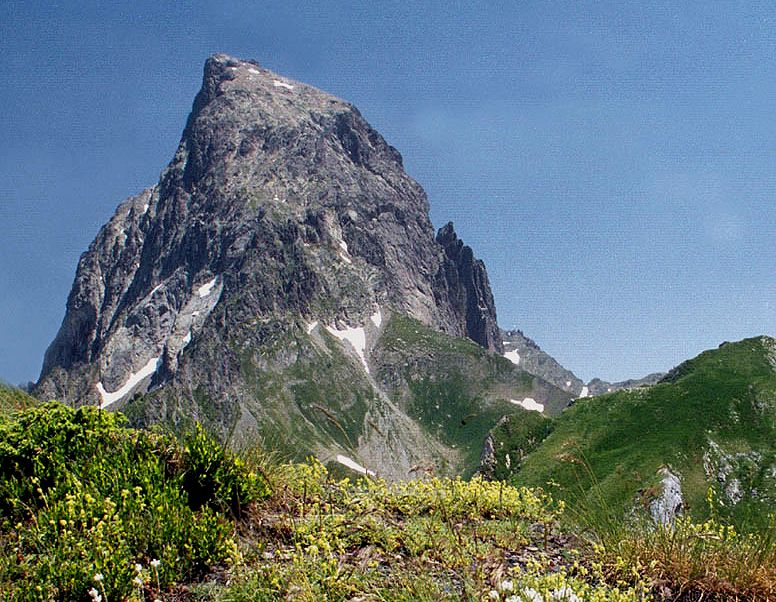
Le pic du Midi d'Ossau s'élève à 2884 mètres.

L’extrême sud de la région présente un caractère montagneux avec la présence du massif des Pyrénées. Si sa partie occidentale (montagnes du Labourd) se compose plus de hautes collines verdoyantes qui peinent à atteindre généralement les 1 000 m (la Rhune, près de Bayonne, est haute de 900 m ; mais plus à l’est, le point culminant du Pays basque français, le pic d'Orhy, s’élève néanmoins à 2 017 m), la région de Pau est marquée par des paysages plus minéraux, et est entourée de pics élevés qui dépassent souvent les 2 000 mètres. Le point culminant de la région, le pic Palas (2 974 m) est situé non loin de là. Parmi les autres sommets pyrénéens situés dans la région figurent également le pic du Midi d'Ossau (2884 m), le pic d'Arriel (2 824 m), le pic de Ger (2 613 m) près de la station de sports d’hiver de Gourette, le pic d'Anie (2 504 m), le Latte de Bazen (2 472 m), le pic d'Ansabère (2 377 m), le pic de l'Arraille (2 147 m) ou le pic d'Arlas (2 044 m).
Cette région accidentée est parcourue de nombreux torrents de montagne, appelés gaves : parmi ceux-ci figurent le gave de Pau, le gave de Bious, le gave d'Ossau ou encore les gaves réunis, à la limite des Landes et des Pyrénées-Atlantiques. La vallée d'Ossau, une des trois grandes vallées du Béarn, s’étend depuis la banlieue de Pau jusqu’au col du Pourtalet, à la frontière franco-espagnole. Ses lacs glaciaires, sa faune et sa flore exceptionnelles expliquent son intégration au parc national des Pyrénées.
Appartenant au Massif central, le Limousin présente également un relief marqué, avec ses hauts plateaux bocagers et ses quelques sommets érodés qui dominent des vallées verdoyantes et des forêts de chênes et de châtaigniers. Le Plateau limousin, entaillé par les vallées de la Vienne (qui arrose sa capitale, Limoges) de l’Isle, de la Vézère ou de la pittoresque Corrèze, avec ses reliefs encaissés, ne dépasse guère les 500 m. Il marque la ligne de partage des eaux entre le bassin de la Loire au nord (sources de la Briance, de l'Aixette, de la Grêne ou de la Gorre), le bassin de la Dordogne au sud (sources de la Dronne, de l'Isle, de l'Auvézère), et le bassin versant maritime de la Charente, à l'ouest.

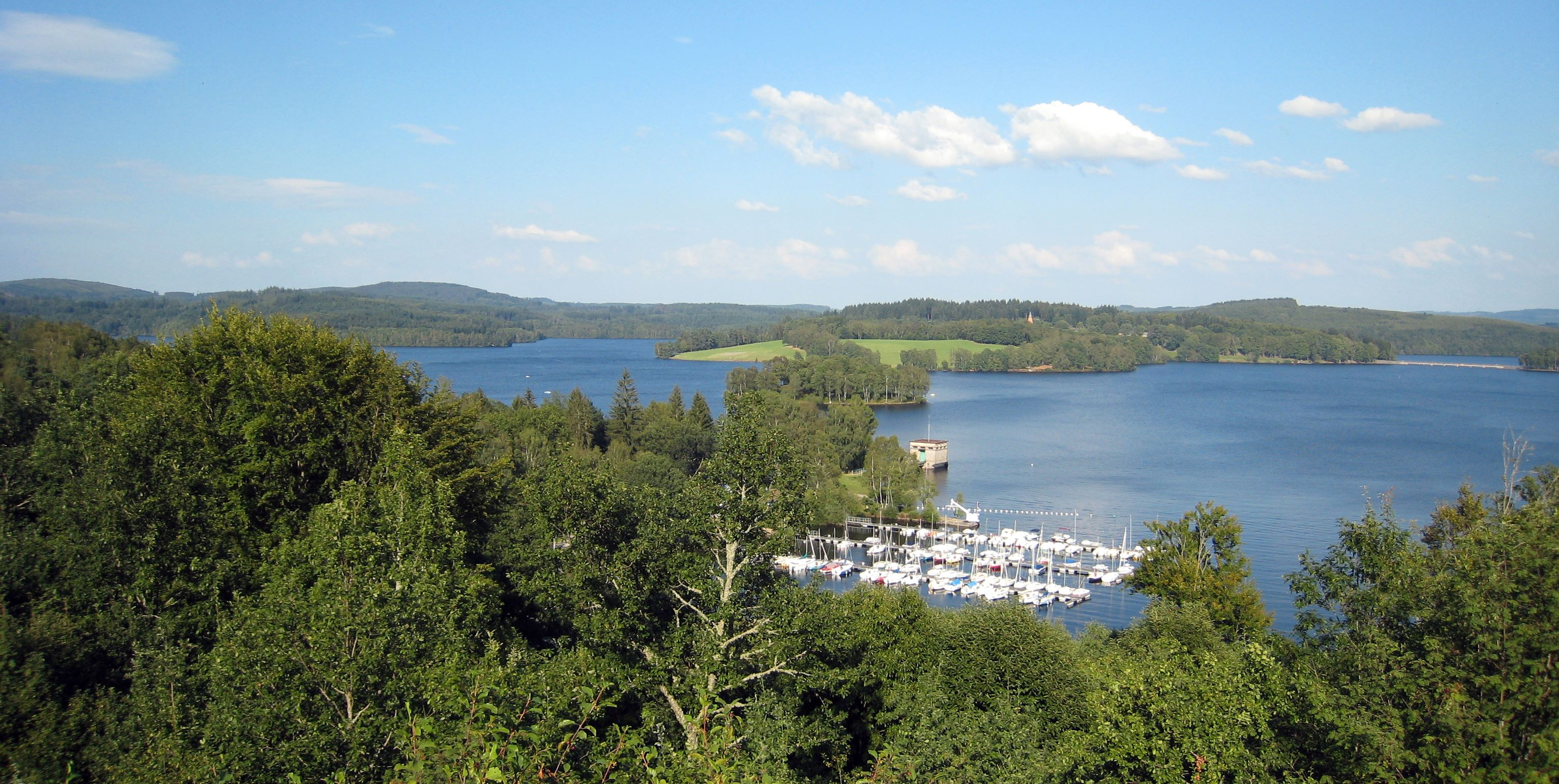
Paysage du Limousin et vue du lac de Vassivière.

Les monts du Limousin, qui regroupent une série de petits massifs (monts de Fayat, massif des Monédières, monts de Châlus) culminent au mont Bessou (977 m), en Corrèze. Plus au nord, les monts de la Marche, qui se divisent en monts de Guéret, monts d'Ambazac et monts de Blond, s’apparentent plus à de hautes collines boisées, ponctuées de pacages, qu’à de vrais sommets. Ils culminent au signal de Sauvagnac (702 m), en Haute-Vienne. Le sud-ouest du Limousin et le nord-ouest du Périgord sont intégrés depuis 1998 au parc naturel régional Périgord-Limousin, tandis que le parc naturel régional de Millevaches en Limousin créé en 2004 est associé au plateau éponyme.
La partie septentrionale de la région, qui correspond au Haut-Poitou historique et à la partie méridionale de l'Anjou (nord-ouest de la Vienne), s’organise autour d’un plateau à vocation agricole et viticole (vignoble du Haut-Poitou) irrigué par la Vienne, le Clain ou encore la Gartempe, qui forment autant de vallées peu encaissées, souvent bordées de forêts de chênes. Plus au sud, le Niortais présente des paysages ouverts (openfields) à dominante céréalière, mais aussi de riches zones palustres, telles que le Marais poitevin, héritage d’un ancien golfe marin comblé par les alluvions, qui se divise en marais mouillés (on parle plus volontiers de « Venise verte ») et marais desséchés, reconvertis dans la polyculture. La ville de Niort, sur la Sèvre Niortaise, principale agglomération du Haut-Poitou en dehors de Poitiers, fait figure de porte de cette « Venise verte » dont une grande partie appartient au parc naturel régional du Marais poitevin, créé en 1979, classé Grand Site de France.

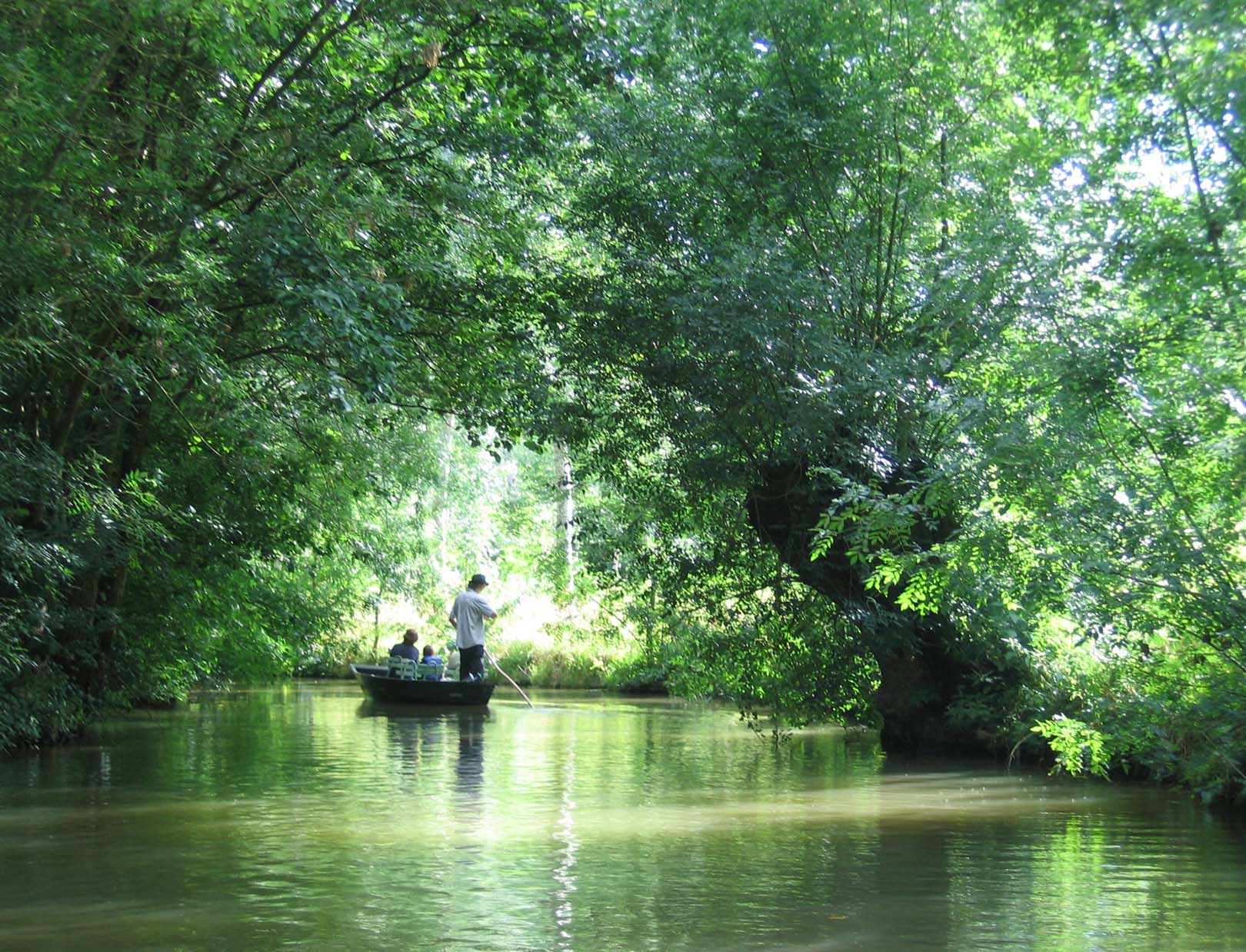
Le Marais poitevin dans les Deux-Sèvres, connu pour ses promenades en barque.

Plus au sud s’étendent les Charentes, qui correspondent aux anciennes provinces d’Aunis, d’Angoumois et de Saintonge. L’Aunis n’est pas sans rappeler les paysages du Niortais, avec ses grands marais qui s’étendent de part et d’autre de La Rochelle et de Rochefort (baie d'Yves, marais de Rochefort, de Broue et de Brouage), mais aussi les îles de Ré et d’Aix, aux paysages variés où se mêlent pinèdes, plages de sable ou encore la curieuse lagune du Fier d'Ars, aux sables en constant mouvement, qui abrite une réserve ornithologique. L'intérieur du territoire est marqué par la présence d'une riche plaine céréalière évoquant la Beauce par son relief ouvert sur l'horizon. Au centre de cet espace, la ville de Surgères est restée une terre de pâturages, où l'élevage laitier a conservé toute son importance : la petite cité aunisienne est ainsi un des centres de production du beurre Charentes-Poitou.

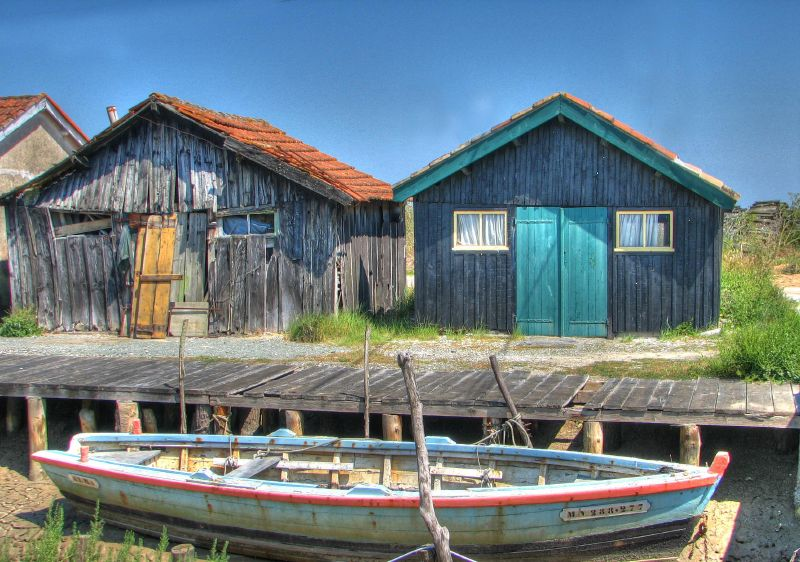
Le site ostréicole de Fort-Royer, dans le bassin de Marennes-Oléron.

L’Angoumois forme un espace de transition entre les plaines littorales d’Aunis, les grandes « champagnes » de Saintonge et le plateau limousin. Ponctué de petites collines, il semble vivre au rythme de la Charente, véritable artère qui arrose ses principales villes, Angoulême, Cognac et Jarnac. Grande région viticole, on y produit un alcool de renommée internationale, le cognac, qui est une eau-de-vie, ainsi que le pineau des Charentes. Le quart ouest des Charentes est formé de la Saintonge, territoire organisé autour des villes de Saintes, première capitale de l’Aquitaine à l’époque romaine, et de Royan.
La Dordogne, qui correspond approximativement à l'ancienne province du Périgord, se situe au sud de l'Angoumois et du Limousin et au nord-ouest du Quercy. Elle constitue les confins nord de l'Occitanie (territoire de langue d'oc) et de la Guyenne (ancien duché correspondant aux territoires occitans situés au nord de la Garonne), et se situe entre le bassin aquitain et les premiers contreforts occidentaux du Massif Central (plateau du Limousin et causses du Quercy). Tirant son nom du cours d'eau du même nom, qui arrose Bergerac mais non sa préfecture, Périgueux (drainée par l’Isle), ce territoire aux paysages variés compte un important taux de boisement (45 %) qui en fait le troisième département le plus boisé de France. La Dordogne est divisée en quatre régions naturelles et touristiques, correspondant peu ou prou aux arrondissements actuels du département : au nord, le Périgord vert, organisé autour de Nontron, couvert de forêts de chênes et de châtaigniers, dont la partie orientale appartient au Massif Central. Y répondent les grands champs de céréales du Périgord blanc, surnommé « le grenier du Périgord », les chênaies, les noyers et les truffières du Périgord noir, autour de Sarlat-la-Canéda, et les vignobles du Périgord pourpre ou Bergeracois, où l’on produit bergerac, monbazillac, pécharmant ou saussignac.

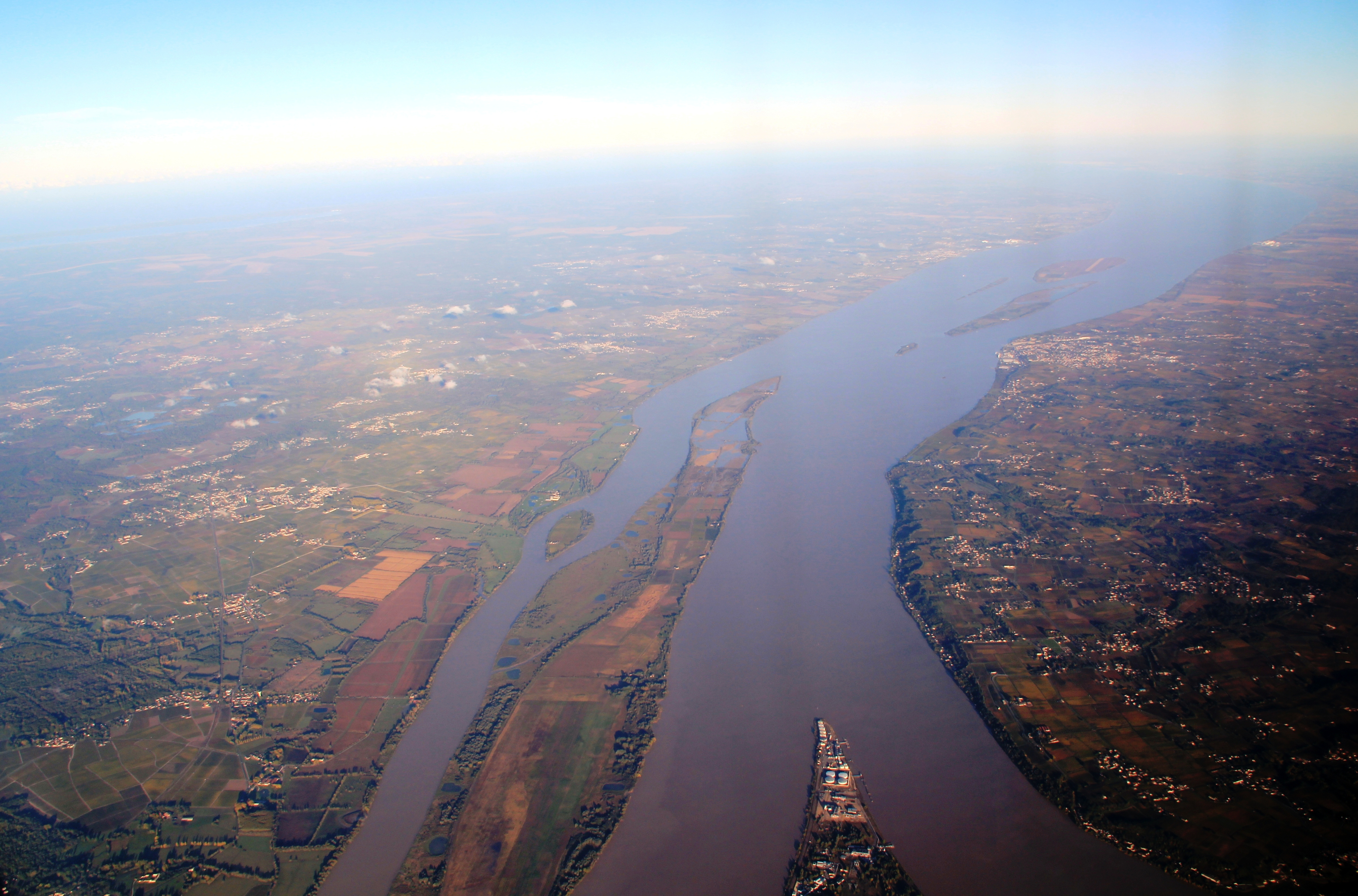
La Gironde est le plus vaste estuaire d'Europe occidentale.

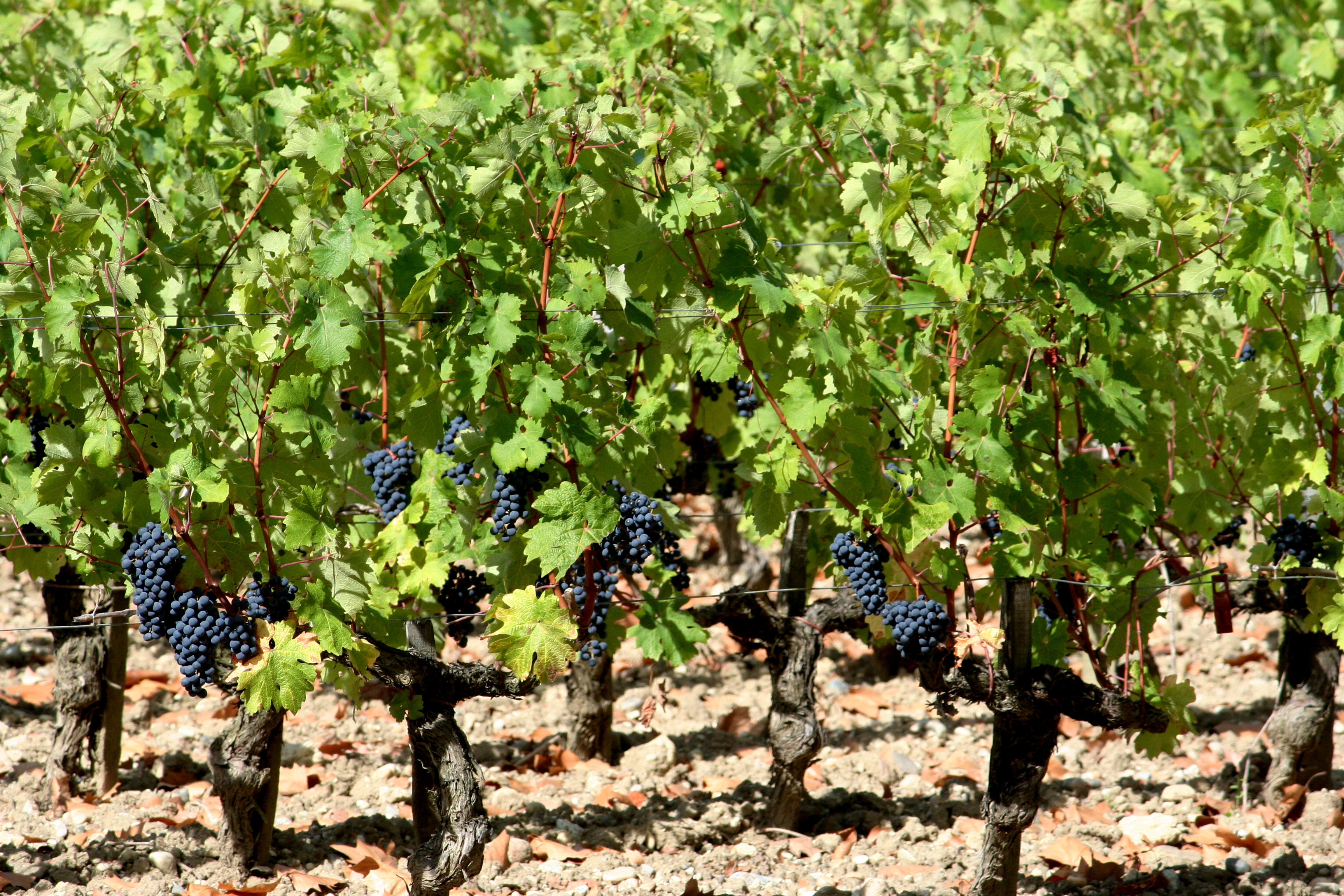
Vignes du domaine de Château Margaux, dans le vignoble du Médoc.

L’estuaire de la Gironde, qui fait office de trait d’union entre la Saintonge, le Blayais, le Médoc et la Guyenne occidentale, est à lui seul un monde à part. Plus grand estuaire sauvage d’Europe, classé parc naturel marin avec les pertuis charentais, il est bordé de grands marais (« petite Camargue ») et de coteaux où sont produits la plupart des grands vins de Bordeaux, depuis les grands crus médocains de la rive gauche de la Garonne (pauillac, margaux, saint-estèphe, saint-julien) jusqu’au blaye-côtes-de-bordeaux et au côtes-de-bourg du vignoble du Blayais et du Bourgeais sur la rive droite de la Dordogne.
Étageant ses coteaux et ses palus entre Garonne et Dordogne jusqu'aux portes du Lot-et-Garonne, la région naturelle de l'Entre-deux-Mers lui fait suite avec son vignoble de vins blancs secs ou liquoreux (cadillac, loupiac, sainte-croix-du-mont). Les pierres de ses carrières de calcaire à Astéries furent utilisées pour la construction des édifices bordelais comme le palais Gallien dès le IIIe siècle et les hôtels particuliers des XVIIIe et XIXe siècles.
Sur l'autre rive des deux fleuves se déploient encore, au nord, sur la rive droite de la Dordogne, le vignoble du Libournais (pomerol, saint-émilion, fronsac) et au sud, sur la rive gauche de la Garonne, celui des Graves (pessac-léognan) et du Sauternais (sauternes, barsac). De réputation internationale, le vignoble de Bordeaux a fait depuis des siècles la réputation de la région. Ses productions s’exportent dans le monde entier.
Plus au sud, en rive gauche de la Garonne, s’étend jusqu'à l'Atlantique la grande plaine des Landes de Gascogne (ouest de la Gironde et nord du département des Landes), qui débute aux portes de Bordeaux et vient mourir au pied des Pyrénées. Occupée en grande partie par la forêt des Landes, elle est également une grande région agricole (maïsiculture) et elle accueille une station thermale de réputation internationale, Dax, par ailleurs capitale de la Chalosse, importante terre d’élevage.

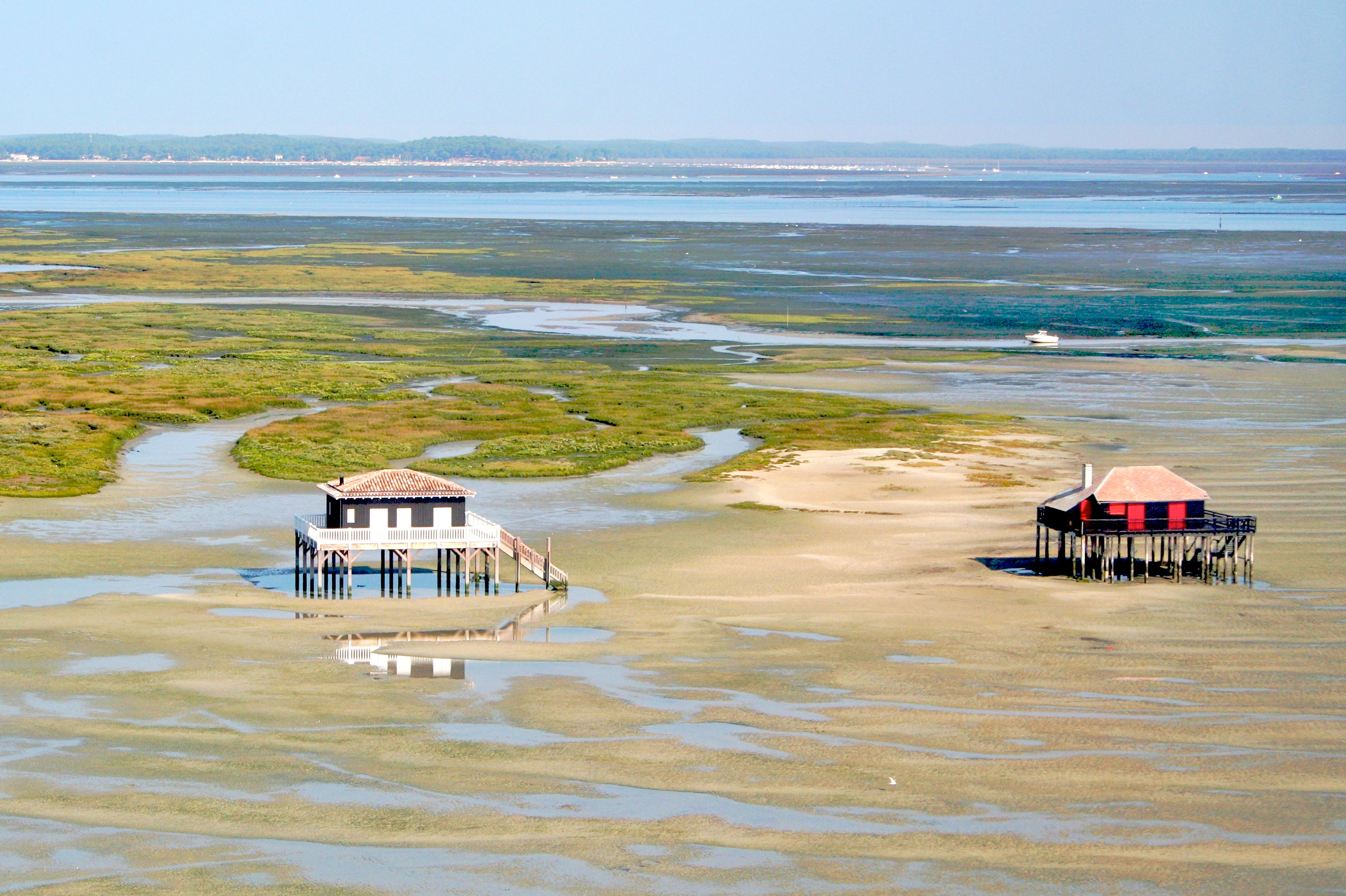
Cabanes tchanquées dans le bassin d'Arcachon.

Le littoral, soumis à une forte érosion, est resté très sauvage. Quelques stations balnéaires ont été aménagées au milieu des dunes, depuis Soulac-sur-Mer au nord de la Gironde, en passant par Carcans, Hourtin, Lacanau, Biscarrosse, Mimizan ou Capbreton, sans oublier celles qui bordent le bassin d’Arcachon : Arcachon, Andernos-les-Bains, Lège-Cap-Ferret, Pyla-sur-Mer. Cette vaste lagune, largement ouverte sur l’océan, abrite depuis 2014 le parc naturel marin du bassin d'Arcachon.
La Guyenne orientale correspond en partie au département de Lot-et-Garonne. Riche région agricole et céréalière arrosée tant par le Lot que par la Garonne, elle est célèbre pour ses pruneaux, qui ont pris le nom de sa capitale, Agen (près de 8 000 hectares de terre sont consacrés aux vergers de pruniers d’Ente), tandis que Marmande est réputée pour ses tomates. La douceur de son climat explique qu’on y cultive également le tabac, ainsi que les fraises (gariguettes) et la vigne, qui sert à produire les côtes-du-marmandais, les côtes de Duras, le buzet ou les côtes du Brulhois, qui se rattachent au vaste vignoble du Sud-Ouest. Mais la véritable gloire de ce terroir est l’armagnac, pendant gascon du cognac, comme lui exporté dans le monde entier. Son vignoble s’étend sur une partie des départements de Lot-et-Garonne, des Landes mais aussi du Gers (dans la région voisine, l'Occitanie). On y produit également le floc de Gascogne, aux délicats accents floraux.
L’extrême sud de la région est formé de deux territoires à la forte identité, le Pays basque (Pays basque nord ou Ipparalde) et le Béarn. Le premier, qui s’organise autour de Bayonne, de Biarritz, Saint-Jean-de-Luz (Labourd), Mauléon-Licharre (Soule) ou Saint-Jean-Pied-de-Port (Basse-Navarre), doit à son climat tiède et humide son côté verdoyant, les pluies atlantiques venant butter contre la barrière des Pyrénées. La côte, avec ses stations balnéaires huppées ou familiales, en fait un lieu de villégiature prisé. L’intérieur des terres, plus rural, conserve une forte tradition agricole et un solide terroir viticole, symbolisé par le vignoble d’irouléguy mais aussi par des liqueurs traditionnelles comme l’izarra et le patxaran, eau-de-vie caractéristique de la Navarre.
Ancré au cœur des Pyrénées, le Béarn oppose au Pays basque ses traditions gasconnes. Formé d’une succession de collines doucement accentuées et de vallées (celle du gave de Pau, qui concentre la capitale, Pau, et plusieurs cités comme Orthez et Navarrenx, étant la plus peuplée), il comprend les vallées d'Aspe, de Barétous, et d'Ossau (avec le col d'Aubisque). L’agriculture y occupe toujours une place importante, de même que la viticulture (jurançon, madiran) même si les secteurs aéronautiques et pétrochimiques sont également représentés. C’est en Béarn que sont concentrées les principales stations de sports d’hiver de la région, telles qu’Artouste, Gourette, Issarbe, La Pierre Saint-Martin et Le Somport.

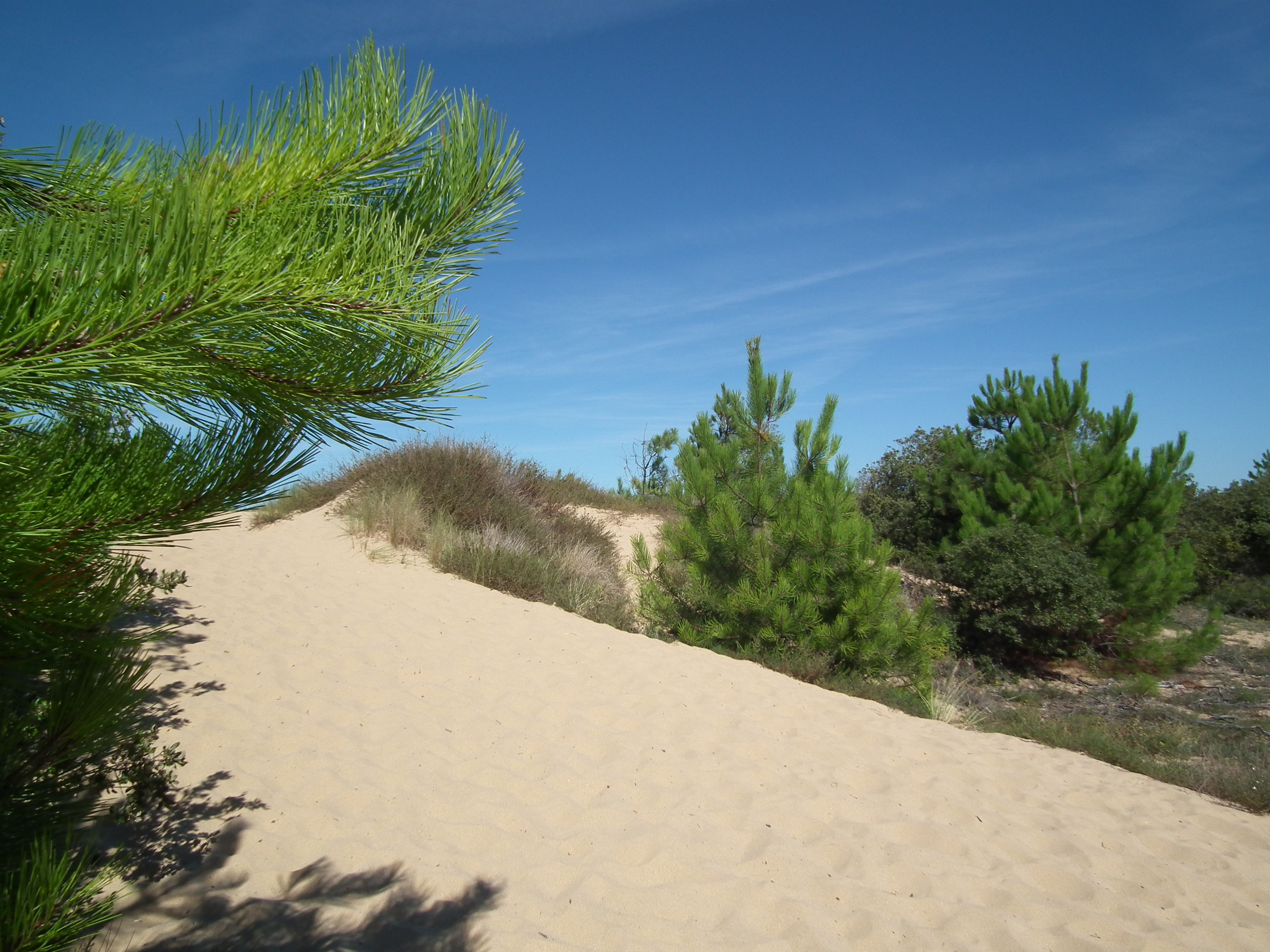
Dunes sur l'île d'Oléron (Charente-Maritime).
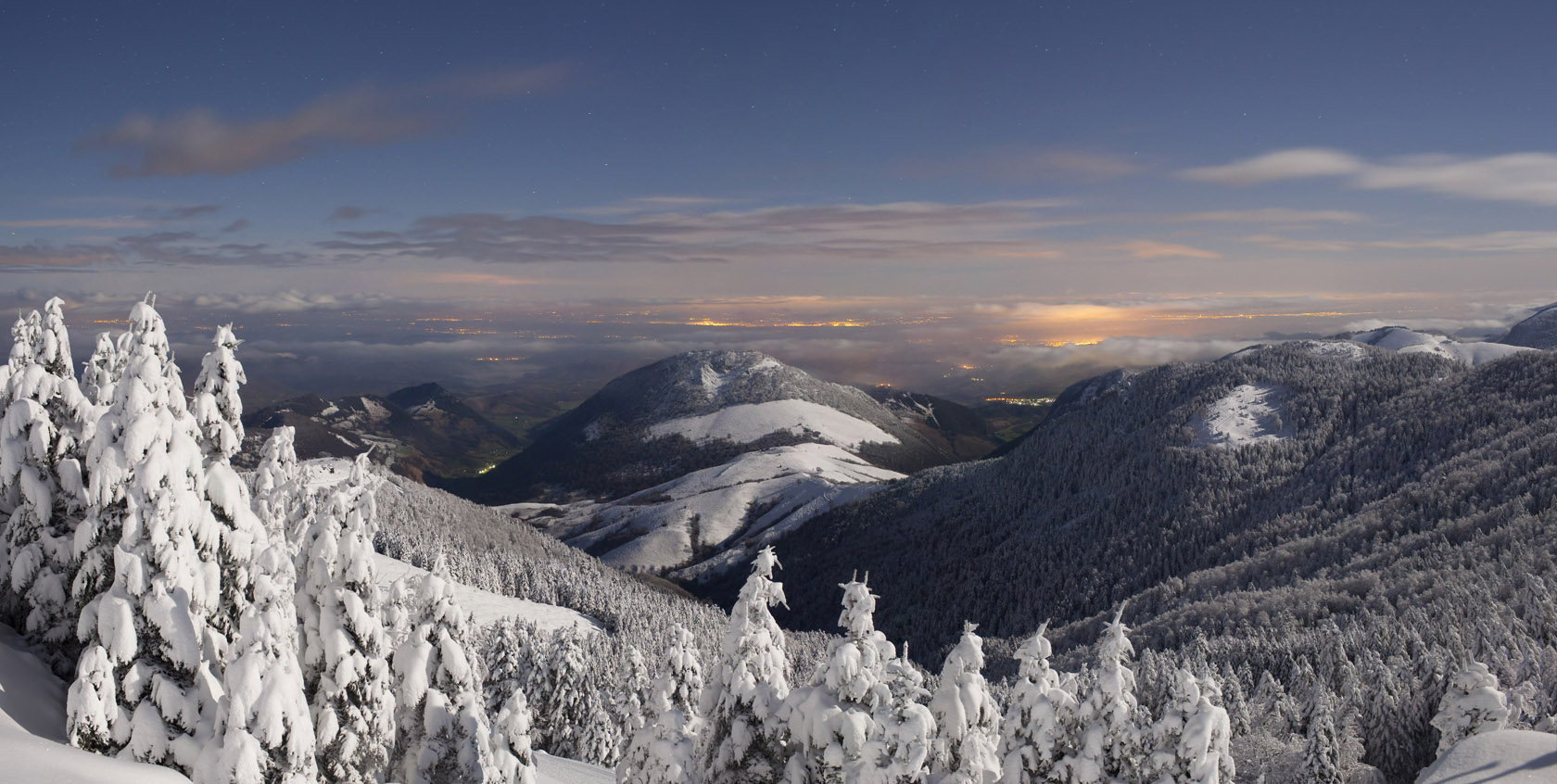
La vallée de Barétous vue du pic d'Issarbe (Pyrénées-Atlantiques)
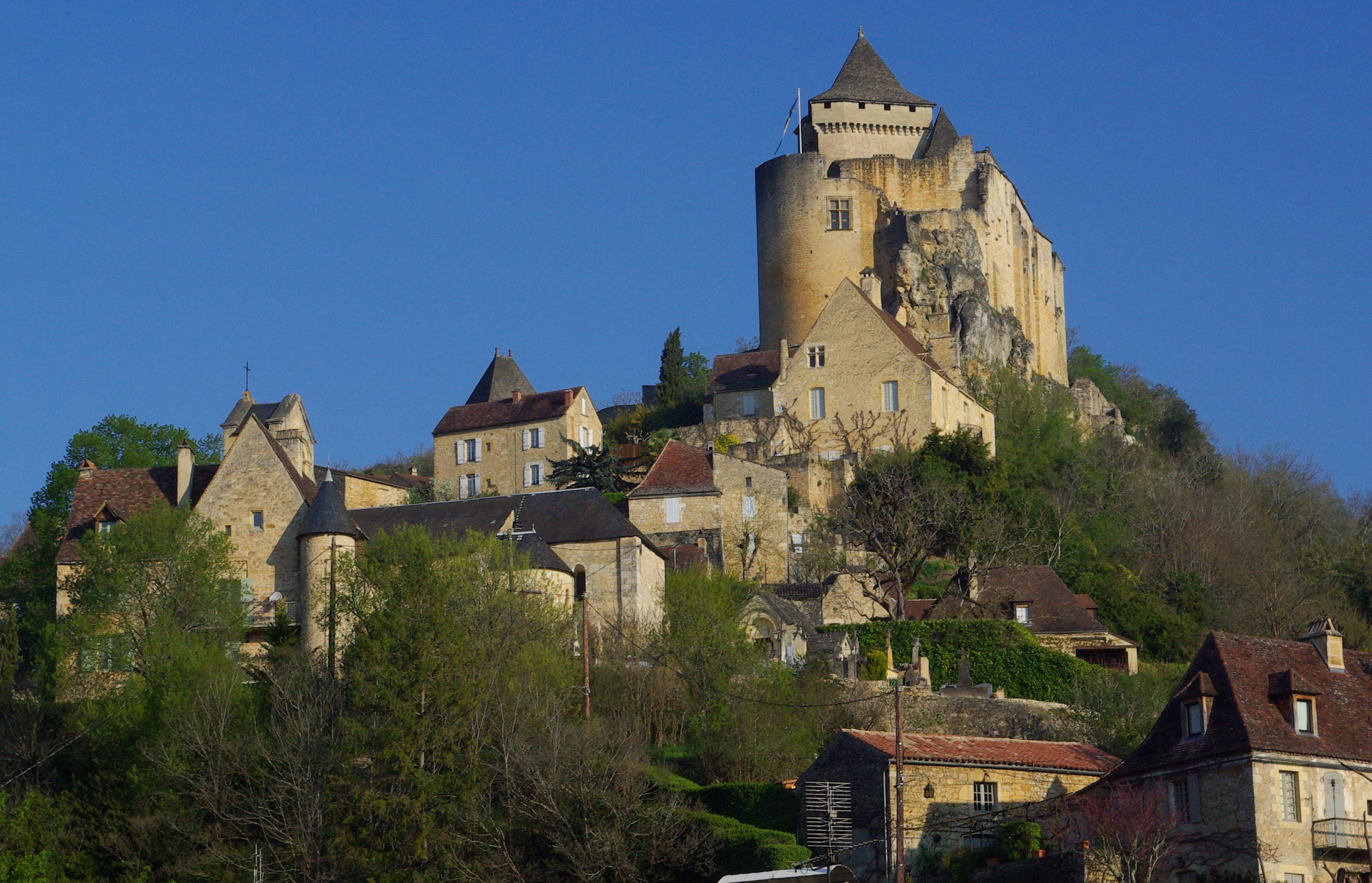
Le village de Castelnaud-la-Chapelle (Dordogne).
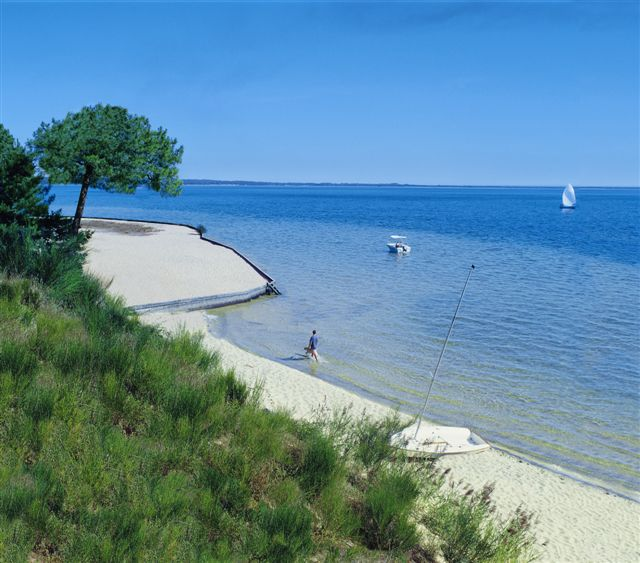
Plage au bord du lac de Biscarrosse (Landes).
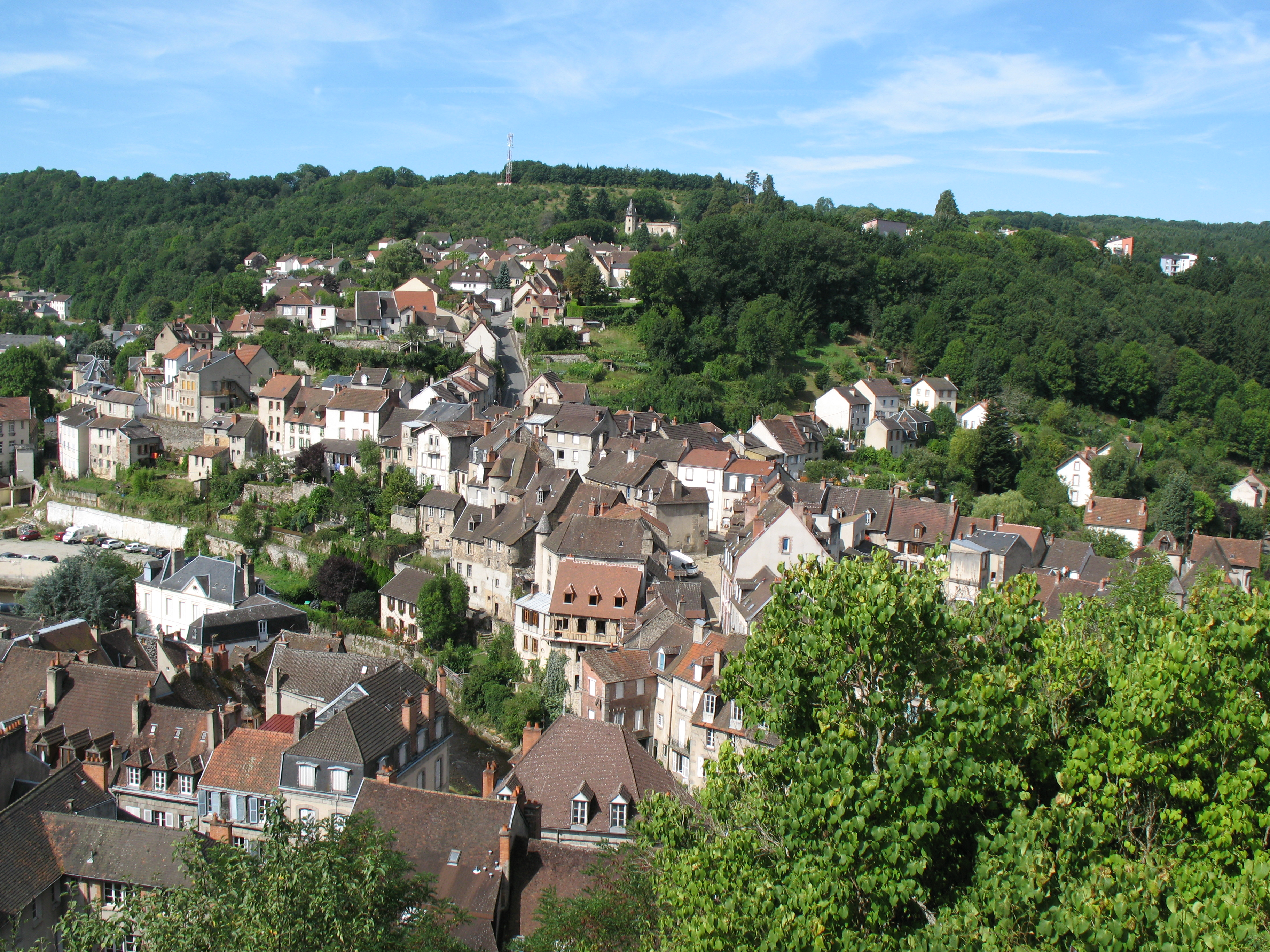
La vieille ville d'Aubusson (Creuse).

## Climat

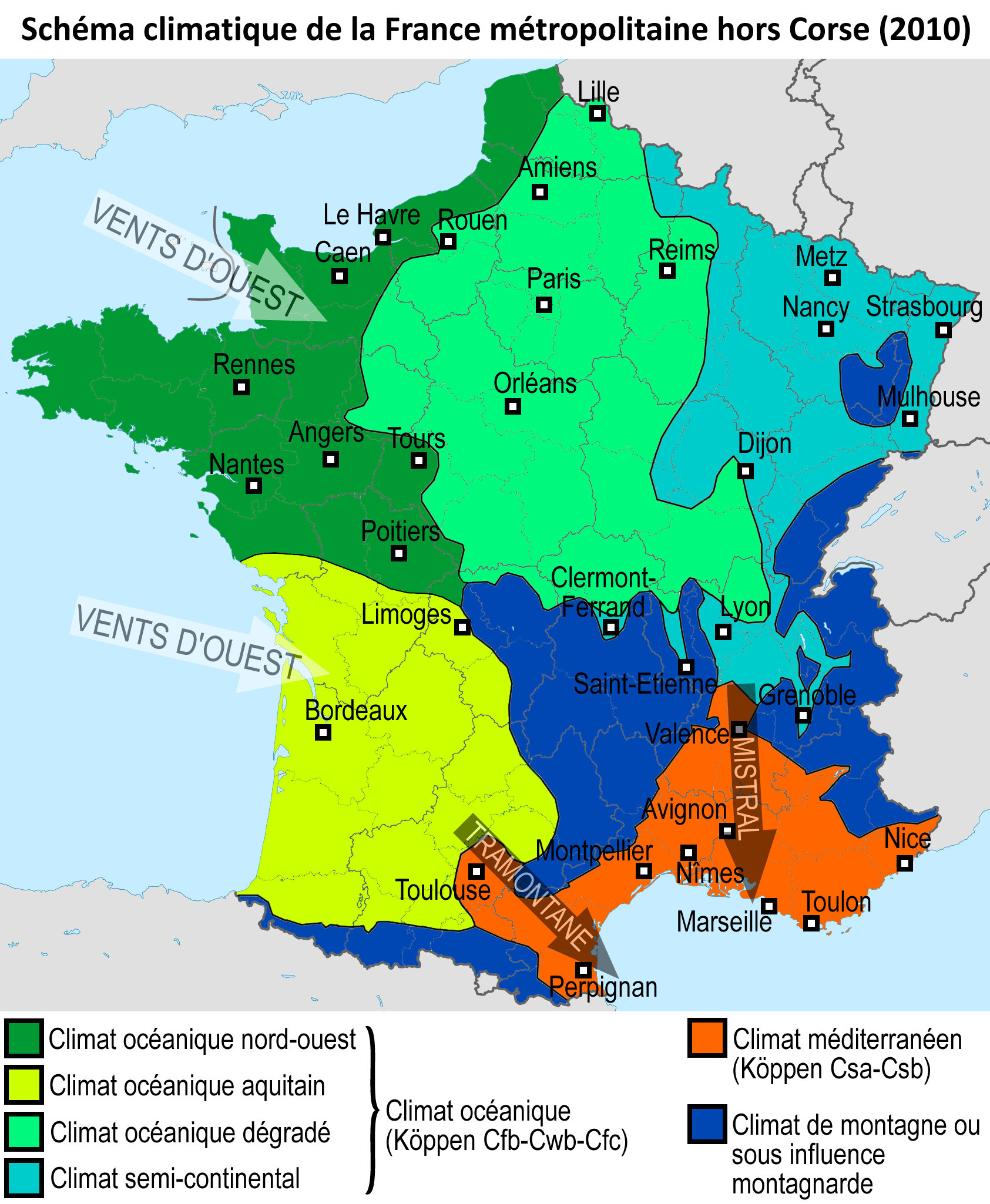
Carte des climats de France métropolitaine (hors Corse).

La région Nouvelle-Aquitaine bénéficie essentiellement d’un climat océanique plus ou moins altéré. On distingue ainsi le climat océanique aquitain, qui concerne la plus grande partie du territoire (des Charentes aux Landes), le climat océanique du nord-ouest (Poitou), le climat océanique limousin, teinté d’influences semi-continentales (Limousin) et le micro climat océanique basque, plus humide (moitié ouest des Pyrénées-Atlantiques et sud des Landes). Le massif pyrénéen bénéficie d’un climat spécifique qui varie en fonction de l’altitude : le climat pyrénéen, qui est une déclinaison du climat montagnard.
Dans le Nord de la région, le climat océanique parisien est marqué par des précipitations modérées, des étés tièdes et des hivers frais, mais sans excès. Le seuil du Poitou agit comme une relative barrière climatique et les régions situées plus au sud appartiennent au domaine climatique océanique aquitain. Les régions littorales sont globalement les plus arrosées, avec des pluies modérées réparties tout au long de l’année, à l’exception des mois d’été, où les périodes de sécheresse ne sont pas rares. Les étés, relativement chauds, sont tempérés par les brises marines, et les hivers sont tièdes. Les gelées sont rares et la neige, exceptionnelle. L’ensoleillement est important, avoisinant les 2 000 à 2 200 heures par an, ce qui est comparable à certaines régions méditerranéennes (Perpignan). Les précipitations estivales prennent souvent la forme d’orages, éventuellement violents, tandis que l’hiver est parfois marqué par des tempêtes, dont certaines ont marqué la région par leur caractère exceptionnel : Martin en 1999 (record de 198 km/h à Saint-Denis-d'Oléron), Klaus en 2009 (172 km/h à Biscarrosse) ou Xynthia en 2010 (160 km/h sur l’île de Ré).
Le climat de la Charente limousine et du Limousin, plus arrosé et plus frais, reste tempéré avec des printemps tièdes et des étés assez chauds, avec des variations dues à l’altitude. L’ensoleillement annuel atteint en moyenne 1 850 heures. Le climat du Pays basque et du sud des Landes se singularise par ses étés chauds, ses hivers doux mais surtout par son importante pluviométrie, les perturbations atlantiques venant buter sur les contreforts pyrénéens. Ce microclimat explique la présence d’une végétation luxuriante et l’aspect verdoyant de la région, qui diffère de celui du versant espagnol. Les brouillards n’y sont pas rares, mais se dissipent en général très rapidement.
Quant au climat pyrénéen, à tendance subocéanique en Béarn, il est sujet à de fréquents « effets de bouchon » lorsque les perturbations de nord-nord-ouest viennent buter contre le massif pyrénéen. Les fonds de vallées, véritables « entonnoirs à nuages » sont particulièrement arrosés. L’enneigement hivernal est important au-dessus de 1 200 mètres. La vallée de Pau bénéficie cependant d’un microclimat, marqué par un ensoleillement important (près de 1 900 heures par an) mais une forte pluviométrie (1 100 mm par an) et une quasi-absence de gelées en hiver. Les précipitations y sont généralement brèves, mais régulières, et réparties tout au long de l’année.
D'après le climatologue Hervé Le Treut, la région est vulnérable et peu préparée au réchauffement climatique. Celui-ci, « en modifiant l’enneigement des Pyrénées, réduit par exemple le débit d’été des rivières et affecte les cultures, en particulier le maïs. Les villes seront soumises à des vagues de chaleur plus intenses, que peut accentuer l’« îlot de chaleur urbain » : les températures peuvent atteindre 5 °C à 10 °C de plus en centre-ville qu’en banlieue plus lointaine. L’élévation du niveau de la mer – jusqu’à 1 mètre à la fin du siècle – va affecter l’estuaire de la Gironde et le bassin d’Arcachon. Les zones côtières (720 km dans la région) subiront un risque de submersion fréquent. Surtout, l’érosion chronique sera accélérée. À l’horizon 2050, on estime à 65 mètres le recul moyen du trait de côte du littoral sableux Landes-Gironde ».

## Transports
La Nouvelle-Aquitaine est une région de transit entre le bassin parisien (et notamment l’Île-de-France) et la péninsule Ibérique, mais aussi entre le sillon rhodanien et les régions atlantiques et méditerranéennes (midi toulousain). Cette situation implique depuis plusieurs années le développement d’axes routiers et autoroutiers majeurs, notamment dans le cadre de la route des Estuaires, mais également de la ligne à grande vitesse Paris-Bordeaux-Toulouse-Espagne, qui doit permettre de raccourcir sensiblement la durée des trajets ferroviaires.

### Voies routières
De nombreuses routes et autoroutes de la région rayonnent à partir de Bordeaux et viennent se rattacher à sa ceinture périphérique (rocade bordelaise ou autoroute A630). Aux grands axes servant d’armature au réseau routier et autoroutier viennent s’ajouter quelques liaisons terminales conçues afin de fluidifier les accès à deux importantes stations balnéaires de la région, Arcachon (par le biais de l’autoroute A660) et Royan (par l’intermédiaire de la N150, partiellement mise à 2×2 voies).

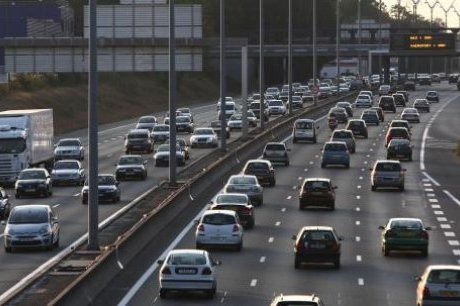
La rocade de Bordeaux (autoroute A630) supporte un trafic particulièrement important.

Servant de grande artère entre Bordeaux et Paris, l’autoroute A10 (dite « L’Aquitaine ») a été mise en service en 1981. Elle appartient au réseau des autoroutes du Sud de la France et permet d’accéder à plusieurs villes du nord de la région : Saintes, Niort ou encore Poitiers. Depuis Saintes, l’autoroute A837 permet de rejoindre la ville de Rochefort (et au-delà, via une voie express à 2×2 voies, la préfecture de la Charente-Maritime, La Rochelle). Plus au nord, à Niort, un échangeur permet d’accéder à l’autoroute A83, à la Vendée et à Nantes (Pays de la Loire). Importante voie routière permettant la liaison entre Bordeaux et Poitiers, la N10 est le principal axe routier de la Charente, passant notamment par sa plus grande ville et préfecture, Angoulême. Sa mise à 2×2 voies, envisagée depuis les années 1980, est en cours de finalisation et devrait être effective au cours de l’année 2015.
Reliant l’est de l’agglomération bordelaise (Libourne) à l’agglomération de Lyon, l’autoroute A89 (dite « La Transversale ») irrigue la partie est de la région, facilitant les trajets entre Bordeaux et les villes de Périgueux, Brive-la-Gaillarde, Tulle et Ussel. Un peu plus au sud, la D936, qui suit plus ou moins le cours de la Dordogne, vient se greffer sur la rocade bordelaise par l’intermédiaire d’un échangeur au niveau des communes de Cenon et Floirac. Elle donne accès en Gironde aux villes de Branne, Castillon-la-Bataille et Sainte-Foy-la-Grande, et à Bergerac en Dordogne.
Au sud-est de Bordeaux, un échangeur aménagé au niveau de la rocade sur la commune de Villenave-d'Ornon permet un accès à l’autoroute A62, partie occidentale de l’autoroute des Deux Mers. Suivant un axe latéral à la Garonne, elle permet de rejoindre Langon, Marmande, Agen et au-delà, Toulouse. Elle vient doubler la D10, sur la rive droite de la Garonne, qui dessert le sud-est de la Gironde avant de descendre vers le département des Landes. Au sud de Langon, l’autoroute A65 a été mise en service au mois de décembre 2010. Passant par Bazas, Mont-de-Marsan et Aire-sur-l'Adour, elle rejoint l’agglomération de Pau au niveau de Lescar.
Au sud-ouest de Bordeaux, l’autoroute A63 est un des axes majeurs du maillage autoroutier régional. Formant une grande artère quasi-rectiligne à travers les vastes étendues planes des Landes de Gascogne, elle traverse le sud de la Gironde et le département des Landes (passe près de Dax mais évite la préfecture, Mont-de-Marsan) avant de rejoindre Bayonne et le Pays basque, jusqu’à Irun, à la frontière espagnole, principal passage transfrontalier. Particulièrement fréquentée, en particulier pendant la période estivale, elle supporte un trafic journalier moyen de 34 000 véhicules (dont 8 000 poids lourds), passant à 50 000 véhicules (dont 10 000 poids lourds) pendant les mois d’été. Les autres passages transfrontaliers, bien moins fréquentés mais moins directs, sont le tunnel du Somport et le col du Pourtalet.
Le Pays basque et le Béarn sont également desservis par un axe routier parallèle à la chaîne des Pyrénées, qui facilite les accès avec Toulouse et les régions méditerranéennes : l’autoroute A64, dite « La Pyrénéenne ». Elle part de Briscous (dans la grande banlieue de Bayonne), se poursuit vers Pau avant d’atteindre Tarbes, dans la région voisine, l'Occitanie) et la rocade de Toulouse.
L’est de la région est bien desservi par l’autoroute A20, axe nord-sud qui relie Paris à Toulouse et désenclave le Limousin. Elle passe ainsi par La Souterraine, Limoges et Brive-la-Gaillarde. Autre voie importante, la route européenne E603 relie Limoges à Angoulême et Saintes. Elle représente un des principaux maillons de la route Centre-Europe Atlantique, importante voie de communication entre la vallée du Rhône et la façade atlantique, qui se divise en plusieurs tracés au niveau d'Angoulême et Saintes (Bordeaux, Royan et La Rochelle). Quant à la route nationale 21 qui relie Limoges à Lourdes (desservant Périgueux, Bergerac, Villeneuve-sur-Lot, Agen, Auch et Tarbes (ces deux dernières en Occitanie), son aménagement est en cours depuis quelques années.

### Voies ferroviaires
Le réseau ferré en Nouvelle-Aquitaine s’organise autour des principales agglomérations : Bordeaux, Limoges, Poitiers, La Rochelle et Bayonne. La principale ligne est la ligne Paris-Bordeaux via Poitiers et Angoulême, qui se prolonge jusqu'à Hendaye. Cette ligne est LGV jusqu'à Bordeaux depuis 2016. Viennent ensuite la ligne Paris-Toulouse qui passe par Limoges et Brive-la-Gaillarde et la ligne Paris-La Rochelle qui passe par Niort. Le territoire est également quadrillé par des voies secondaires, où circulent principalement des TER Nouvelle-Aquitaine.
La plus grande gare de la région est Bordeaux-Saint-Jean, qui en 2018 accueille plus de seize millions de voyageurs; viennent ensuite les gares de Poitiers-Centre (2,8 millions de voyageurs en 2016), La Rochelle (1,8 million de voyageurs en 2016), Limoges-Bénédictins et Angoulême (1,6 million de voyageurs en 2016 chacune,) et Niort et Libourne (1,2 million de voyageurs en 2016 chacune,). La gare d'Agen fait le lien avec la région Occitanie et accueille plus de 1,1 million de voyageurs en 2016. Toutes les autres gares ont desservi moins d'un million de voyageurs en 2016. La ville de Poitiers dispose d'une deuxième gare, la gare du Futuroscope, desservant la technopole du Futuroscope.

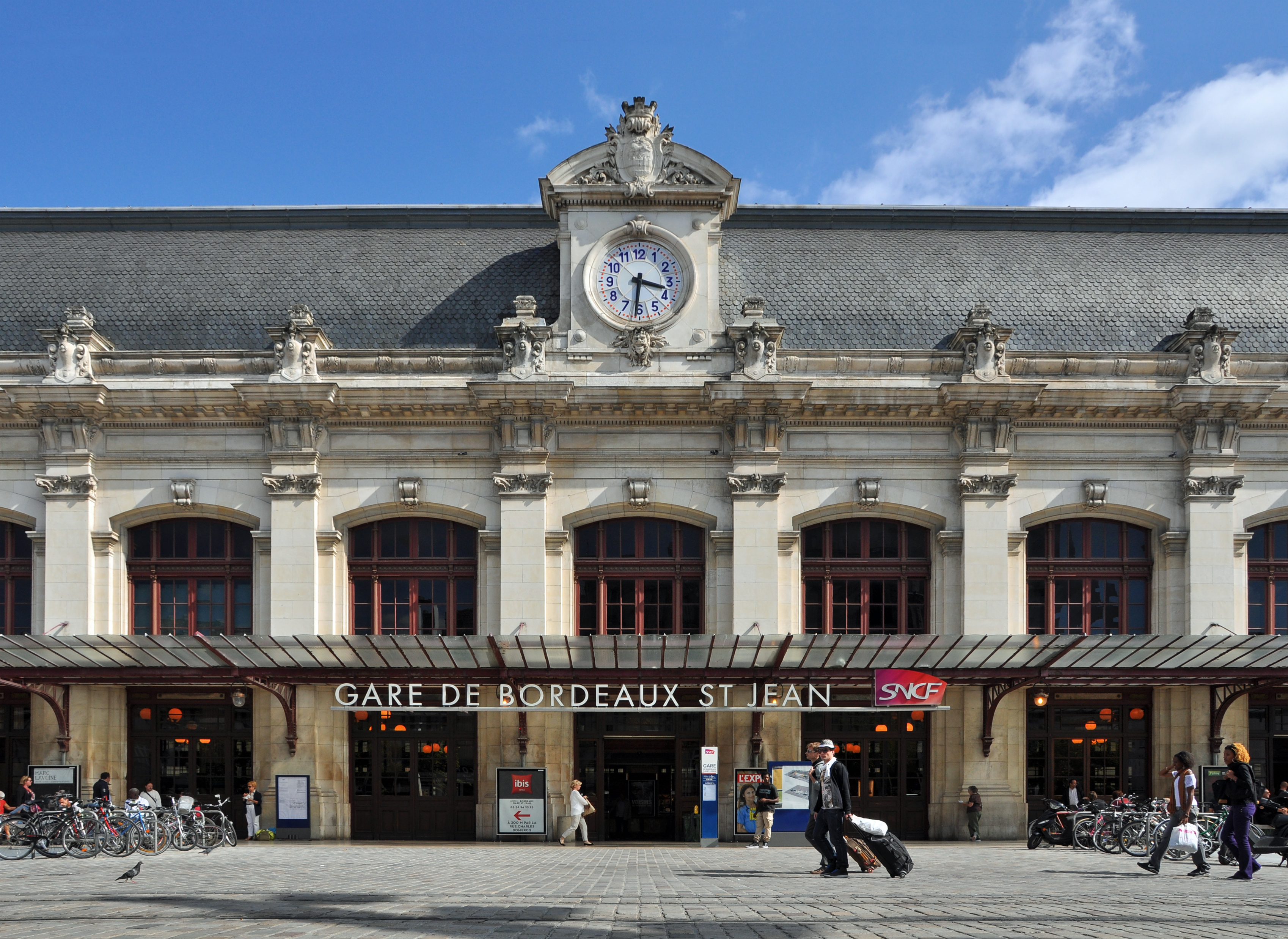
Avec ses 16 millions de voyageurs par an, la gare de Bordeaux-Saint-Jean est de loin la plus importante au niveau régional.

La mise en œuvre de la LGV L'Océane, qui s’inscrit dans un programme prioritaire engagé par l’état, doit permettre de faciliter les échanges. La durée du trajet entre Bordeaux et Paris (gare Montparnasse) est passée de trois heures en 2015 à un peu plus de deux heures en juillet 2017. Au cours de la même période, les trajets entre Poitiers et Paris sont passés d’un peu moins d’une heure et demie à une heure et quart, entre Angoulême et Paris, d’un peu plus de 2 h à 1 h 40 min et entre La Rochelle et Paris, d’un peu moins de trois heures à deux heures et demie. Dans le même temps, les liaisons entre plusieurs villes de la région seront également raccourcies, passant d’un trajet d’un peu moins d’une heure à un peu plus d’une demi-heure entre Bordeaux et Angoulême et d’une heure et demie à une heure entre Bordeaux et Poitiers.
Autre projet structurant pour la région, la LGV Bordeaux - Espagne doit constituer le prolongement de la ligne Sud-Europe Atlantique, mais aussi du Y basque (ligne à grande vitesse reliant les villes espagnoles de Bilbao, Vitoria-Gasteiz, Saint-Sébastien et Irun). Elle s’inscrit dans le grand projet ferroviaire du Sud-Ouest et devrait faciliter les liaisons entre Bordeaux, Mont-de-Marsan, Dax et Bayonne, ainsi que les liaisons entre le sud de la région et l’Île-de-France, mais aussi entre la région et l’Espagne (notamment Madrid).
Le projet de barreau LGV Poitiers - Limoges s’inscrit dans cette optique, et devrait permettre de raccourcir sensiblement les trajets entre les deux villes (passant d’un peu plus d’une heure et demie à 45 minutes), de faciliter les liaisons interrégionales et l’accès à l’Île-de-France. Ce projet constitue un des maillons du projet Transline (Transversale Alpes Auvergne Atlantique), toujours en cours d’étude.

### Voies aériennes
La région bénéficie de la présence de plusieurs infrastructures aéroportuaires. Le principal aéroport est celui de Bordeaux-Mérignac, de niveau international, qui accueille plus de six millions de passagers (2017) par an et propose des vols vers de nombreuses destinations ; il est le septième aéroport de France métropolitaine (le cinquième si on excepte les aéroports parisiens).

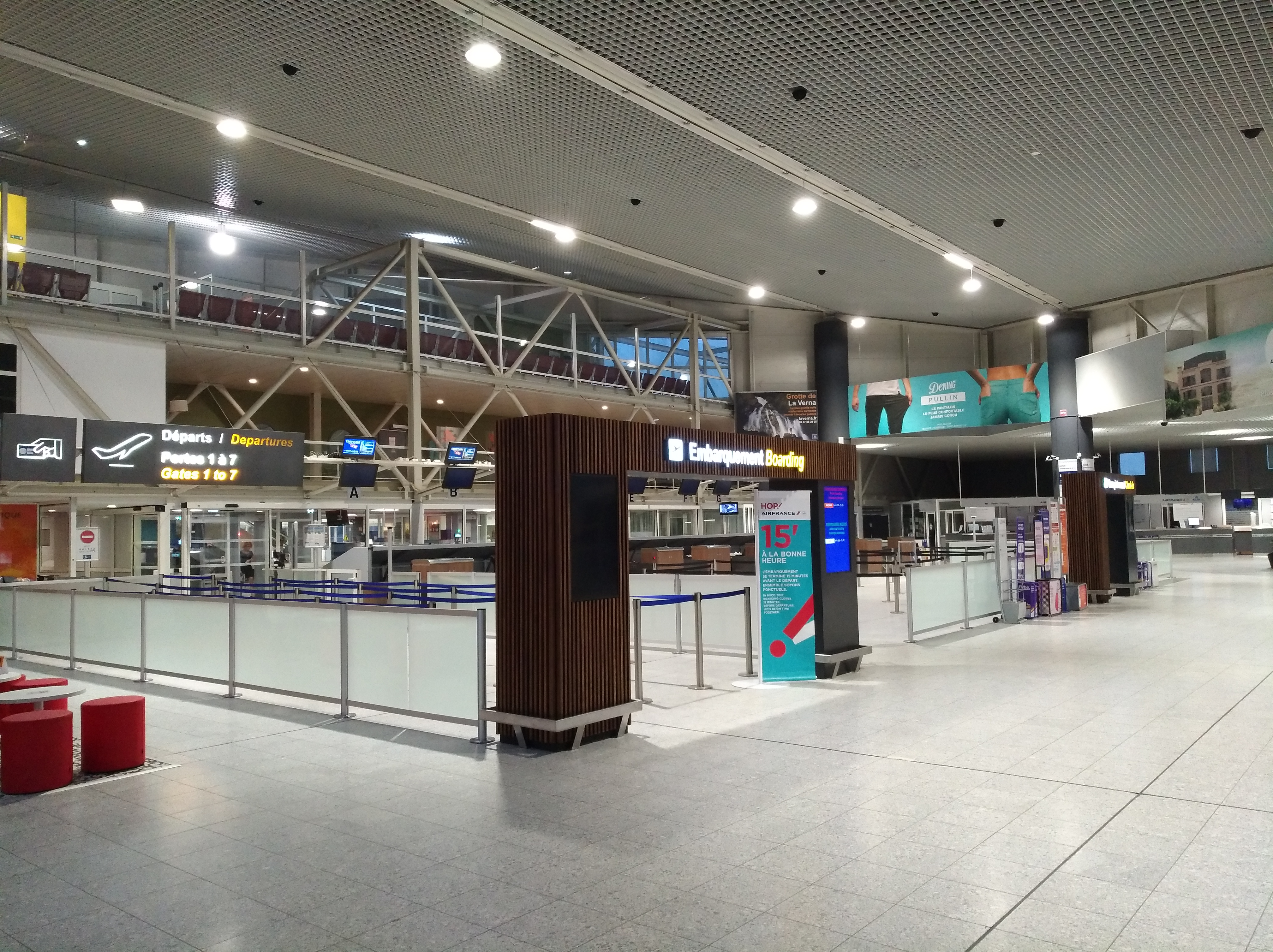
Le terminal de l'aéroport de Biarritz-Bayonne-Anglet, deuxième aéroport de la région quant à la fréquentation.

Le second aéroport est l’aéroport de Biarritz-Bayonne-Anglet, qui propose des vols vers plusieurs pays européens et accueille un peu plus d’un million de passagers ; il se classe en 17e position au niveau de la France métropolitaine. Troisième aéroport de la région, l’aéroport de Pau-Pyrénées accueille environ 650 000 passagers par an. Vient ensuite l’aéroport de Bergerac-Dordogne-Périgord, créé en 1990 et dont la fréquentation est passée de 16 000 passagers annuels en 2002 à 305 000 en 2016, puis l’aéroport de Limoges-Bellegarde, accueillant près de 300 000 passagers par an.
L’aéroport de La Rochelle - île de Ré propose des vols vers plusieurs villes françaises et européennes et accueille environ 215 000 passagers par an. Plus modestes, les aéroports de Poitiers-Biard (120 000 passagers annuels), de Brive-Vallée de la Dordogne (60 000 passagers), d’Agen-La Garenne (40 000 passagers) et de Périgueux-Bassillac (8 000 passagers) proposent avant tout des vols intérieurs. Les aéroports d’Angoulême-Cognac, de Rochefort-Charente-Maritime et de Niort - Marais Poitevin sont uniquement tournés vers les vols d’affaires en l'absence de lignes commerciales régulières.

### Voies maritimes et fluviales

La marina de Port-Médoc, au Verdon-sur-Mer, fait face à Royan, sur l'autre rive de la Gironde.

Les paquebots de croisière accostent principalement dans les ports de La Rochelle (terminal de La Pallice), du Verdon-sur-Mer (navettes vers Royan), de Pauillac, de Bordeaux et de Bayonne.
De nombreux ports de plaisance sont ouverts aux bateaux plus modestes. Les principaux sont ceux de La Rochelle (5 000 anneaux), d’Arcachon (2 600 anneaux), Port-Médoc (1 200 anneaux), de Royan (1 000 anneaux), de Capbreton (950 anneaux), d’Hendaye (800 anneaux), de Saint-Denis-d'Oléron (750 anneaux) et d’Anglet-Biarritz (425 anneaux).
Le transport fluvial est actif sur plusieurs fleuves et rivières de la région : Charente (essentiellement entre Rochefort et Angoulême), estuaire de la Gironde, Garonne, Dordogne, Lot, Baïse et Adour.
Haut-lieu du tourisme fluvial, le canal latéral à la Garonne est le prolongement du canal du Midi (qui forment ensemble le « canal des deux mers » entre l’Atlantique et la Méditerranée). Il passe notamment à Agen (pont-canal d'Agen) et se poursuit jusqu’à Castets-en-Dorthe (Gironde).

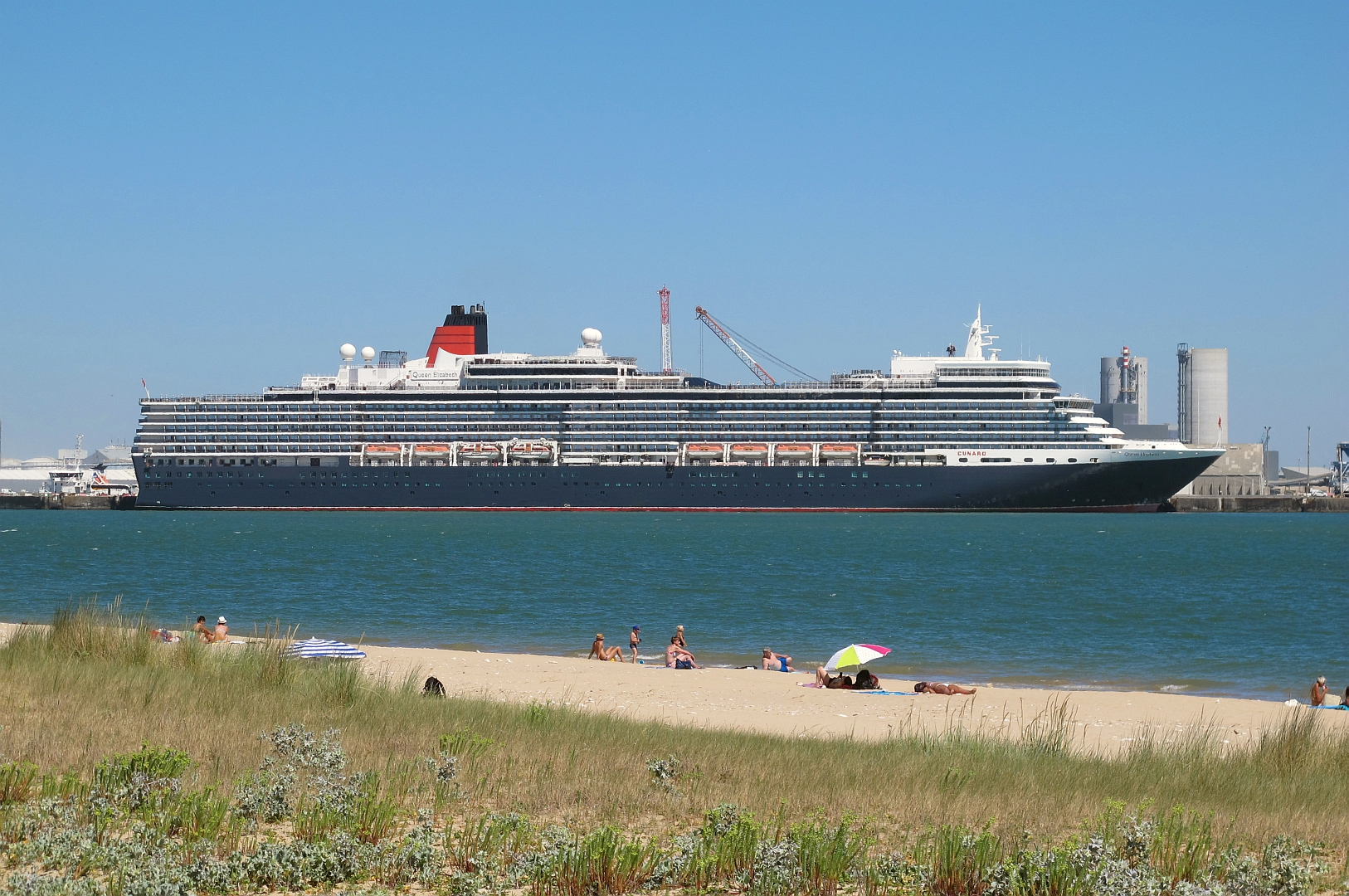
Le paquebot MS Queen Elizabeth au port de La Rochelle-Pallice.

L'ensemble du bassin versant de la Dordogne (rivière) est classé en tant que réserve de biosphère par l'UNESCO depuis le 11 juillet 2012 avec pour structure de coordination l'Établissement public territorial de bassin de la Dordogne. Le bassin de la Dordogne est un des seuls endroits de France où la présence de huit espèces migratrices de poissons est avérée, avec le saumon atlantique, la truite de mer, la lamproie de rivière, la lamproie marine, la grande alose, l'alose feinte , l'anguille, et l'esturgeon d'Europe. D’autres espèces liées à l’eau, telles que la loutre d'Europe et le vison d'Europe, ou encore le flûteau nageant, sont également présentes.
Deux agences de l'eau (Adour-Garonne et Loire-Bretagne) participent à la gestion de l'eau dans la région.
La région est traversée par une multitude de fleuves côtiers plus ou moins longs qui se jettent dans l'océan Atlantique ou rejoignent l'estuaire de la Gironde. Du nord vers le sud se succèdent la Sèvre niortaise, la Charente, la Seudre, la Dordogne, la Garonne, l'Eyre, le Boudigau, le courant d'Huchet, le courant de Contis, le courant de Mimizan, le courant de Soustons, le Curé, l'Adour, la Nivelle, la Bidassoa, l'Uhabia et l'Untxin.

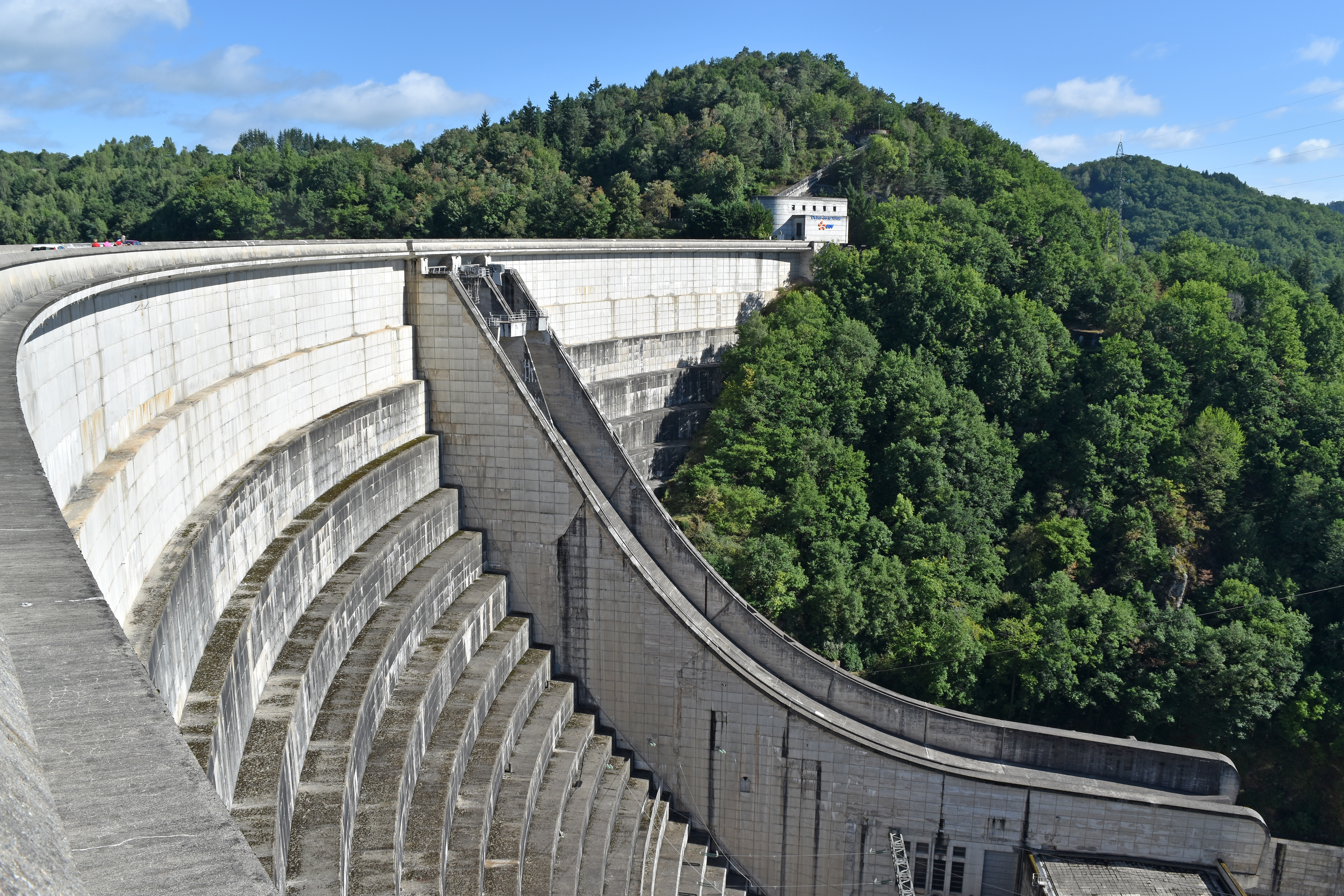
Le barrage de Bort-les-Orgues.

La région comporte également de nombreux ouvrages hydroélectriques dont les principaux sont :
- sur la Diège, le barrage des Chaumettes ;
- sur la Dordogne, les barrages de l'Aigle, de Bort-les-Orgues, de Marèges, du Chastang et d'Argentat ;
- sur le Doustre, le barrage de la Valette ;
- sur le Gave d'Aspe, les barrages du Peilhou et d'Anglus ;
- sur la Maronne, les barrages de Hautefage et du Gour Noir ;
- sur la Maulde, le barrage de Vassivière ;
- sur la Triouzoune, le barrage de Neuvic ;
- sur la Vézère, les barrages de Monceaux la Virolle[55], de Treignac, de Peyrissac[56] et du Saillant[57].
- sur le Lot, les barrages du Temple-sur-Lot, de Villeneuve-sur-Lot et de Fumel.

## Économie
L’économie de la région repose sur plusieurs piliers qui contribuent à sa richesse autant qu'à ses spécificités.
L'agriculture de la Nouvelle-Aquitaine 
est la première de France autant pour ses productions que pour son chiffre d'affaires. Cette agriculture très diversifiée, qui côtoie la première sylviculture de France grâce au grand massif boisé des Landes, est complétée par un ensemble de vignobles réputés dont les vins de Bordeaux, les eaux-de-vie de Cognac, le pineau des Charentes, les vins du Haut-Poitou, du Bergeracois, du Jurançon. 
À ces riches productions agricoles s'ajoutent celles du littoral grâce à la présence d'une large façade maritime sur l'océan Atlantique. Les richesses de l'océan et son exploitation précoce ont ainsi favorisé la première conchyliculture de France avec les productions des huitres du bassin de Marennes-Oléron et de celui d'Arcachon et des moules de Charron entre l'île de Ré et la baie de l'Aiguillon. De même, le secteur de la pêche positionne de nombreux ports de pêche néo-aquitains dans le top 10 (ports de La Cotinière, de La Rochelle, de Saint-Jean-de-Luz, ...).
Au côté des activités agricoles et maritimes, l'économie régionale s'est beaucoup étoffée et modernisée dans le secteur industriel. La région dispose d'un tissu dense de petites et moyennes entreprises, dont de grands groupes agroalimentaires. Elle joue un rôle déterminant dans les domaines de l’industrie aéronautique et spatiale, de la défense (Arquus, Texelis), des biotechnologies, de la chimie. 
De plus, l'industrie régionale s'appuie sur la recherche scientifique et les bureaux d'étude des entreprises, relayée par un réseau d’universités, de grandes écoles ou de grandes technopoles (Ester technopole à Limoges).
La Nouvelle-Aquitaine peut également compter sur une importante filière image et numérique (campus de l’image d’Angoulême, future cité numérique de Bègles), 
Par ailleurs, la Nouvelle-Aquitaine est équipée d'infrastructures de communication modernes qui maillent son vaste territoire régional ainsi que d'un réseau portuaire comprenant trois grands ports de commerce s’équilibrant du fait de leur position géographique (Grand port maritime de La Rochelle au nord, Grand port maritime de Bordeaux au centre et port de Bayonne au sud). En 2013, une enquête menée par l’hebdomadaire L'Express classe Bordeaux en seconde position du classement des villes françaises les plus « business friendly » dans la catégorie des agglomérations de plus de 500 000 habitants (et première en ce qui concerne son environnement économique), Poitiers, La Rochelle et Bayonne arrivant respectivement en deuxième, troisième et quatrième position des agglomérations de 100 000 à 200 000 habitants.

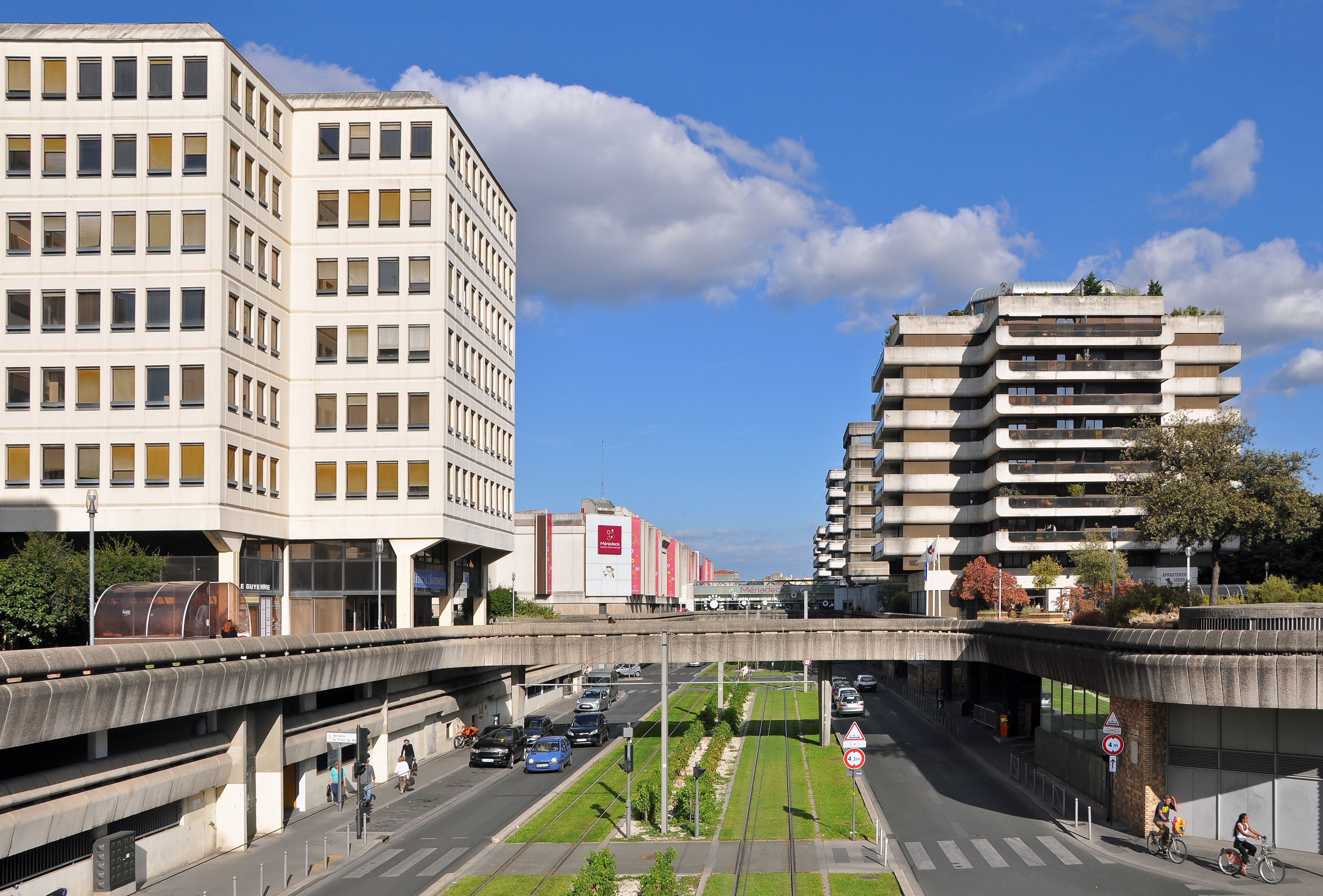
Le quartier d'affaires de Mériadeck, à Bordeaux, est resté à taille humaine.

Ces différentes activités économiques sont majoritairement concentrées dans les grandes agglomérations de la région où Bordeaux est le principal centre économique avec plus de 600 000 emplois en 2021. La capitale régionale est suivie de loin par les grands pôles d'emplois de Limoges, Bayonne, Poitiers et Pau qui ont chacun environ 120 000 emplois et de La Rochelle avec presque 100 000 emplois en 2021. Dans l'ensemble de la région, 21 aires d'attraction des villes comptant plus de 20 000 emplois en 2021 cumulent les 3/4 de l'emploi régional.

La région bénéficie d’atouts naturels et patrimoniaux qui en font une destination touristique de premier plan, matérialisée par une large façade océanique structurée autour de trois grandes stations balnéaires « historiques » (Arcachon, Biarritz et Royan), par une série de stations de sports d’hiver au cœur du massif pyrénéen (Gourette, Le Somport) et par des sites historiques de premier plan (grotte de Lascaux, cité médiévale et haut-lieu viticole de Saint-Émilion, village martyr d’Oradour-sur-Glane, Collonges-la-Rouge, etc.) visités par des centaines de milliers de personnes chaque année.

### Filières agricole et viticole
La région a présenté quelques-uns de ses principaux atouts lors de l'édition 2015 du Salon international de l'agriculture.
Région au caractère rural affirmé, la Nouvelle-Aquitaine dispose d’une agriculture forte et variée : plus de 180 000 emplois générés (y compris agroalimentaire, vins et spiritueux), 9,4 milliards d'euros de chiffre d'affaires, (première région agricole européenne en valeur, première économie de la région et première pour l'export). Environ 85 000 exploitations (première région de France pour le nombre d'exploitations) sur un territoire d'excellence agricole et gastronomique (première région de France pour les labels de qualité avec 155 signes d'identification de l'origine et de la qualité).
C'est une région d'élevage : première région de France pour l’élevage bovin (races régionales : limousine, bordelaise, parthenaise, blonde d'Aquitaine, gasconne, bazadaise et béarnaise), prédominant dans le bocage bressuirais et confolentais, dans la plaine aunisienne, sur les hauts plateaux limousins, dans les collines bazadaises et chalossaises, et sert aussi bien à la production de viande qu’à la production laitière. Il existe également deux autres races régionales bovines n’appartenant pas à la liste des races officielles françaises (marine landaise et betizu) en voie d'extinction. La région dispose de nombreux labels de qualité : veau fermier élevé sous la mère, bœuf limousin, etc.).
Première région de France pour l'élevage de caprins (races régionales : poitevine, des Pyrénées et du Massif central). Ce type d'élevage se concentre essentiellement dans le nord de la région (Charente, Charente-Maritime, Deux-Sèvres et Vienne) et sert à la production fromagère (chabichou, mothais sur feuille, jonchée). Ces quatre départements concentrent à eux seuls 30 % du troupeau caprin français, soit plus de 200 000 têtes. Quelques départements complètent cette zone (Corrèze et Dordogne avec une partie de la production AOC rocamadour…). L’élevage caprin pour la production de lait de la région représente 38 % du cheptel français.
Deuxième région de France pour l'élevage ovin (viande et laitier) (races régionales : basco-béarnaise, landaise, limousine, manech tête noire, manech tête rousse et Xaxi Ardia). Il est bien représenté dans le Limousin (agneau du Limousin), les Charentes (agneau du Poitou-Charentes), le Médoc (agneau de Pauillac) et dans les Pyrénées basques et béarnaises. L'élevage ovin pour la production de lait représente quant à lui 25 % du cheptel français.

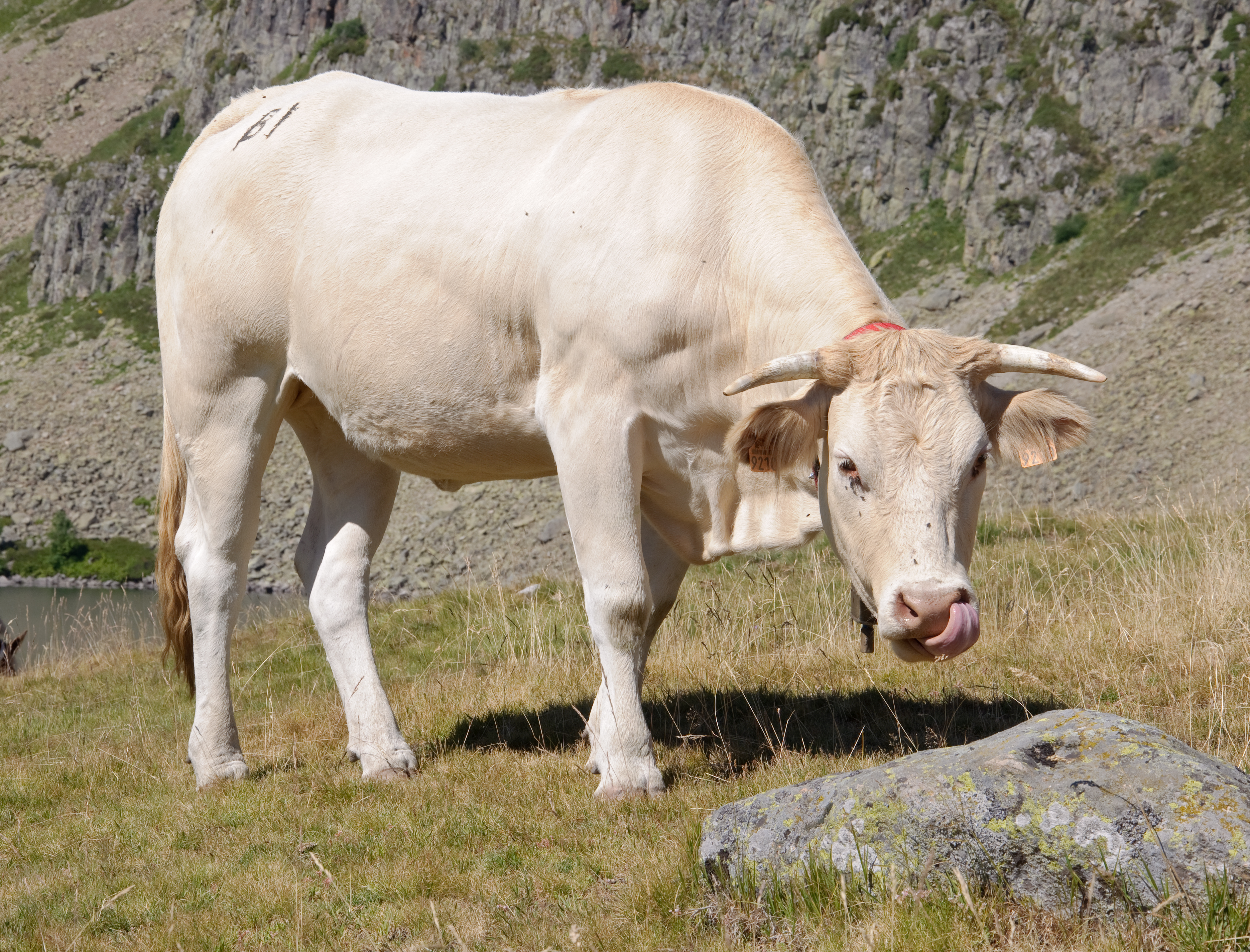
Une blonde d'Aquitaine en estive dans les Pyrénées.

L’élevage porcin, qui représente une part non négligeable du secteur agroalimentaire, est réparti dans toute la région (races régionales : cul noir limousin, porc gascon, pie noir du Pays basque) et est garanti par le label « porc du Sud-Ouest ». Les porcs de la région servent à produire de nombreux produits charcutiers, à commencer par le célèbre jambon de Bayonne. De nombreuses exploitations se sont également spécialisées dans la production avicole parmi lesquels le poulet jaune de Saint-Sever et les volailles du val de Sèvres (races régionales : de Barbezieux, limousin, gasconne, landaise et de Marans) et de palmipèdes gras (canards mulards et oies), servant notamment à la production de confits et de foies gras. La Nouvelle-Aquitaine est ainsi la première région européenne pour ce qui est du foie gras (plus de la moitié de la production française). Le label « canard à foie gras du Sud-Ouest » occupe une grande part de la région.
La région est le berceau de nombreuses autres races (races asines régionales : des Pyrénées et du Poitou, équines régionales : poitevin mulassier, landais et pottok).
La région abrite également plusieurs haras nationaux : Gelos, Villeneuve-sur-Lot, Pompadour et Saintes.
La Nouvelle-Aquitaine est également une région d'aquaculture et de pêche : première région de production ostréicole, avec les huîtres de claires de Marennes-Oléron (dans l’estuaire de la Seudre) et celles du bassin d’Arcachon et du cap Ferret. La région avec 32 % de part dans la production de naissain d'huitres en France est leader national. C'est également un fief de la mytiliculture, avec les moules de la baie de l’Aiguillon (près de La Rochelle) et les bouchots de Boyardville et Port-des-Barques.

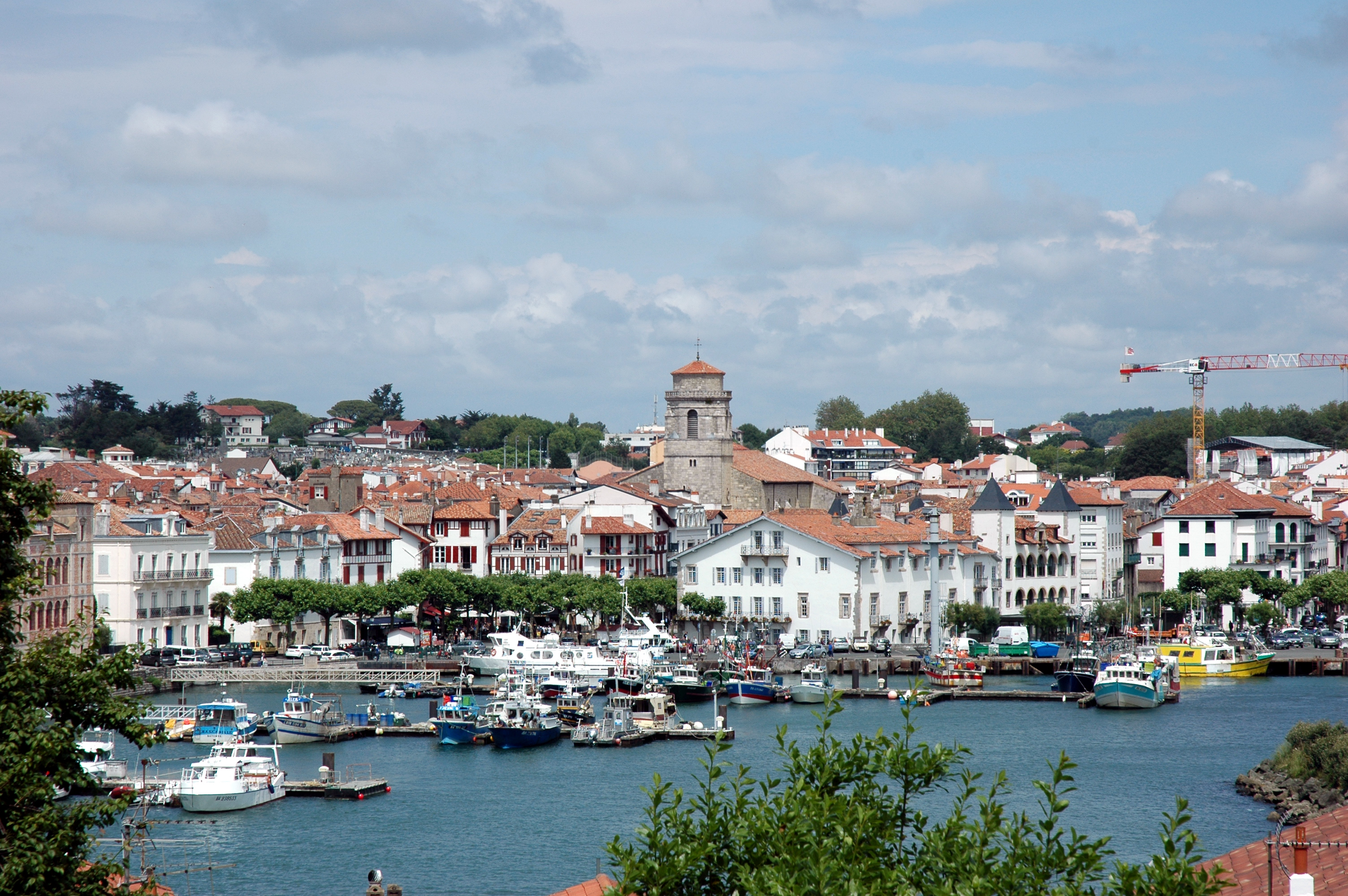
Le Port de Saint-Jean-de-Luz dans les Pyrénées-Atlantiques.

La diminution des ressources halieutiques a entraîné une baisse du tonnage des poissons dans les principaux ports de la région, qui restent cependant très actifs. En 2014, le premier port de la région (et huitième port au niveau national en ce qui concerne le tonnage) est celui de Saint-Jean-de-Luz-Ciboure, ou s’échangent environ 7 600 tonnes de poissons, pour un chiffre d’affaires de 23 millions d’euros. Il est suivi par le port de La Cotinière, sur l’île d'Oléron, sixième port de pêche français pour le chiffre d’affaires, spécialisé dans les espèces « nobles » (5 300 tonnes de poissons débarqués). Viennent ensuite les ports de La Rochelle, Royan, Arcachon, Capbreton et Hendaye. La pisciculture est néanmoins fortement bien implantée (première région de France pour la production de truites et de caviar).

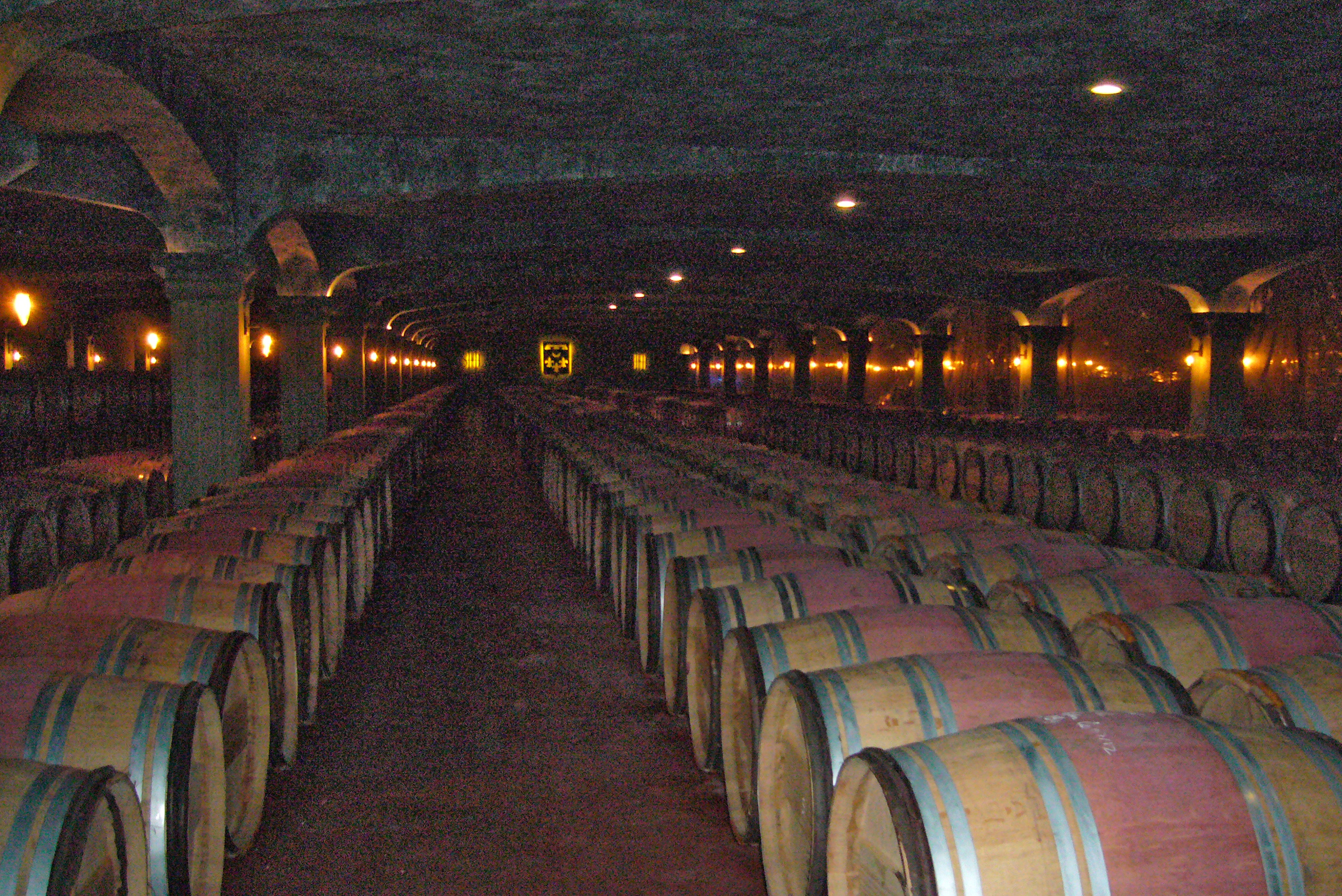
Caves du vignoble de Bordeaux en Gironde.

La région est également un grand centre viticole, possédant le deuxième vignoble de France (représentant 20 % de la surface viticole de l'hexagone). La région compte sur la présence de quelques-uns des plus prestigieux vignobles français : vignoble de Bordeaux, de Bergerac, de Cognac (production de cognac et de pineau des Charentes) et partiellement, d’Armagnac (production d’armagnac et de floc de Gascogne), vignoble du Sud-Ouest, dans les vallées de la Garonne et du Lot, vignoble des coteaux pyrénéens (jurançon, irouléguy) et du Haut-Poitou. Le vignoble du Limousin, jadis prolifique, est désormais confidentiel, mais continue de donner des vins de qualité (vignoble de Verneuil-sur-Vienne et vignoble corrézien, donnant notamment le vin de pays corrézien et le vin paillé de Queyssac-les-Vignes).

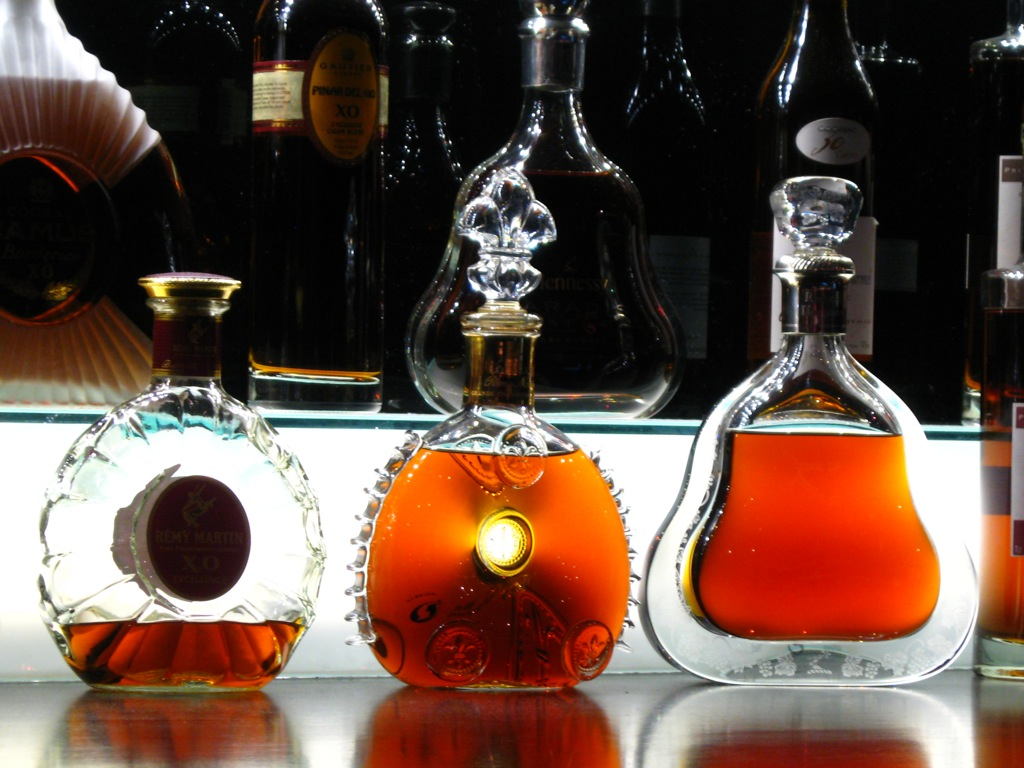
Le cognac, une des deux eaux-de-vie régionales avec l'armagnac.

La région occupe une place déterminante en matière de production de céréales (blé), fourragères et oléagineuses (première région de France pour la production de maïs et de tournesol) qui s’épanouissent dans les vallées de l’Adour, de la Charente et de la Garonne. De grandes coopératives agricoles sont implantées dans la région : Lur Berri, Maïsadour, Natéa ou encore Charentes Alliance. En Charente-Maritime, la petite ville de Saint-Genis-de-Saintonge a développé la plus grande unité de production de pop-corn française : 70 % de la production nationale sort de ses ateliers.
Elle est aussi une région de polyculture : la production de tabac reste importante dans la région de Langon, autour de La Réole, d’Auros, de Monségur et de Bazas (Gironde), dans le Bergeracois, en Dordogne ainsi que en Lot-et-Garonne, qui produit à lui seul 14 % du tabac français sur près de 800 hectares. La polyculture a conduit à la mise en place de cultures plus localisées, mais néanmoins réputées : noix du Périgord, pommes du Limousin, fraises des vallées de la Dordogne et du Lot, melons des coteaux charentais, haricots (« mojhettes ») du val d’Arnoult et du marais poitevin, tomates du Marmandais, piments des Landes et du Pays basque, dont le plus célèbre représentant est le piment d'Espelette. La région est leader sur la production de nombreux fruits et légumes (melon : premier producteur de France, part de la production nationale : maïs doux 90 %, kiwi 49 %, asperges 30 %, carottes 30 %, fraises 28 %, haricots verts 26 %…). Les surfaces cultivées dans la région pour la production de fruits et de légumes représentent respectivement 19 et 21 % des surfaces cultivées en France pour ces activités.
Enfin, la région compte sur une solide industrie agroalimentaire : c'est le premier employeur industriel de la région (environ 55 000 emplois). Ce secteur est marqué par la présence de plusieurs sites de production de marques nationales et internationales, parmi lesquelles Madrange (Limoges), Blédina (Brive-la-Gaillarde), Marie (Airvault et Mirebeau), Senoble (Aytré, près de La Rochelle), Lu (Cestas, près de Bordeaux), Bonilait à Chasseneuil-du-Poitou près de Poitiers, Cémoi (Bègles, près de Bordeaux), Charal (Égletons en Corrèze), Groupe Valade (Lubersac en Corrèze) ou encore Lindt & Sprüngli (Oloron-Sainte-Marie). Labeyrie a son siège social (et sa principale usine) à Saint-Geours-de-Maremne dans les Landes et son abattoir à Came dans les Pyrénées-Atlantiques et Delpeyrat, à Mont-de-Marsan dans les Landes.
Début octobre 2019, la région Nouvelle-Aquitaine devient la première à bénéficier de l'ouverture d'un fonds de garantie visant à favoriser la transition écologique pour l'agriculture. Ainsi, 230 millions d'euros de prêts pourront être alloués dans le cadre de cette transition grâce à des fonds débloqués par la région, par l'Union Européenne et la participation de trois banques françaises (Crédit Mutuel, Banque Populaire et Crédit agricole). Au total, ce sont plus de 3 000 PME ou TPE qui pourront bénéficier de ces prêts dont le plafond maximum sera de 1,5 million d'euros.

### Filière bois
La région dispose d'importantes ressources sylvicoles et sera la première région forestière avec ses trois millions d’hectares de surface boisées.
La filière bois est constituée de deux grands types d’activités qui utilisent principalement le bois de la forêt des Landes et secondairement celui de la Dordogne, de la Creuse, de la Corrèze et de la Haute-Vienne. Les industries de la première transformation (pâte à papier, sciage, tranchage, etc.) sont très souvent le fait d’entreprises de taille importante pour réaliser des opérations qui nécessitent de forts investissements. Les industries de seconde transformation (papier/carton, meubles, menuiserie et contreplaqués, etc.) ne nécessitent pas autant de moyens. Elles sont donc plus dispersées géographiquement et aux mains d’entreprises de dimension plus réduite, voire artisanale.
La filière bois est suffisamment importante pour obtenir l’appui des collectivités territoriales tout au long des dernières années. Ainsi, s’explique l’obtention du label Pôle de compétitivité national pour le projet « Xylofutur » dont la vocation principale est de faire émerger des projets innovants au profit de la totalité de la filière. Directement liée à la filière bois, la papeterie charentaise a su s’adapter à la mondialisation en produisant des papiers spéciaux (papiers d’emballages, papiers sulfurisés, papiers recyclés et cartons ondulés).

### Industries
La région est un important centre international dans le domaine de l’industrie aéronautique et spatiale, associée avec la région Occitanie au sein du pôle Aerospace Valley (pôle de compétitivité d’envergure mondiale). La filière aéronautique et spatiale régionale est très liée au secteur de la défense, ce qui conduit à parler de filière « ASD » (aéronautique, spatiale et défense).

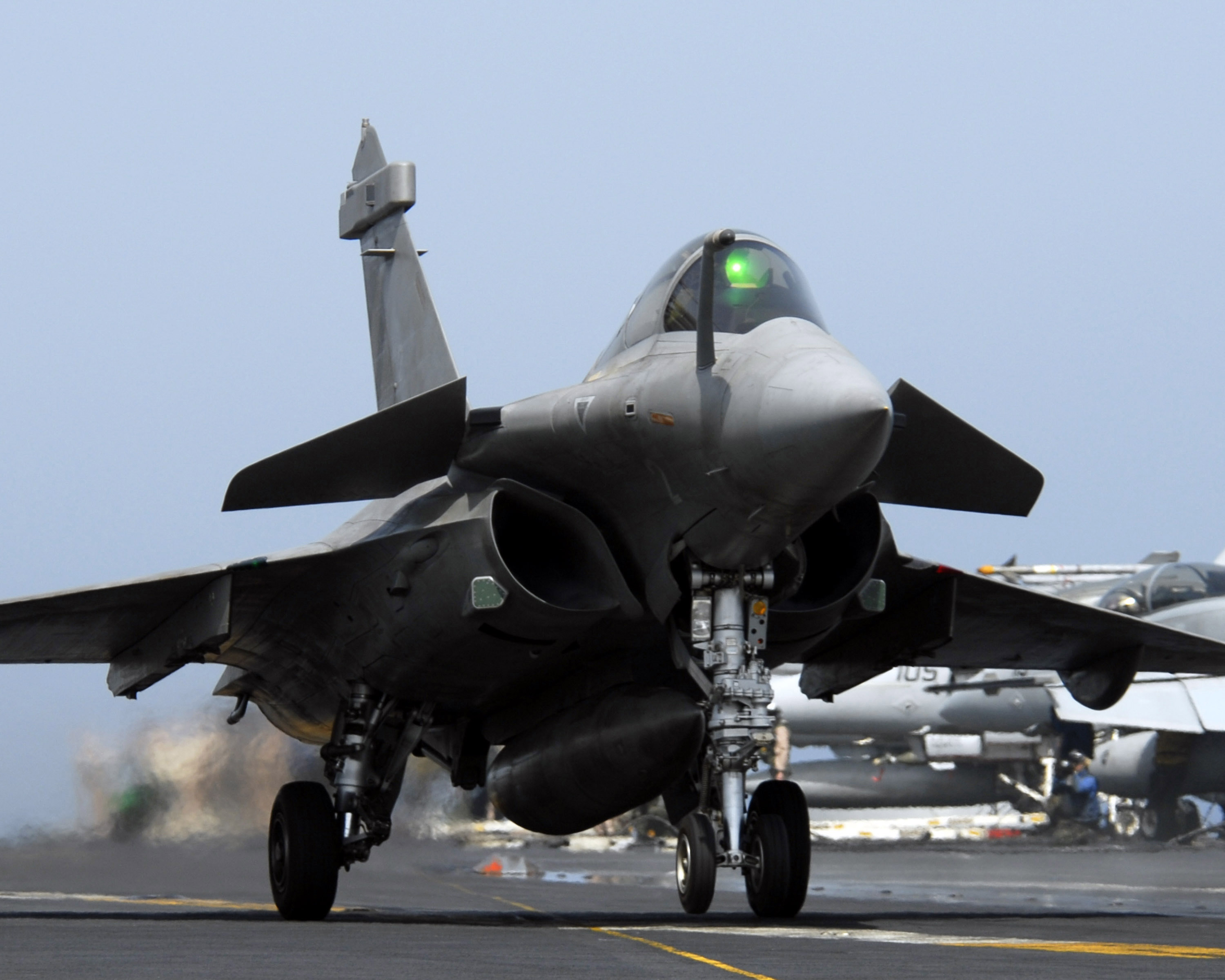
Les Rafales sont assemblés à Mérignac, au sud-ouest de la métropole bordelaise.

L’industrie aéronautique régionale est leader mondial en ce qui concerne les avions d'affaires, les batteries de haute technologie (SAFT), les matériaux composites hautes performances, les systèmes de train d’atterrissage et les turbines pour hélicoptères, leader européen pour les avions militaires, les équipements et systèmes de cockpits, les essais au sol et en vol, les lanceurs, la propulsion solide, les radars et systèmes aéroportés, les systèmes d’armes de dissuasion, les technologies de rentrée atmosphérique et leader national pour l’aménagement intérieur d’avions d'affaires, la maintenance aéronautique, les systèmes de drones.
Les principaux sites sont situés dans la métropole bordelaise, mais aussi dans les Pyrénées-Atlantiques et dans la Vienne. Parmi ceux-ci, Dassault Aviation compte cinq établissements, à Mérignac (assemblage final et mise en vol des Rafale et des Falcon), Martignas-sur-Jalle (voilures des avions civils et militaires), Biarritz (composites et assemblage de structures), Cazaux (intégration et essai armement) et Poitiers (production des verrière des avions militaires). Thales comprend quatre sites dans la région. Deux sites sont situés près de Bordeaux, à Pessac (systèmes embarqués aéronautiques : calculateurs de mission, radars aéroportés de combat et de surveillance, systèmes de drones) et au Haillan (conception et le développement des systèmes de cockpits pour les principaux avionneurs dans le monde). Deux autres sites sont situés à Châtellerault (conception et production d'équipements pour la navigation inertielle aéronautique, à La Brelandière et Centre de Support Clients dans la zone industrielle du Sanital). Airbus Defence and Space (développement et production des lanceurs Ariane et des missiles de la Force de dissuasion) est implanté à Saint-Médard-en-Jalles. Le groupe Safran est très présent avec notamment ses filiales Safran Landing System (Oloron-Sainte-Marie), leader mondial des systèmes d'atterrissage, Safran Helicopter Engines, leader mondial des moteurs d’hélicoptères civils et militaires à Bordes près de Pau et Tarnos près de Bayonne, et Airbus Safran Launchers, la société commune créée avec Airbus Defence and Space et Safran Aircraft Engines (maintenance et réparation des moteurs militaires) à Châtellerault. L'entreprise Stelia Aerospace (aérostructures, sièges pilotes et fauteuils passagers), filiale à 100 % Airbus, a trois implantations à Mérignac, Salaunes et Rochefort.
Il faut ajouter les établissements dépendant de la défense nationale : l'AIA de Bordeaux (maintenance aéronautique), le commandement des forces de défense aériennes, le centre d'expertise aérienne militaire et ceux de la direction générale de l'Armement : DGA Essais de missiles et DGA Essais en vol.
Enfin, la filière ASD régionale comprend également le Centre d'études scientifiques et techniques d'Aquitaine (CESTA), établissement du pôle défense du CEA, qui a pour mission l'architecture des têtes nucléaires, ainsi que l'expertise et l'exploitation des lasers de puissance du programme Simulation.
Les sociétés de la filières ASD sont regroupées au sein d'une association : Bordeaux Aquitaine Aéronautique et Spatial qui compte 24 membres.

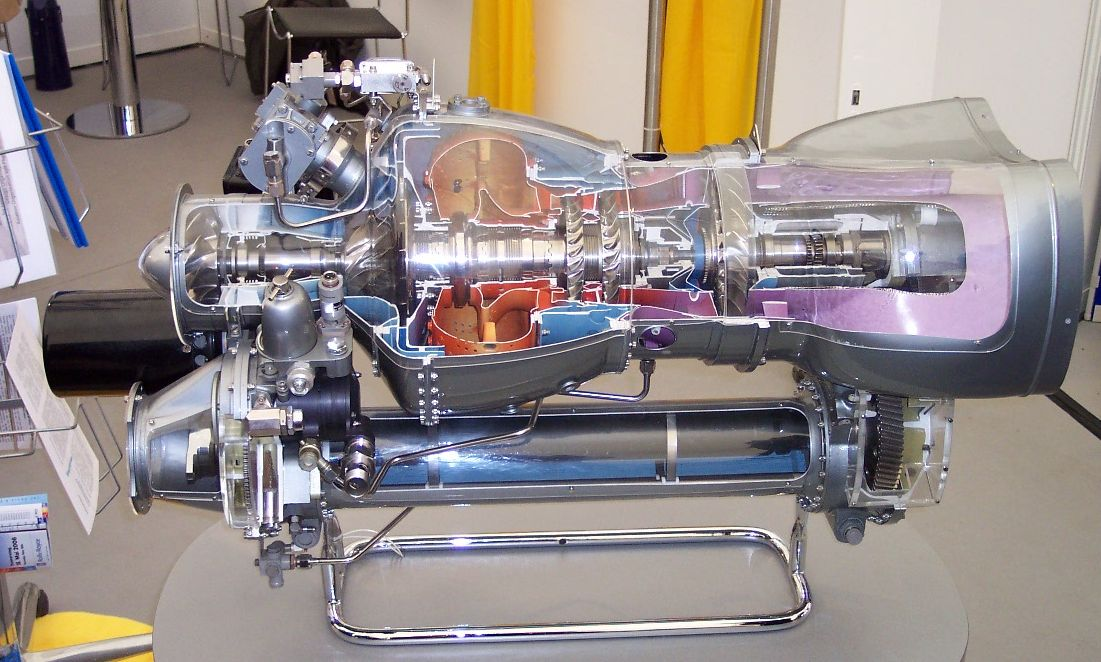
Le turbomoteur Turbomeca Arriel, fabriqué à Bordes (Pyrénées-Atlantiques).

L’industrie pharmaceutique et parachimique est particulièrement bien représentée dans la métropole bordelaise, concourant à faire de Bordeaux la troisième ville de France dans ce secteur d’activités. Le groupe Sanofi compte ainsi trois sites dans la périphérie bordelaise, à Ambarès (production), Floirac (informatique) et Saint-Loubès (logistique) ; le groupe Meda Pharma est implanté à Mérignac ; le groupe Merck a installé une unité de production à Martillac. Enfin, CEVA Santé Animale à Libourne, compte 1 400 employés. Initialement créé par Sanofi, aujourd’hui propriété de ses salariés, c'est le numéro un français des laboratoires vétérinaires et le sixième groupe pharmaceutique vétérinaire mondial.
À Agen, l’entreprise UPSA (Union de pharmacologie scientifique appliquée), vendue au groupe américain Bristol-Myers Squibb (BMS) en 1994, demeure un des plus gros employeurs locaux et régionaux avec 1 400 salariés. Deux usines et une plate-forme logistique permettent de livrer sur le marché toute la gamme des antalgiques depuis l’aspirine et le paracétamol jusqu’à la morphine. Depuis 1994, le groupe américain a investi régulièrement dans ses deux unités agenaises qui livrent la moitié de leur production à l’exportation.
À Pont-du-Casse le siège du groupe de Sangosse est installé. Cette entreprise qui compte 850 salariés est spécialisée dans les produits de protection et de nutrition des plantes pour l'agriculture.
Limoges, longtemps spécialisé dans les industries manufacturières et de luxe (chaussure, porcelaine, etc.), est désormais un pôle de compétitivité majeur dans le domaine de la recherche céramique (Pôle européen de la céramique). Legrand, groupe industriel français historiquement implanté à Limoges dans le Limousin, est un des leaders mondiaux des produits et systèmes pour installations électriques et réseaux d'information, et seule entreprise du CAC 40 en Nouvelle-Aquitaine. Ester Technopôle, est un pôle d'activité et de recherche qui se développe au nord de la ville autour de plusieurs axes : céramiques ; matériaux et traitements de surface ; électronique, optique et télécommunications ; biotechnologies santé ; eau et environnement ; ingénierie en association avec l'Université de Limoges.
La ville de Niort a développé depuis de nombreuses années une économie basée sur le secteur financier (assurances), et est désormais la quatrième place financière française en matière de flux (derrière Paris, Lyon et Lille). Siège de nombreuses mutuelles, parmi lesquelles les « Trois M » (Macif, Maaf et Maif), la ville est en outre en septième position en ce qui concerne les emplois supérieurs. La part des emplois du secteur des activités financières et d’assurances y est largement plus importante que dans le reste du pays, atteignant 18 % dans l’aire urbaine de Niort (contre 3,7 % dans le reste de la France).
Acteurs majeurs de l'économie régionale, il ne faut pas oublier les deux Centres de production nucléaire d'électricité (CNPE), produisant chacun environ 20 TWh annuels et employant plus de 4 000 salariés EDF et prestataires : le CNPE du Blayais à Braud-et-Saint-Louis et le CNPE près de Poitiers à Civaux.
La Nouvelle-Aquitaine est également partenaire et actionnaire de Flying Whales, une start-up spécialisée dans la construction et l'exploitation de Ballons dirigeables à structure rigide. La région participe à une première levée de fonds en 2017, puis lors de la seconde levée de fonds en 2019, renforce sa participation avec 7,75 millions d'euros investis. Elle détient ainsi 32,99 % de Fl Wh Holdco, la holding qui possède Flying Whales et qui regroupe les différents investisseurs.
Par ce partenariat, la région cherche à favoriser la mobilité, les transports intelligents et renforcer la politique des filières, notamment dans les secteurs de l’aéronautique et du bois. Les futurs aérostats sont destinés aux transports de charges lourdes ou indivisibles. La Nouvelle-Aquitaine a également pris en compte le fait que l'entreprise l'a choisie, pour implanter sa première ligne d'assemblage, avant d'investir davantage dans la start-up,. C'est le futur site industriel de Laruscade, qui verra la construction de la première usine, avec des sociétés comme Epsilon composite ou REEL, également partenaires et présentes dans la région.

### Tourisme
Le tourisme est un secteur important dans une région bénéficiant d’atouts non négligeables, à commencer par un climat doux et ensoleillé, des vignobles réputés (œnotourisme) et de nombreux sites patrimoniaux, parfois de renommée internationale. Sa large façade océanique, prise d’assaut par des milliers de vacanciers — et de surfeurs — chaque été, se caractérise par des plages de sable fin qui s’étendent souvent à perte de vue. Conséquence indirecte d’un engouement croissant pour les sports nautiques, de nombreuses marques liées au surf (essentiellement de vêtements et de matériel) sont présentes dans la région, lui valant son surnom de « Glissicon Valley » en référence à la Silicon Valley : Quiksilver à Saint-Jean-de-Luz, Rip Curl et Billabong à Soorts-Hossegor, Oxbow à Mérignac…

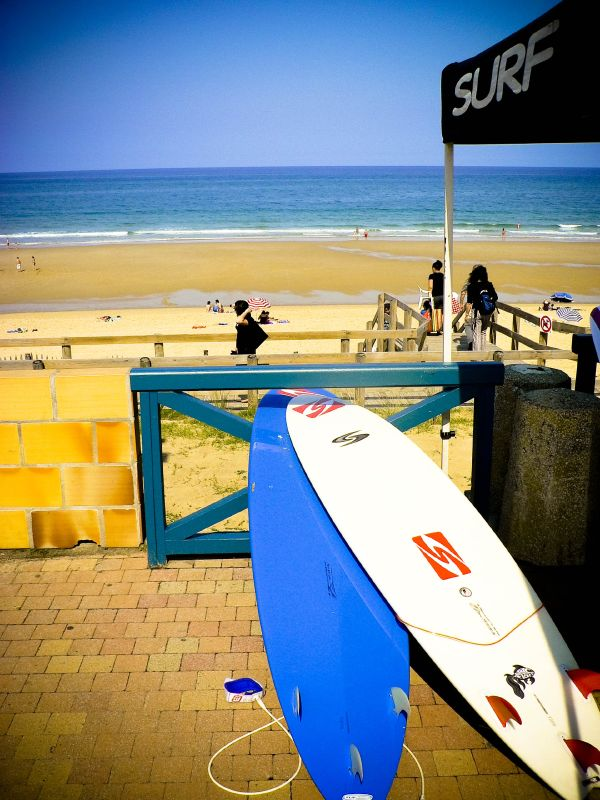
Le surf, très présent sur le littoral comme ici, à Lacanau, explique l'implantation dans la région (Gironde, Landes, Pyrénées-Atlantiques) d'entreprises liées à ce secteur (Oxbow, Rip Curl, Quiksilver, Billabong).

Certaines villes de la région figurent parmi les plus touristiques de France, en raison de leur patrimoine architectural et muséal, de la présence de certains équipements, de leur site ou de leur situation, des congrès et des animations (restaurants, festivals, etc.) qui attirent de nombreuses personnes, de liaisons facilitées par des infrastructures de transport de tous types (aéroport, autoroutes, routes, voies ferrées). Il n'existe pas de classement officiel en la matière (Atout France, l'agence de développement touristique de la France dépendant du secrétariat d'État au tourisme, et l'Insee ne retenant que les sites, dont il est possible de comptabiliser les entrées, les nuitées dans les campings et l'hôtellerie, les entrées dans les festivals payants, etc., et non les villes), mais des données issues des offices du tourisme et reproduites dans la presse, sans qu'aucun document authentifié ne permette de les valider. Ainsi, la ville de Bordeaux aurait accueilli 5,8 millions de visiteurs en 2014. D'autres sources, qui classaient Bordeaux en 10e position en 2013 et en 2014, avec 2,7 millions de touristes, font figurer La Rochelle au 5e rang des villes les plus touristiques de France, avec 4 millions de touristes par an,.

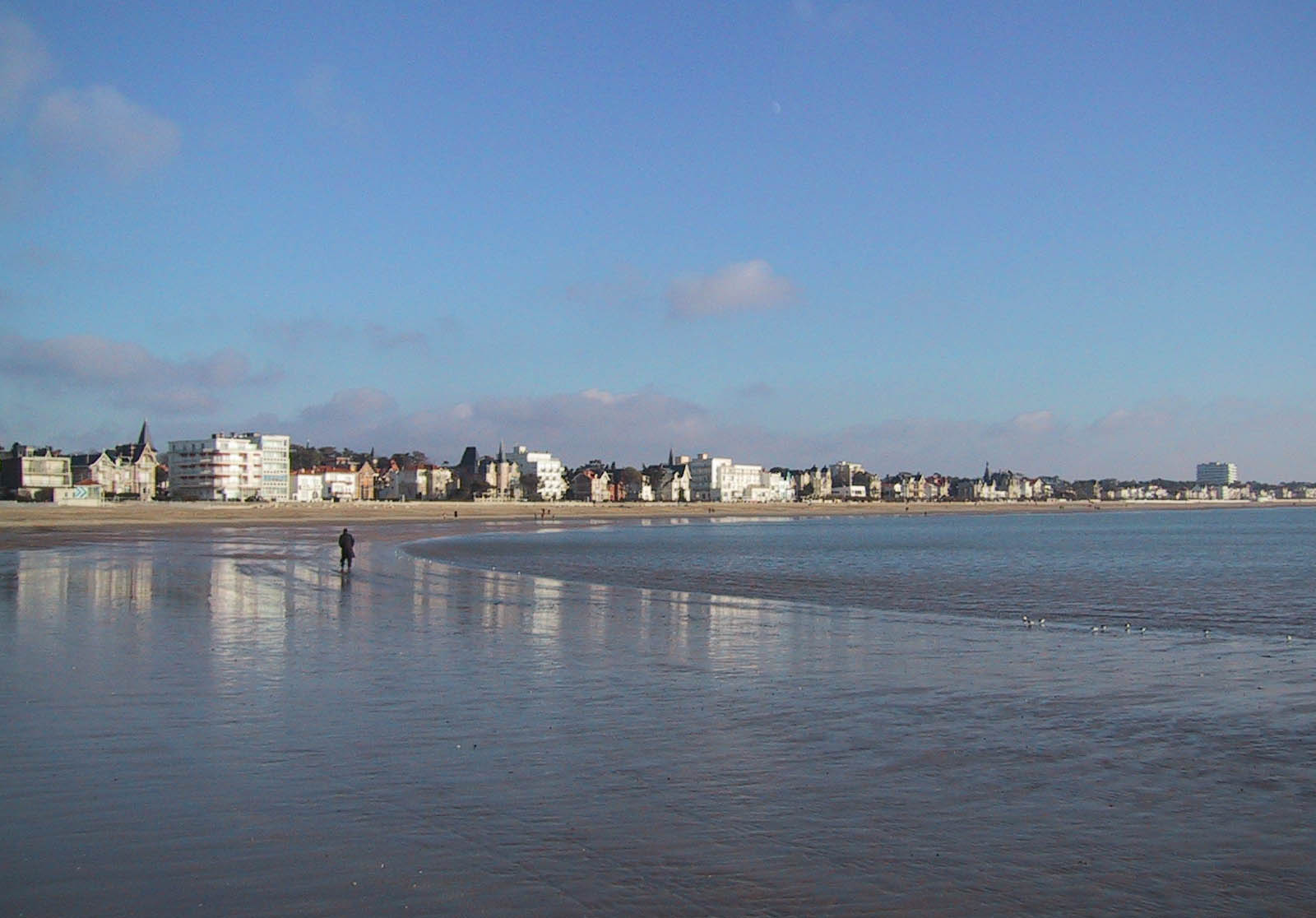
La plage de la Grande-Conche, à Royan.

Dans la partie nord du littoral, l’archipel charentais se compose principalement des îles de Ré, d’Oléron et d’Aix, où alternent criques abritées et plages ouvrant sur le grand large. Les côtes aunisiennes, près de La Rochelle, accueillent quelques stations balnéaires familiales telles que Châtelaillon-Plage et Fouras. Plus au sud, au cœur de la côte de Beauté, Royan est une des trois grandes stations balnéaires de la région avec Arcachon et Biarritz. Elle abrite à elle seule cinq plages, sans compter celles des communes avoisinantes et la côte sauvage de la presqu'île d'Arvert, haut-lieu du surf et des sports de glisse.
Par-delà l’estuaire de la Gironde débute la côte d'Argent, grande étendue de sable quasi-rectiligne bordée par la pinède et les grands lacs landais, ponctuée de petites villes balnéaires telles que Soulac-sur-Mer, Montalivet (célèbre pour son centre naturiste), Hourtin, Carcans, Lacanau, Lège-Cap-Ferret, Biscarrosse, Mimizan, Hossegor ou encore Capbreton. Le bassin d'Arcachon, qui forme une échancrure entre côte girondine et côte landaise, est centré sur Arcachon, autre station balnéaire réputée, nichée au cœur de la pinède. Elle fait face au Cap Ferret, battu par les flots de l’océan. Dans le prolongement de la côte d’Argent, la côte basque se structure autour de Biarritz, haut-lieu du tourisme balnéaire, de Saint-Jean-de-Luz et d’Hendaye, et est célèbre pour ses falaises érodées et ses puissants rouleaux, qui en font un lieu de prédilection pour les surfeurs.

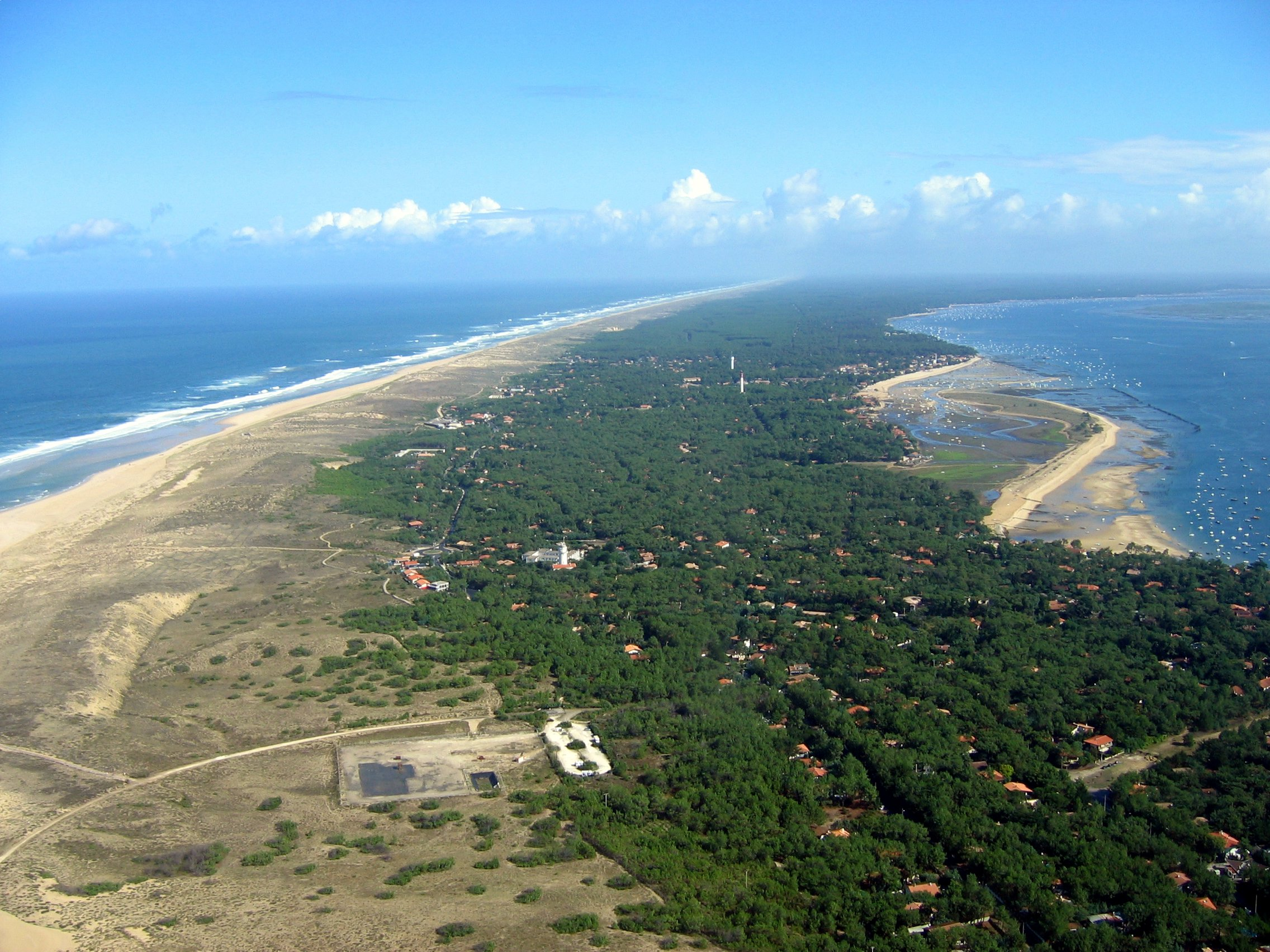
Les plages océanes du Cap Ferret à l'ouest et le bassin d'Arcachon à l'est de la presqu'île de Lège-Cap-Ferret au sud-ouest de la Gironde.

Les passionnés de sports d’hiver trouvent dans le massif pyrénéen plusieurs stations où pratiquer ski de fond, snowboard ou snowblade. Les principales sont Gourette, Artouste, La Pierre Saint-Martin, Issarbe, Le Somport, Iraty ou Le Somport-Candanchu.
Plusieurs stations thermales sont implantées dans la région, à commencer par Dax, mais aussi Eaux-Bonnes, Eugénie-les-Bains, Saint-Paul-lès-Dax, Salies-de-Béarn, Cambo-les-Bains, Jonzac, Saujon, Rochefort, La Roche-Posay ou Évaux-les-Bains.
Parmi les autres sites accueillant un grand nombre de visiteurs, plusieurs ont une fréquentation supérieure à un million de personnes par an : le parc du Futuroscope de Poitiers (1,83 million de visiteurs en 2015), la vieille ville de Sarlat (1,5 million de visiteurs), la dune du Pilat, près d'Arcachon, (1,4 million de visiteurs) ou encore la cité historique de Saint-Émilion, près de Libourne (environ un million de visiteurs).

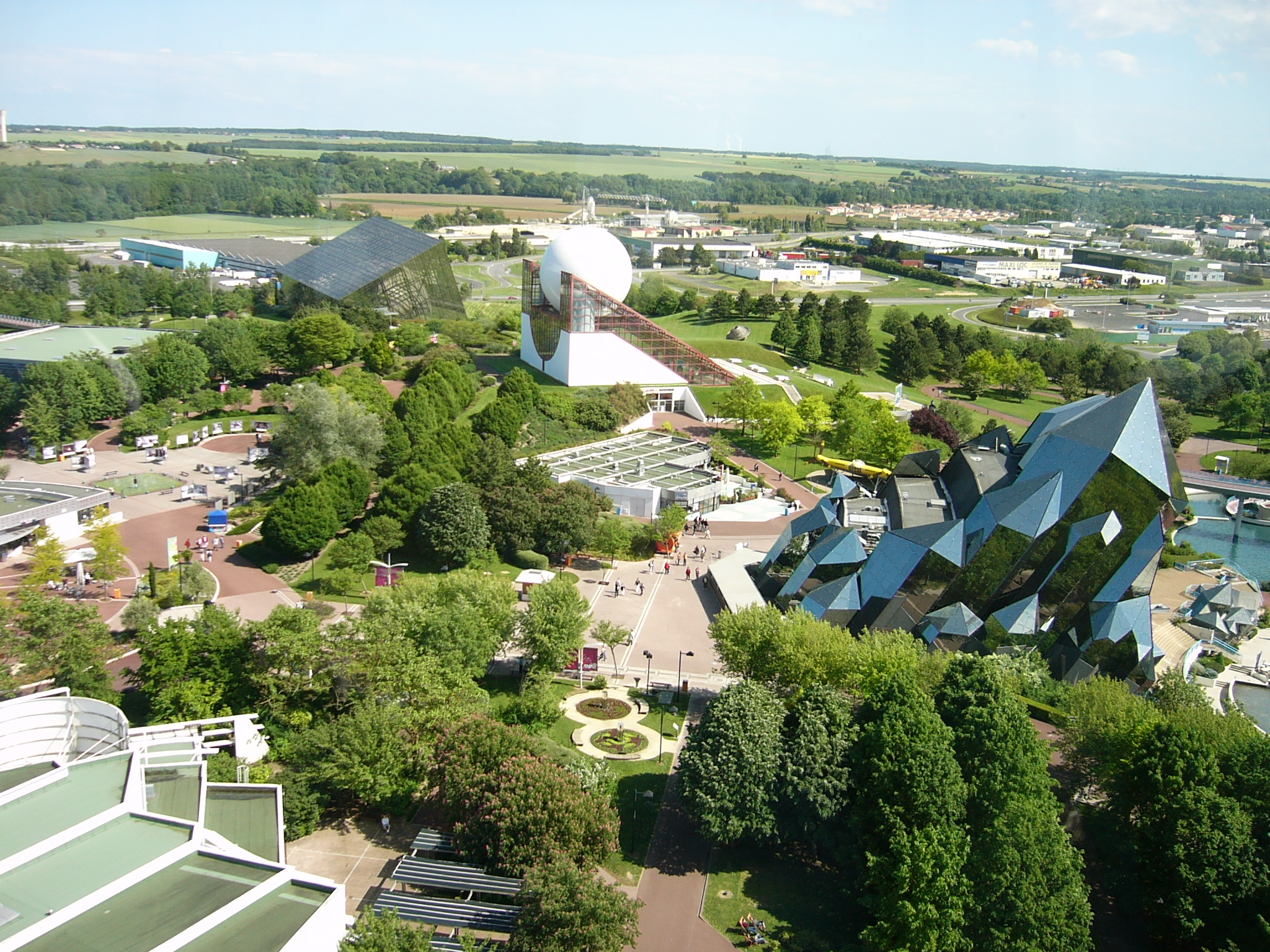
Le parc du Futuroscope situé sur les communes de Jaunay-Marigny et Chasseneuil-du-Poitou au nord de l'agglomération de Poitiers.

L’aquarium de La Rochelle s'en approche (850 000 visiteurs), de même que le zoo de La Palmyre (700 000 visiteurs), plus grand parc zoologique privé d’Europe, près de Royan. Le village médiéval de Collonges-la-Rouge (500 000 visiteurs), le Grand site de France du Marais Poitevin (500 000 visiteurs), le parc d’attractions Walibi Sud-Ouest, à Roquefort, près d’Agen (300 000 visiteurs), le petit train de la Rhune, près de Bayonne (environ 360 000 visiteurs), le centre de la mémoire et le village martyr d’Oradour-sur-Glane, aux portes de Limoges (300 000 visiteurs), les grottes de Lascaux 2 et Lascaux 3 (250 000 visiteurs), le parc national des Pyrénées (200 000 visiteurs), la cité de l’écrit de Montmorillon (110 000 visiteurs), le centre international de la mer de Rochefort, les phares de Chassiron, sur l’île d’Oléron, et des Baleines, sur l’île de Ré (environ 100 000 visiteurs chacun), l'Aquarium du Limousin (50 000) ou le Parc animalier du Reynou près de Limoges (près de 100 000 visiteurs), ou encore le parc animalier des monts de Guéret, en Creuse, site permettant d'observer des loups en semi-liberté et attirant environ 45 000 visiteurs par an, sont autant de sites de premier plan en ce qui concerne la fréquentation touristique. Le vélorail de Charente-Limousine a également été aménagé pour faciliter la fréquentation touristique depuis la fermeture aux voyageurs de la ligne ferroviaire de Roumazières à Confolens, depuis aménagée en attraction touristique.

## Enseignement supérieur
La région s’impose comme un important pôle étudiant, matérialisé par la présence de plusieurs universités et de grandes écoles. Elles appartiennent soit à la Communauté d'universités et établissements d'Aquitaine, soit à l'Université confédérale Léonard de Vinci.

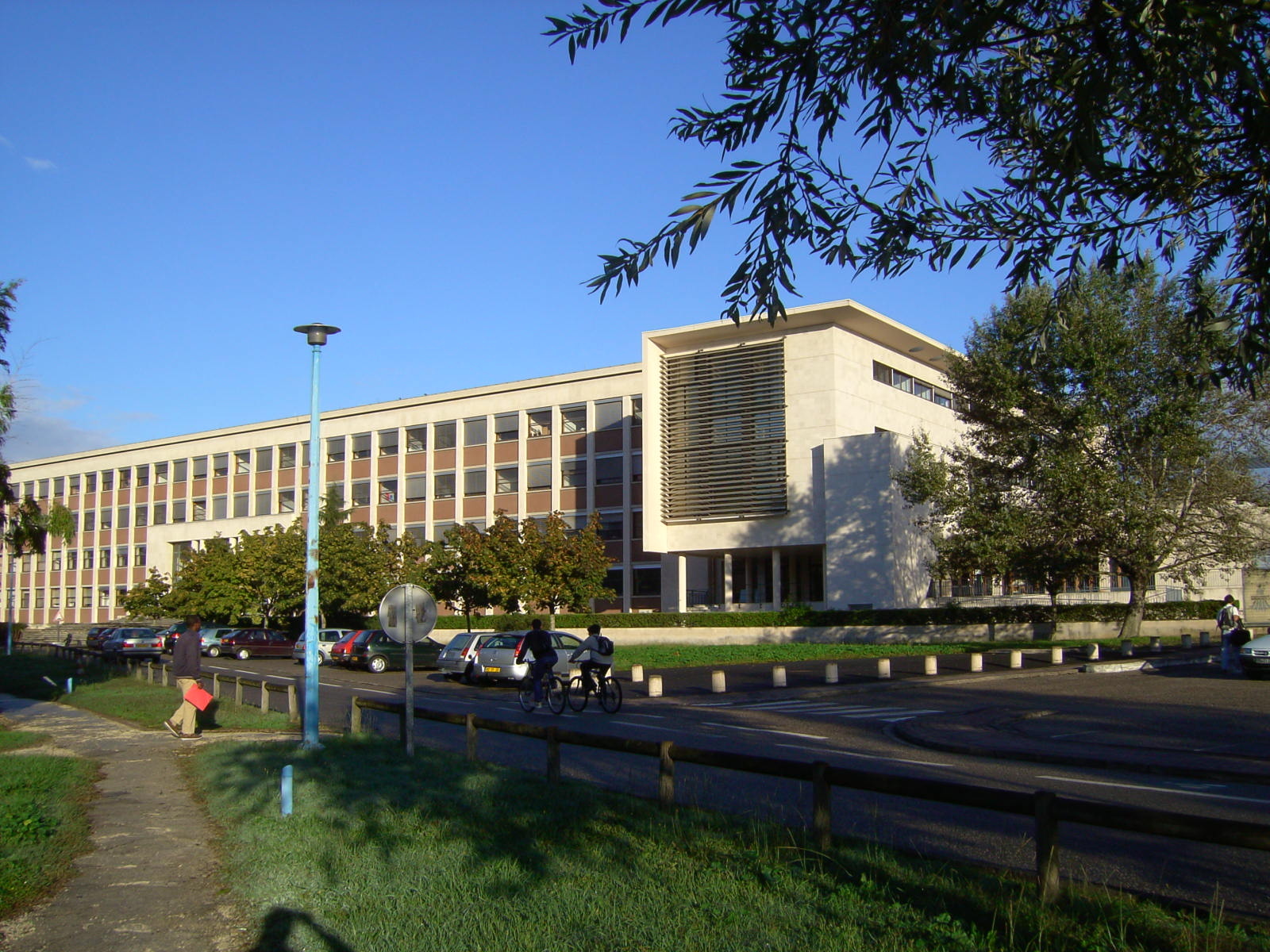
Bâtiment de l'université de Bordeaux sur le domaine universitaire de Talence Pessac Gradignan.

D'une part, la communauté d'universités et établissements d'Aquitaine est composée d'unités dont plusieurs sont situées à Bordeaux, souvent au sein du domaine universitaire de Talence Pessac Gradignan (couvrant 260 hectares, il est un des plus grands campus d'Europe, et accueille environ 65 000 étudiants et 5 000 enseignants-chercheurs), du site de La Victoire, du campus de Carreire (médecine) ou, depuis 2006, au sein du nouveau pôle universitaire des sciences de gestion, situé à La Bastide. La métropole bordelaise comprend ainsi :
- l'université de Bordeaux (près de 54 000 étudiants et près de 6 000 enseignants-chercheurs[102]), qui se décompose en plusieurs UFR et trois IUT et une école de commerce, l'IAE Bordeaux[103] ; l’IUT de Périgueux et le centre universitaire d’Agen lui sont rattachés ;
- l'université Bordeaux-Montaigne (plus de 15 000 étudiants et 650 enseignants-chercheurs[104]) ;
- l'institut polytechnique de Bordeaux (1 800 élèves-ingénieurs[105]) ;
- l'institut d'études politiques de Bordeaux ;
- Arts et Métiers ;
- l'école nationale supérieure d'électronique, informatique, télécommunications, mathématiques et mécanique de Bordeaux (ENSEIRB-MATMECA) ;
- l'école nationale supérieure des sciences agronomiques de Bordeaux Aquitaine ;
- l'école nationale supérieure d'architecture et de paysage de Bordeaux ;
- l'école supérieure des technologies industrielles avancées ;
- l'institut de journalisme Bordeaux Aquitaine ;
- l'école de commerce KEDGE Business School.

Logo de l'université de Poitiers.

D'autre part, l'université confédérale Léonard de Vinci est composée de :
- l'université de Poitiers, seconde université au niveau régional en nombre d'étudiants — Poitiers est la ville française dont la part d'étudiants dans sa population est la plus grande — accueille près de 27 000 étudiants sur son campus[106]. Fondée en 1431, elle se compose aujourd'hui de sept UFR et de plusieurs écoles et instituts (IUT, INSPE, IAE, IPAG). Par ailleurs, l'école nationale supérieure d'ingénieurs de Poitiers (ENSIP) est une composante de l'université. L'établissement possède quatre autres sites (Angoulême : 2 100 étudiants, Châtellerault : 400 étudiants, Futuroscope : 900 étudiants et Niort : 1 000 étudiants ;

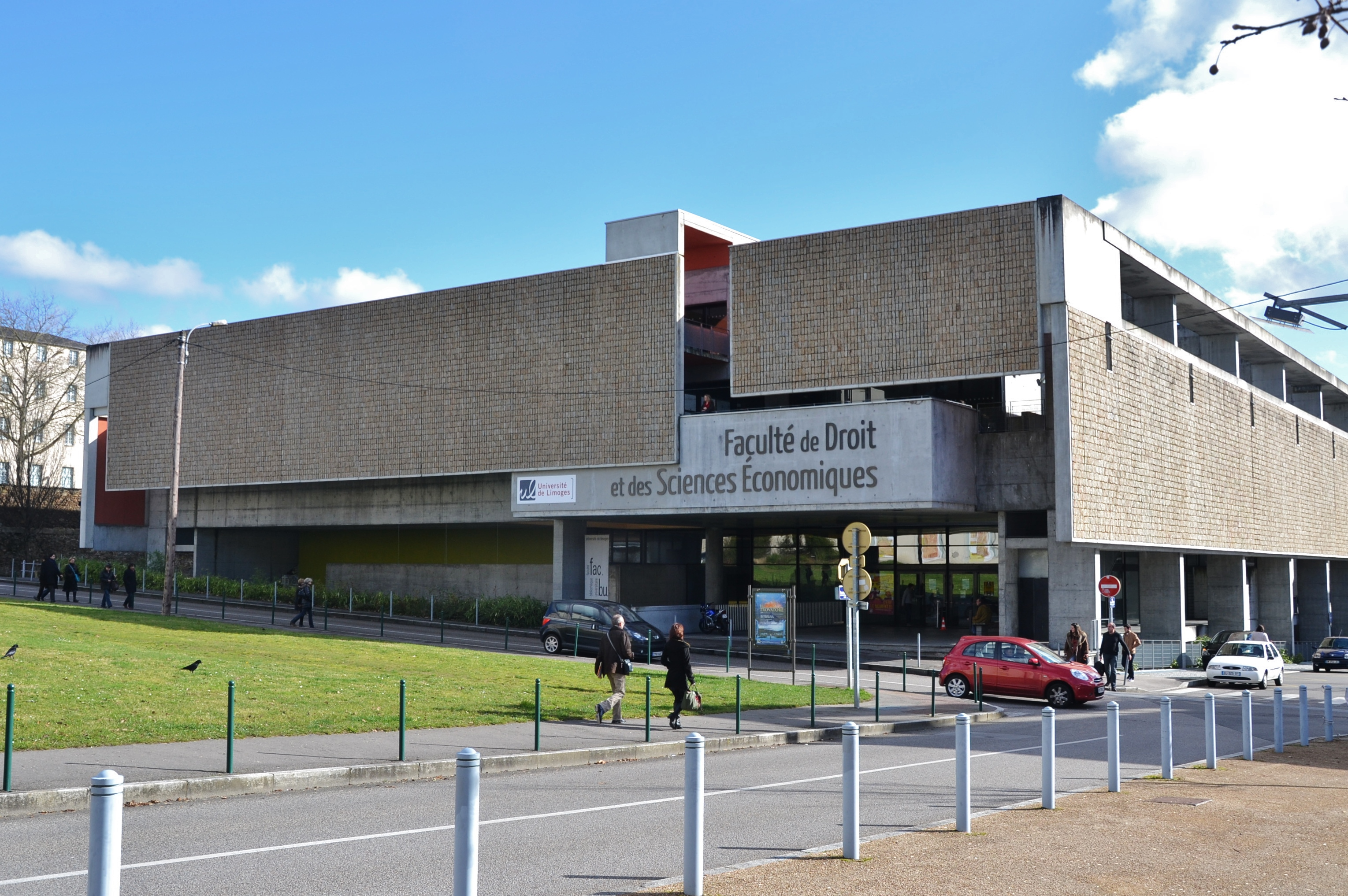
La faculté de droit et des sciences économiques de l'université de Limoges.

- l'université de Limoges, forte de 18 000 étudiants et 2 000 enseignants-chercheurs[107] et possédant des campus dans tout le Limousin, se structure en cinq UFR (droit et sciences économiques, médecine, pharmacie, lettres et sciences humaines, sciences et techniques) ainsi que plusieurs instituts et écoles (IUT, INSPE, IAE, IPAG). Par ailleurs, l'école nationale supérieure d'ingénieurs de Limoges - école nationale supérieure de céramique industrielle (ENSIL-ENSCI) est une composante de l'université. Limoges se dotera d'ailleurs dans les prochaines années d'une école nationale supérieur de vétérinaires par l'impulsion du président de la région Alain Rousset (PS). L'agrandissement de son université pour s'imposer comme deuxième ville de Nouvelle-Aquitaine est en projet en s'appuyant notamment sur des sites prestigieux pour la recherche comme Ester (technopole), avec l'ouverture de nouvelles écoles (ingénieurs, etc.) et de départements d'IUT et des agrandissements de facultés (STAPS, etc.) ;
- l’université de La Rochelle, plus récente, fondée en 1993 dans le cadre des universités nouvelles. Elle accueille environ 9 000 étudiants[108] et est en croissance constante depuis sa fondation, attirant de nombreux jeunes du fait notamment des bons taux d'intégration professionnelle des étudiants issus de ses rangs[109]. Elle compte trois UFR (droit, science politique et gestion ; lettres, langues, art et sciences humaines ; sciences fondamentales et sciences pour l’ingénieur), mais aussi cinq écoles doctorales, et plusieurs instituts (IUT, INSPE, IAE). Le campus rochelais accueille aussi l'Excelia Group (3 600 étudiants), et l'École d'Ingénieurs en Génie du Système Industriel (EIGSI) soit environ 600 élèves. Le campus de La Rochelle est situé à proximité du centre-ville et du port des Minimes ;
- l'École nationale supérieure de mécanique et d'aérotechnique (ISAE ENSMA) ;
- l’université de Pau et des Pays de l'Adour qui compte environ 12 000 étudiants, mais répartis sur plusieurs sites à Pau, Bayonne, Anglet, Mont-de-Marsan (auxquels s’ajoute Tarbes[110]). Elle compte cinq UFR et six écoles et instituts, parmi lesquels l’IUT des pays de l’Adour (Pau et Mont-de-Marsan).

## Politique et administration

### Chef-lieu
Bordeaux a été désignée comme la capitale de cette grande région. Elle accueille la préfecture régionale, ainsi que les services centraux du conseil régional. Les anciennes capitales des régions Poitou-Charentes et Limousin, Poitiers et Limoges, accueillent certains services annexes.

### Conseil régional

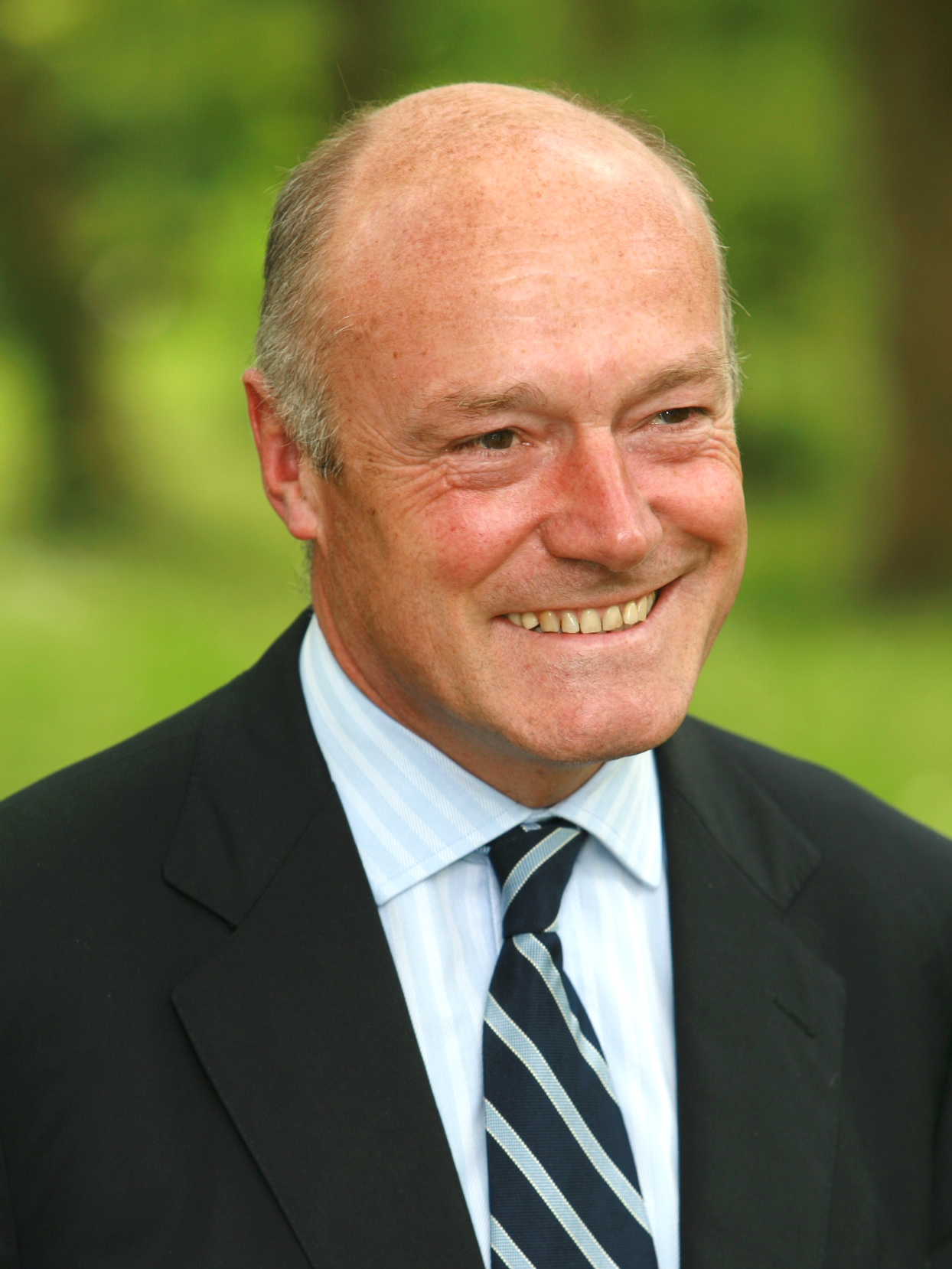
Alain Rousset, président du Conseil régional de Nouvelle-Aquitaine depuis 2016.

Le conseil régional élu lors de l'élection de 2015, qui prend ses fonctions en janvier 2016, comprend 183 conseillers et est dominé par une majorité de gauche.

#### Tendances politiques
Le Parti socialiste a organisé une élection primaire dès février 2015 pour déterminer qui serait tête de liste du parti en vue de briguer la future présidence de la région. Quatre candidats se présentaient, deux militants quasi inconnus, ainsi que Jean-François Macaire, le président de la région Poitou-Charentes, et Alain Rousset, celui de la région Aquitaine. C'est ce dernier qui l'emporte avec 75,68 % des votes des militants, devant Jean-François Macaire qui recueille 20,17 %, Safiatou Faure 1,7 % et Marc Jutier 1,07 %,. L'UMP a désigné son représentant après les élections départementales de mars 2015.
C'est finalement la liste dirigée par Alain Rousset qui, après avoir fusionné avec la liste EELV, remporte l'élection de décembre 2015 avec 44,27 % des suffrages exprimés au second tour, ce qui lui permet d'obtenir 107 des 183 sièges de conseillers régionaux. Ayant voté massivement pour le Parti socialiste et son candidat François Hollande lors de l'élection présidentielle 2012, la région confirme avec les élections de 2015 son ancrage à gauche, avec le troisième meilleur score de la gauche, en métropole, après la Bretagne (51,41 %) et la région Occitanie (44,81 %).
Parmi les hommes politiques notables de la région, peuvent être cités les présidents de la République, tous deux implantés politiquement en Corrèze, Jacques Chirac (1995-2002) et François Hollande (2012-2017), ou encore les Premiers ministres Jacques Chaban-Delmas (1969-1972), maire de Bordeaux de 1947 à 1995, Jacques Chirac également (1974-1976 et 1986-1988), Édith Cresson (1991-1992), ancienne maire de Châtellerault dans la Vienne de 1983 à 1995, Alain Juppé (1995-1997), maire de Bordeaux de 1995 à 2004 et de 2006 à 2019, et Jean-Pierre Raffarin (2002-2005), sénateur de la Vienne de 1995 à 2017 ainsi qu'ancien président de la région Poitou-Charentes de 1988 à 2002. D'autres personnalités ont également joué un rôle de premier plan sur la scène politique nationale : Ségolène Royal, plusieurs fois ministre, candidate socialiste à la présidentielle de 2007, ainsi que présidente de la région Poitou-Charentes de 2004 à 2014 ; François Bayrou, président de l'UDF puis du MoDem, maire de Pau depuis 2014 ; Michèle Alliot-Marie, titulaire de quatre ministères régaliens successifs entre 2002 et 2011, ancienne maire de Saint-Jean-de-Luz de 1995 à 2002 ; Henri Emmanuelli, président de l'Assemblée nationale  de 1992 à 1993, premier secrétaire du Parti socialiste de 1994 à 1995 et président du conseil général puis départemental des Landes de 1982 à 1997 et de 2000 à 2017.

### Condominium
L’île des Faisans située sur la frontière franco-espagnole, dépend de la Nouvelle-Aquitaine. Depuis le traité de Bayonne de 1856, précisé par une convention en 1901, l'îlot est un condominium sous l'autorité conjointe de la France et de l'Espagne, changeant de souveraineté tous les six mois : du 1er août au 31 janvier pour la France, du 1er février au 31 juillet pour l'Espagne.
Le condominium est administré par alternance, par deux vice-rois, officiers de marine, l'un commandant de la station navale de la Bidassoa pour la France, l'autre commandant de la station navale de Fontarrabie et de Saint-Sébastien pour l'Espagne.

### Jumelages
La région est jumelée et a contracté de nombreux partenariats sous ses trois anciennes entités.
Pour l'Aquitaine :
- Aragon (Espagne) depuis 2001[117]
- Diourbel (Sénégal) depuis 2010[118]
- Émilie-Romagne (Italie) depuis 2008[119]
- Galați (Roumanie) depuis 2003[120]
- Grande-Pologne (Pologne) depuis 2008[121]
- Hambourg (Allemagne) depuis 2004[122]
- Hesse (Allemagne) depuis 1995[122]
- Hubei (Chine) depuis 1996[123]
- Itasy (Madagascar) depuis 2007[124]
- Lào Cai (Vietnam) depuis 2003[125]
- Navarre (Espagne) depuis 2000[117]
- Nord (Haïti) depuis 2007[126]
- Pays basque (Espagne) depuis 1992[117]
- Québec (Canada) depuis 2000[127]
- Souss-Massa-Drâa (Maroc) depuis 2002[128]

Pour le Limousin :
- Bavière (Allemagne) depuis 2000[129]
- Oblast de Kalouga (Russie) depuis 2004[130]
- Nabeul (Tunisie) depuis 1998[131]

Pour Poitou-Charentes :
- Fatick (Sénégal) depuis 2004[132]
- Guangxi (Chine) depuis 2001[133]
- Mecklembourg-Poméranie-Occidentale (Allemagne) depuis 2003[134]
- Tamil Nadu (Inde) depuis 2005[135]
- Province de Thừa Thiên-Huế (Vietnam) depuis 2000[136]

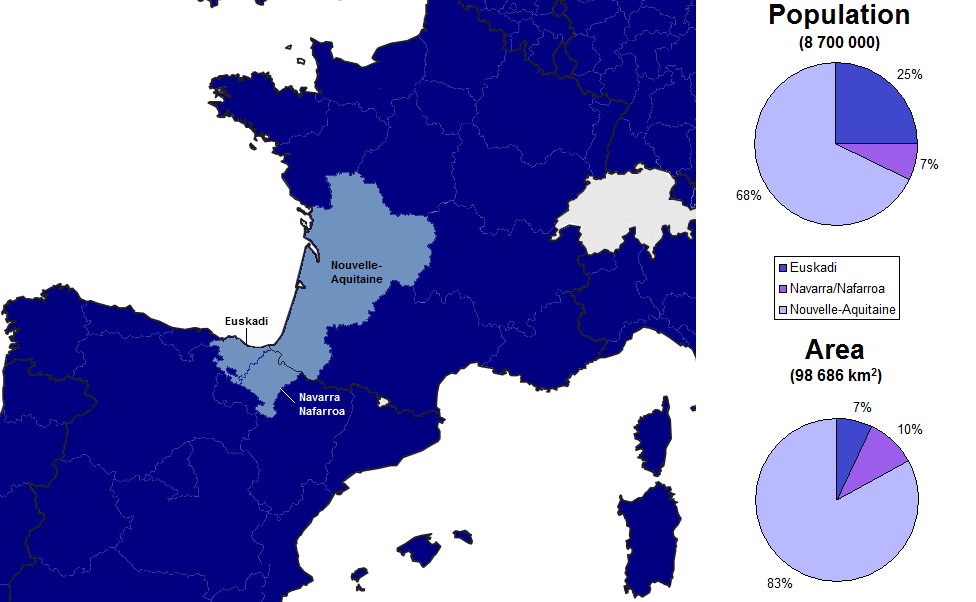
La Nouvelle-Aquitaine au sein de l'Eurorégion Nouvelle-Aquitaine-Euskadi-Navarre, à cheval sur la France et l'Espagne.

La région est aussi membre de l'Eurorégion Nouvelle-Aquitaine-Euskadi-Navarre qui a été créée en 2011 avec au départ seulement l'Aquitaine et la région du Pays basque espagnol. En 2016, le Poitou-Charentes, le Limousin et la Navarre rejoignirent cette entité.
La région Nouvelle-Aquitaine fait aussi partie du programme de l'Interreg VB Espace Atlantique qui réunit toutes les régions bordant l'océan Atlantique depuis l'Andalousie jusqu'à l'Écosse.

### Conséquences financières du redécoupage des régions de 2015
En septembre 2019, dans son rapport sur les finances locales, la Cour des comptes constate que « trois ans après la mise en œuvre de la réforme, les économies de gestion annoncées ne sont pas encore au rendez-vous ». A contrario, sur la base de différentes enquêtes menées par les chambres régionales des comptes, les magistrats relèvent que la fusion des régions a même entraîné « des surcoûts importants ». La rationalisation qui devait être opérée entre les structures qui bénéficient de concours financiers importants des régions, mais sont indépendantes (agences régionales de développement économique, comités régionaux du tourisme, etc.) « reste à ce jour largement inachevée et n'a pas, en conséquence, produit d'économies notables pour les régions ».
La Nouvelle-Aquitaine en particulier en introduisant une prime pour les agents travaillant sur plusieurs sites et en augmentant les agents techniques de catégorie C des lycées devra supporter un coût annuel supplémentaire, au terme d'une mise en œuvre échelonnée de 2018 à 2021, qui représentera plus du double de ce qu'aurait été un strict alignement sur les indemnités des agents titulaires de Poitou-Charentes et des agents non titulaires d'Aquitaine (entre 14,2 millions et 17 millions d'euros, contre environ 8 millions d'euros).

## Population

### Démographie
| 4 676 995                        | 4 817 190 | 4 961 927 | 5 113 789 | 5 259 366 | 5 745 486 | 5 911 482 | 6 069 352 |
| Sources : recensements 1968-2021 |           |           |           |           |           |           |           |

### Une région marquée par la ruralité
Forte au 1er janvier 2021 d'une population municipale de près de 6,07 millions d’habitants, la Nouvelle-Aquitaine est devenue la troisième région la plus peuplée de France, après l’Île-de-France et Auvergne-Rhône-Alpes, devançant l'Occitanie et les Hauts-de-France.
Elle est cependant celle dont la densité de population est parmi l'une des moins élevées du territoire national – 72 habitants/km2 contre 107 habitants/km2 pour la moyenne nationale; elle se situe avant la Corse (40 habitants/km2), la Bourgogne-Franche-Comté (59 habitants/km2) et la région Centre-Val de Loire (66 habitants/km2) et juste après l'Occitanie (82 habitants/km2). Cette densité de population très moyenne résulte du caractère rural marqué de la région. Aussi, parmi les douze départements qui composent la région Nouvelle-Aquitaine, neuf ont une densité de population inférieure à la moyenne régionale, dont quatre ont une densité inférieure à 50 habitants/km2, à savoir la Creuse avec 21 habitants/km2, la Corrèze avec 41 habitants/km2, la Dordogne et les Landes avec 46 habitants/km2 chacun. Seuls trois départements ont une densité de population supérieure à la moyenne régionale (Pyrénées-Atlantiques avec 91 habitants/km2, Charente-Maritime avec 96 habitants/km2 et  Gironde avec 166 habitants/km2).
L'écart de densité de population entre la Creuse et la 
 Gironde est de 1 à 8, montrant un grand contraste de peuplement de la Nouvelle-Aquitaine qui fait se côtoyer des régions faiblement habitées (Limousin oriental, pinèdes de Gascogne, Double saintongeaise et Double périgourdine, Périgord Noir, Périgord Vert, Montmorillonnais, Loudunais, etc.) et d'autres fortement peuplées (vallées moyennes de la Garonne, de la Dordogne et de la Vienne, estuaire de la Gironde, vallée la Charente jusqu'à son embouchure, littoraux charentais et basque, piémont du Béarnais).
Excepté la métropole bordelaise et quelques agglomérations importantes (Bayonne, Pau, Limoges, La Rochelle,  Poitiers et 
Angoulême pour les principales), l’essentiel de la population réside dans des villes moyennes ou des petites agglomérations.

### Une population qui se concentre dans les six grandes aires d'attraction
Bien que moyennement urbanisée, la région recense :
- Six communes de plus de 75 000 habitants qui sont par ordre décroissant du nombre d'habitants Bordeaux, Limoges, Poitiers, La Rochelle, Pau et Mérignac;
- Sept agglomérations urbaines de plus de 100 000 habitants en 2021 qui sont par ordre d'importance de population Bordeaux, Bayonne, Pau, Limoges, La Rochelle, Poitiers et Angoulême ;

En 2021, Bordeaux et son agglomération ont dépassé pour la première fois le cap du million d'habitants avec plus de 1 008 500 habitants, classant la capitale régionale au 6e rang national. La métropolisation de Bordeaux a favorisé une forte expansion démographique, de sorte qu'aujourd'hui, un habitant sur six en région Nouvelle-Aquitaine réside dans l'agglomération bordelaise.
Quant aux 2e et 3e agglomérations de la région, que sont Bayonne et Pau, elles ne se classent qu'aux 25e et 35e places nationales en 2021.
- 22 aires d'attraction de plus de 50 000 habitants.

Parmi les six plus importantes aires d'attraction des villes de la région, qui comptent plus de 200 000 habitants, se trouvent, par ordre décroissant de population, Bordeaux qui domine de très loin la liste, suivie de Limoges avec près de 323 000 habitants, puis viennent Bayonne, Pau, Poitiers et La Rochelle ; ces six premières aires d'attraction rassemblent en  2021 46,4 % de la population régionale dont 23 % pour celle de Bordeaux, la capitale régionale. La population régionale a ainsi tendance à se concentrer dans les six plus grandes villes de la région et leurs couronnes périurbaines.
À cette liste s'ajoutent quatre autres aires d'attraction des villes ayant entre 100 000 et moins de 200 000 habitants dont Angoulême et Niort qui figurent parmi les onze grands pôles de compétitivité.
Les seize aires d'attraction de 50 000 habitants à moins de 200 000 habitants totalisent 25 % de la population régionale en 2021. 
En 2021, l'ensemble des 22 premières aires d'attraction rassemblent les 3/5 de la population régionale avec un taux de 71,4 %.

### Une forte attractivité
L’attractivité de la région est néanmoins importante : entre 2009 et 2014, sa population a ainsi augmenté de plus de 170 650 habitants ; si on se base sur une période de 32 ans (1982-2014), ce ne sont pas moins de 917 000 personnes qui se sont installées sur le territoire. La région devance désormais des régions telles que l’Île-de-France et Provence-Alpes-Côte d’Azur en matière de dynamisme démographique, avec de fortes concentrations de population dans la métropole bordelaise, mais aussi sur le littoral. Les hausses les plus élevées sont ainsi relevées en Gironde, en Charente-Maritime et dans les Landes, et dans une moindre mesure, dans les Pyrénées-Atlantiques. Si l’évolution démographique est positive presque partout, seuls deux départements font encore exception : la Creuse et la Corrèze.
Les flux migratoires montrent une surreprésentation de deux classes d’âges : les jeunes ménages (30-40 ans) et les jeunes retraités (60-65 ans). Les étudiants forment une composante importante de la population dans des villes comme Bordeaux (et sa périphérie), Poitiers, Limoges et La Rochelle. D’une manière générale, on assiste à une forte poussée du phénomène de périurbanisation, avec un déplacement des populations des villes-centres vers les communes périphériques ou des communes des « grandes banlieues » à dominante rurale, où le foncier est généralement moins cher. Des villes comme Châtellerault, Brive-la-Gaillarde, Limoges ou La Rochelle perdent ainsi en moyenne près de 500 habitants par an au profit des communes voisines. Ce phénomène touche notamment les jeunes ménages (25-39 ans), qui s’installent dans les couronnes périurbaines.
En 2012, 27,4 % de la population est composée de personnes âgées de plus de 60 ans, notamment dans les zones rurales. Les plus de 75 ans sont 11,2 % au niveau régional, dont 13 % en Limousin, 11,4 % en Poitou-Charentes et 10,7 % en Aquitaine.

### Communes les plus peuplées
| Nom                    | Code Insee | Département          | Superficie (km2) | Population (dernière pop. légale) | Densité (hab./km2) | Modifier                                    |
| ---------------------- | ---------- | -------------------- | ---------------- | --------------------------------- | ------------------ | ------------------------------------------- |
| Bordeaux               | 33063      | Gironde              | 49,36            | 265 328 (2022)                    | 5 375              | modifier les données · modifier les données |
| Limoges                | 87085      | Haute-Vienne         | 78,03            | 129 754 (2022)                    | 1 663              | modifier les données · modifier les données |
| Poitiers               | 86194      | Vienne               | 42,11            | 89 472 (2022)                     | 2 125              | modifier les données · modifier les données |
| La Rochelle            | 17300      | Charente-Maritime    | 28,43            | 79 961 (2022)                     | 2 813              | modifier les données · modifier les données |
| Pau                    | 64445      | Pyrénées-Atlantiques | 31,51            | 78 620 (2022)                     | 2 495              | modifier les données · modifier les données |
| Mérignac               | 33281      | Gironde              | 48,17            | 77 136 (2022)                     | 1 601              | modifier les données · modifier les données |
| Pessac                 | 33318      | Gironde              | 38,82            | 66 874 (2022)                     | 1 723              | modifier les données · modifier les données |
| Niort                  | 79191      | Deux-Sèvres          | 68,20            | 60 074 (2022)                     | 881                | modifier les données · modifier les données |
| Bayonne                | 64102      | Pyrénées-Atlantiques | 21,68            | 53 312 (2022)                     | 2 459              | modifier les données · modifier les données |
| Brive-la-Gaillarde     | 19031      | Corrèze              | 48,59            | 46 769 (2022)                     | 963                | modifier les données · modifier les données |
| Talence                | 33522      | Gironde              | 8,35             | 45 869 (2022)                     | 5 493              | modifier les données · modifier les données |
| Anglet                 | 64024      | Pyrénées-Atlantiques | 26,93            | 42 288 (2022)                     | 1 570              | modifier les données · modifier les données |
| Villenave-d'Ornon      | 33550      | Gironde              | 21,26            | 42 185 (2022)                     | 1 984              | modifier les données · modifier les données |
| Angoulême              | 16015      | Charente             | 21,85            | 41 423 (2022)                     | 1 896              | modifier les données · modifier les données |
| Saint-Médard-en-Jalles | 33449      | Gironde              | 85,28            | 32 749 (2022)                     | 384                | modifier les données · modifier les données |
| Agen                   | 47001      | Lot-et-Garonne       | 11,49            | 32 193 (2022)                     | 2 802              | modifier les données · modifier les données |
| Mont-de-Marsan         | 40192      | Landes               | 36,88            | 31 455 (2022)                     | 853                | modifier les données · modifier les données |
| Châtellerault          | 86066      | Vienne               | 51,93            | 31 105 (2022)                     | 599                | modifier les données · modifier les données |
| Bègles                 | 33039      | Gironde              | 9,96             | 30 968 (2022)                     | 3 109              | modifier les données · modifier les données |

### Aires d'attraction des villes
Depuis 2020, l'Insee a remplacé la notion d'aire urbaine par celle d'aire d'attraction d'une ville.
| Aire d'attraction          | nombre d'habitants | Part dans la population régionale (%) |
| -------------------------- | ------------------ | ------------------------------------- |
| Bordeaux                   | 1 393 764          | 23,0                                  |
| Limoges                    | 322 810            | 5,3                                   |
| Bayonne (partie française) | 283 664            | 4,7                                   |
| Pau                        | 283 246            | 4,7                                   |
| Poitiers                   | 281 789            | 4,6                                   |
| La Rochelle                | 247 139            | 4,1                                   |

### Sociologie
La Nouvelle-Aquitaine compte six millions d'habitants, dont près de 800 000 vivent sous le seuil de pauvreté. Parmi eux, les deux tiers se concentrent dans les grandes aires urbaines.

## Culture

### Langues régionales

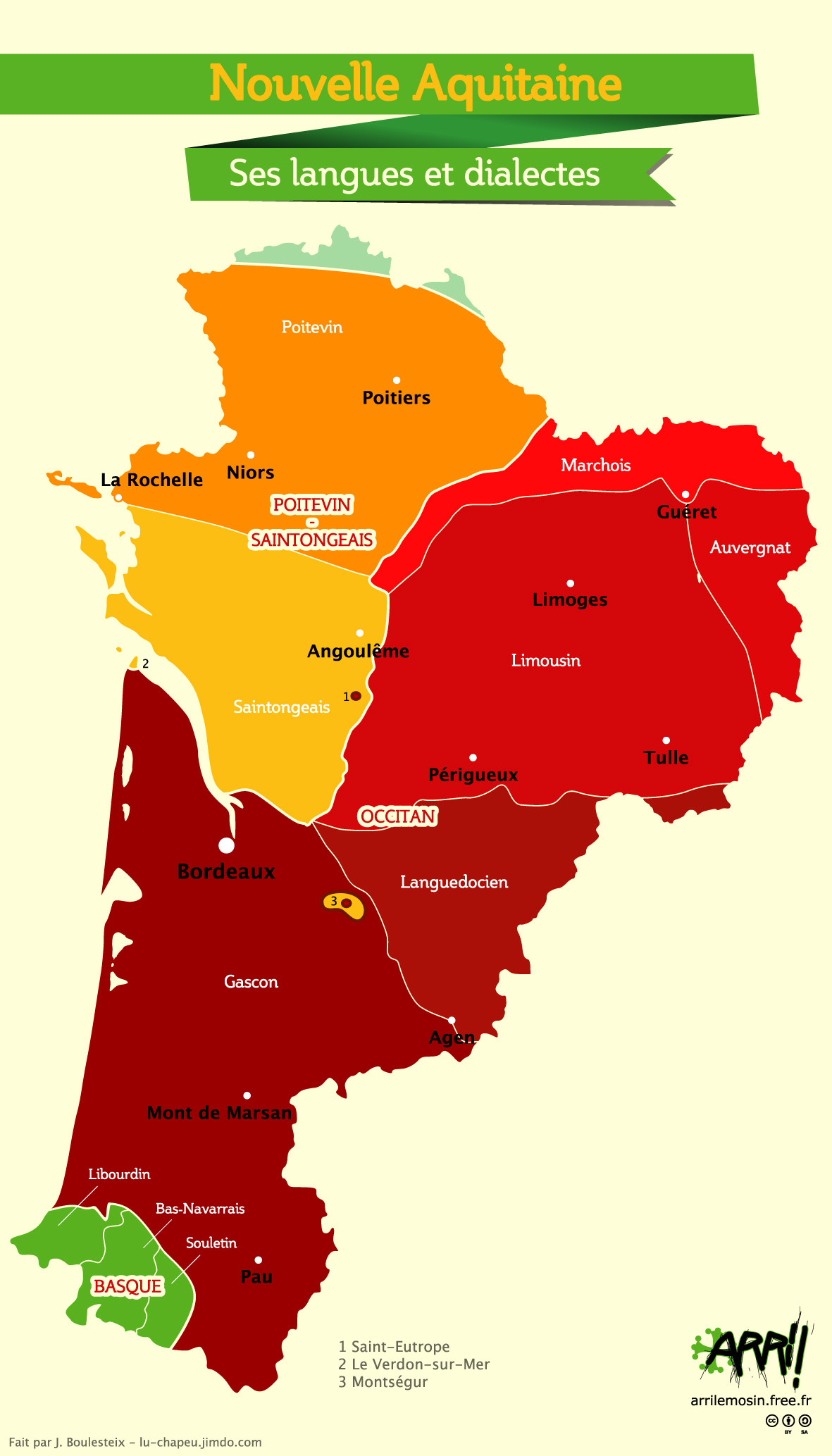
Carte linguistique de la Nouvelle-Aquitaine : Basque, Poitevin-Saintongeais et occitan avec leurs différents dialectes.

La Nouvelle-Aquitaine est de langues occitane, basque et d'oïl. En dehors du français qui, en tant que langue de la République, est parlé et compris partout, on trouve plusieurs langues vernaculaires ou régionales. L'occitan est représenté par plusieurs dialectes :
- l'auvergnat dans le tiers sud-est de la Creuse et le nord-est de la Corrèze ;
- le gascon dans une grande partie de la Gironde, des Landes, du Lot-et-Garonne et une petite partie des Pyrénées-Atlantiques (Bayonne, où l'on parle également basque) ; appelé béarnais dans la moitié orientale des Pyrénées-Atlantiques ;
- le languedocien dans l’extrême-est de la Gironde, dans le sud de la Dordogne et au nord du Lot-et-Garonne ;
- le limousin en Haute-Vienne, dans la partie orientale et méridionale de la Charente (Charente limousine), mais aussi dans une partie de la Creuse, de la Corrèze et de la Dordogne (Périgueux est de tradition limousine) ;
- le marchois au nord de la Haute-Vienne et de la Creuse et dans de petites parties de la Charente et de la Vienne[142]. Il s'agit d'un parler occitan de transition avec la langue d'oïl[143].

Le basque, langue non indo-européenne, est parlé au Pays basque français, c’est-à-dire les anciennes provinces de Basse-Navarre, Soule et Labourd (partie ouest des Pyrénées-Atlantiques) sous deux formes dialectales : navarro-labourdin et souletin.
Le nord de la région appartient au domaine linguistique du parlanjhe ou poitevin-saintongeais (langue d'oïl, mais avec un substrat d'oc) qui se divise en deux formes dialectales :
- le poitevin dans les Deux-Sèvres, la Vienne, le nord de la Charente (Ruffec) et de la Charente-Maritime (La Rochelle, île de Ré) ;
- le saintongeais dans la plus grande partie de la Charente-Maritime (Saintes, île d'Oléron), la partie occidentale de la Charente (Angoulême, Cognac) et dans quelques secteurs au nord et à l'est de la Gironde (Blayais, nord du Libournais, pays Gabay, petite Gavacherie autour de Monségur dans l'Entre-deux-Mers), et au nord-ouest de la Dordogne (La Roche-Chalais et Parcoul).

L'extrême nord de la région est également de langue d'oïl, sous ses formes dialectales gallo-angevin et tourangeau.

### Sports
Le sport présente en Nouvelle-Aquitaine des visages variés, et se décline en de nombreuses spécialités. Le rugby reste une discipline très pratiquée, représentée par des clubs tels que l’Union Bordeaux Bègles, le Stade rochelais, le Club athlétique Brive Corrèze Limousin, le Stade montois rugby, l’Aviron bayonnais rugby pro, le Soyaux Angoulême XV Charente, la Section paloise, le Biarritz olympique, le Sporting Union Agen, l’Union sportive dacquoise, l'Union Cognac Saint-Jean-d'Angély, le Club athlétique Périgueux Dordogne, le Stade poitevin rugby, le Sporting club tulliste Corrèze, ou l'USA Limoges.

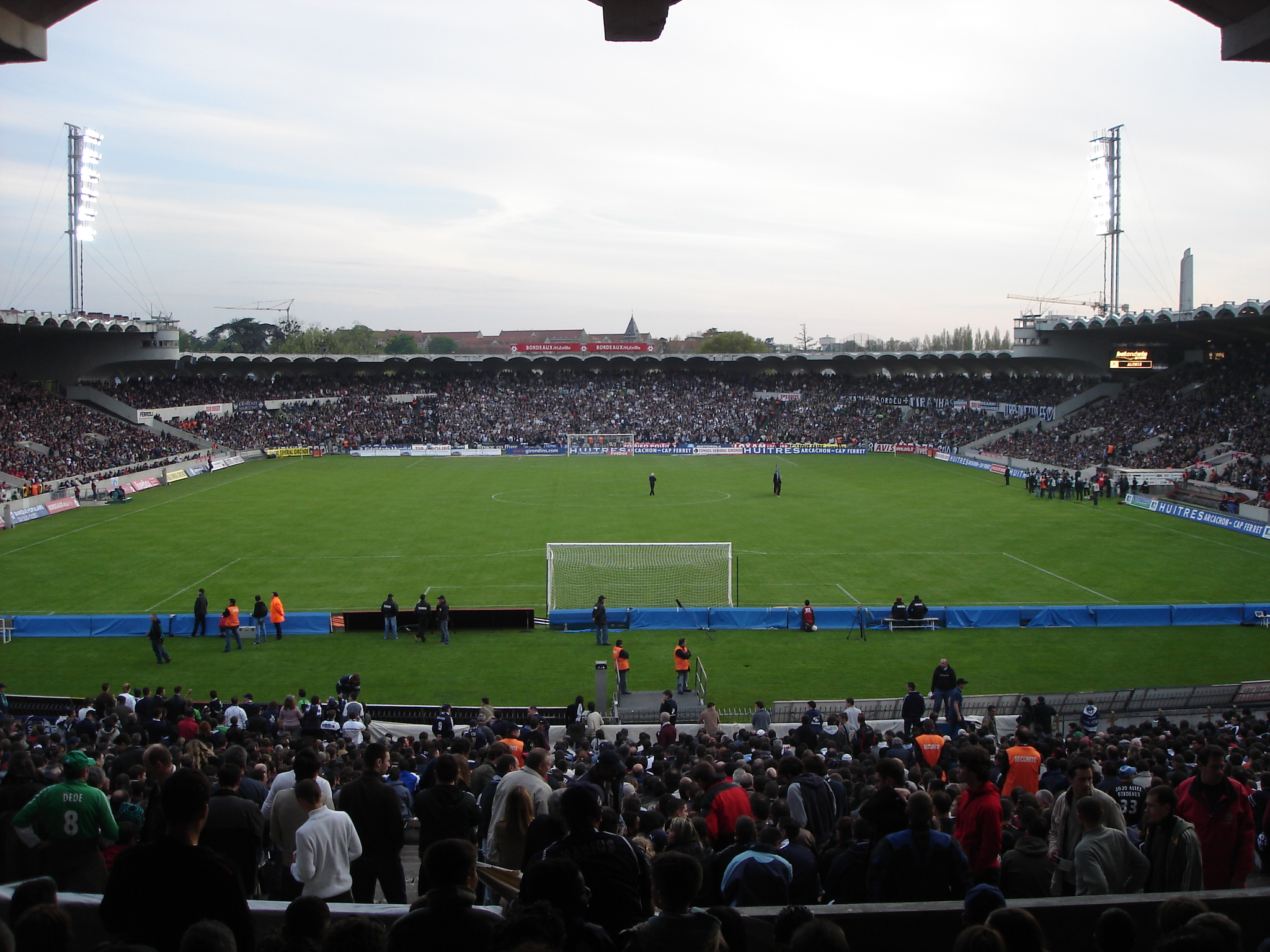
Rencontre de football au stade Chaban-Delmas de Bordeaux.

Autre discipline populaire, le football ne se limite pas au FC Girondins de Bordeaux, et presque chaque ville possède son club : Chamois niortais football club (deuxième club professionnel de la région depuis 2012), Pau FC, Angoulême Charente FC, Trélissac FC près de Périgueux, SO Châtellerault, Stade montois, Bergerac Périgord FC, Stade poitevin FC…

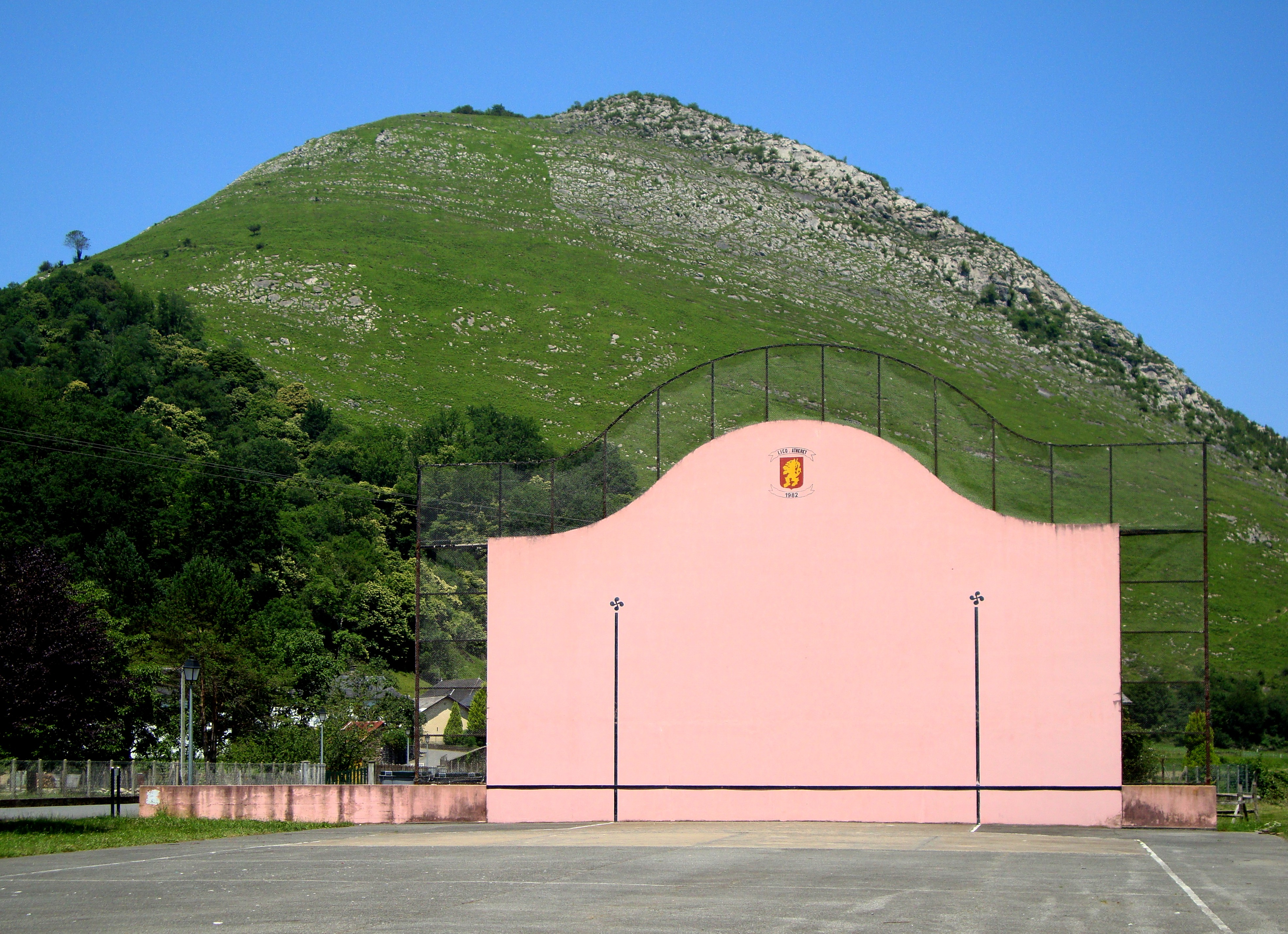
Un fronton de pelote basque « place libre » à Licq-Athérey.

Discipline très populaire, le basket-ball est représenté par le Limoges Cercle Saint-Pierre (champion d'Europe en 1993), l’Élan béarnais Pau-Lacq-Orthez, le Poitiers Basket 86, le Basket Landes et le Boulazac Basket Dordogne.
Discipline traditionnelle se déclinant en une dizaine de spécialités, la pelote basque se pratique essentiellement dans la partie sud de la région. La plupart des villes et villages du Pays basque possèdent leur fronton (ou leur trinquet), mais d’autres villes de la région possèdent également un tel équipement : Bordeaux, Dax, Agen, Périgueux, Brive, Royan…
Avec son jaï-alaï, Pau est la seule ville de France à proposer une unité de lieu pour la pratique des 23 spécialités de pelote basque, avec un trinquet, un jaï alaï et un mur à gauche, dotés de tribunes d’une capacité de plus de 2000 places.
Moins répandue en dehors du Pays basque, la force basque regroupe une dizaine de variantes, qui s’inspirent des défis que se lançaient autrefois les travailleurs manuels (fermiers, bûcherons, etc.)
La région compte de nombreuses pistes cyclables, mais surtout deux véloroutes européennes, l’EuroVelo 1 ou « Vélodyssée », qui traverse la région dans sa partie littorale, passant par La Rochelle, Royan, Arcachon et Hendaye, et l’EuroVelo 3, qui traverse Confolens, Angoulême, Bordeaux, Mont-de-Marsan et Bayonne. Plusieurs voies vertes ont également été aménagées : voie verte de Bordeaux à Lacanau, voie verte du canal de Garonne, entre Castets-en-Dorthe et Saint-Jean-de-Thurac, voie verte du bassin d’Arcachon, voie verte du canal de Lalinde, coulée verte de la Charente, voie verte de l’estuaire de la Gironde, entre Saint-Sorlin-de-Conac et Saint-Fort-sur-Gironde, coulée verte de Niort, ou encore la voie verte des Hauts de Tardoire, entre Châlus et Oradour-sur-Vayres. De nombreuses courses cyclistes ont également lieu chaque année, comme le Tour du Limousin, le Bol d'or des Monédières.
Enfin, les sports nautiques sont particulièrement populaires dans une région comptant une importante façade océanique. Le surf, véritable institution sur les côtes, compte de nombreux spots depuis les îles de Ré et d’Oléron jusqu’à la côte basque. Plus ancienne compétition professionnelle de surf, le Lacanau Pro se tient chaque année depuis 1979 à Lacanau, en Gironde. Le Roxy Jam et le Biarritz Surf Festival ont lieu sur les plages de Biarritz, et sont prétexte à de grands rassemblements de surfeurs du monde entier.

### Culture taurine

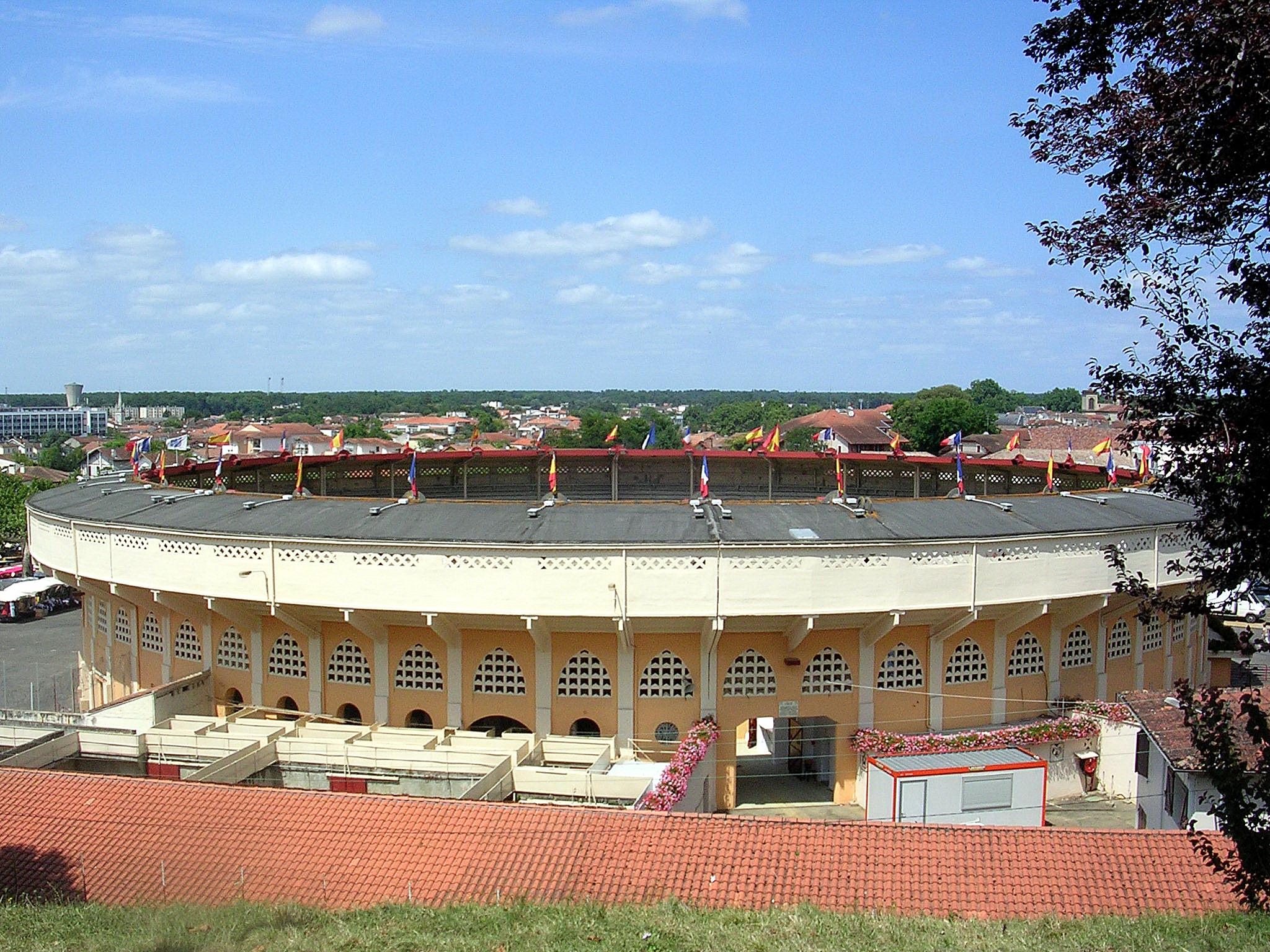
Les arènes du Plumaçon à Mont-de-Marsan, dans les Landes.

La partie sud de la région (essentiellement le sud de la Gironde, les Landes et une partie des Pyrénées-Atlantiques) est en partie marquée par la culture taurine, que ce soit sous la forme de novilladas, de corridas (espagnoles ou portugaises) ou de courses landaises.
Les arènes de Bayonne, de Mont-de-Marsan, d’Orthez, de Mimizan, de Morlanne ou de Dax constituent les principales structures d’envergure, mais de nombreuses communes rurales de Chalosse, du Tursan ou du Béarn abritent également des arènes : en 2004, leur nombre était compris entre 160 et 180. Certaines communes du nord de la Gironde (Arcachon), y compris de l’agglomération de Bordeaux (Floirac) ou même du sud de la Charente-Maritime (Royan) ont un temps possédé des arènes, mais celles-ci ont été détruites depuis lors.

### Médias

#### Presse écrite
La presse écrite est représentée par plusieurs titres. Aucun ne couvre la région dans son intégralité : comme partout en France, la région est divisée en secteurs ou zones de diffusion propres à chaque quotidien. Les principaux titres de la presse quotidienne régionale sont :
- Sud Ouest. Tirant à près de 300 000 exemplaires, ce quotidien dont le siège est à Bordeaux couvre sept départements de la région (Charente, Charente-Maritime, Dordogne, Gironde, Landes, Lot-et-Garonne et Pyrénées-Atlantiques). Il compte de nombreuses éditions locales, souvent plusieurs par département, centrées sur l’actualité des principales villes. Bordeaux compte ainsi deux éditions : Bordeaux-Rive-droite et Bordeaux-Rive-gauche ;
- La Nouvelle République du Centre-Ouest, dont le siège est à Tours, couvre les départements de la Vienne et des Deux-Sèvres. Ce quotidien tire à environ 200 000 exemplaires ;
- Le Populaire du Centre, dont le siège est à Limoges, rapporte l’actualité locale des départements de la Haute-Vienne et de la Creuse, ainsi que celle de l'agglomération de Limoges dans une édition spécifique. Son tirage est d’un peu plus de 40 000 exemplaires ;
- L'Écho du Centre est un journal quotidien régional de la presse écrite française, qui paraît en Limousin, dans l'Indre et la Dordogne. Son siège est à Limoges. Il tire à 40 000 exemplaires.
- La Montagne. Appartenant au groupe Centre-France, ce quotidien basé à Clermont-Ferrand couvre les départements de Creuse et de la Corrèze. Il tire à près de 200 000 exemplaires pour toutes ses éditions.
- Le Courrier de l'Ouest, dont le siège est à Angers, est diffusé dans les Deux-Sèvres, et tire à environ 100 000 exemplaires ;
- La République des Pyrénées. Tirant à un peu plus de 30 000 exemplaires, ce quotidien traite en priorité de l’actualité du Béarn. Son siège est à Pau. Le journal publie régulièrement des tribunes en occitan (béarnais) : Vent de Castanha et Oéy en Biarn ;
- La Dépêche du Midi, quotidien régional dont le siège est situé à Toulouse et Le Petit Bleu (tiré à 9 000 exemplaires par jour) en Lot-et-Garonne. Ces deux titres font partie du Groupe La Dépêche ;
- Dordogne libre, dont le siège est à Périgueux, est un quotidien appartenant au groupe Sud Ouest. Il tire à près de 7 000 exemplaires et couvre l’actualité de la Dordogne ;
- Charente libre. Appartenant également au groupe Sud Ouest, ce quotidien fondé à la Libération couvre l’actualité de la Charente. Basé à Angoulême, il compte des bureaux locaux à Cognac, Confolens, Barbezieux et Ruffec. Il tire à environ 40 000 exemplaires ;
- Berria, dont le siège est à Andoain (Espagne) est un quotidien bascophone édité depuis 2003. Il dispose d’une rédaction locale à Bayonne et couvre toute la moitié ouest des Pyrénées-Atlantiques. 7 à Poitiers est un hebdomadaire gratuit tiré à 50 000 exemplaires, diffusé sur 25 communes autour de Poitiers depuis 2009.

Les principaux hebdomadaires régionaux sont généralement centrés sur des territoires moins étendus. Parmi ceux-ci figurent notamment Le Journal du Médoc, qui, comme son nom l'indique, traite de l'actualité dans le Médoc et dont le siège est à Saint-Laurent-Médoc, La Dépêche du Bassin, qui couvre l’actualité du bassin d'Arcachon, Le Littoral de la Charente-Maritime, centré sur le bassin de Marennes-Oléron et la presqu'île d'Arvert jusqu'à Royan et son agglomération, Le Républicain, qui couvre l’actualité locale de Langon, du Sud-Gironde et du Lot-et-Garonne ; le groupe de presse Courrier français (siège à Bordeaux) est présent sur la totalité des départements des Landes, Lot-et-Garonne, Dordogne et publie des informations générales et des annonces légales ; Courrier de Gironde (groupe Courrier français) est distribué dans tout le département de la Gironde ; Haute Saintonge couvrant le territoire du même nom dont le siège est à Jonzac, ou encore Le Phare de Ré, diffusé sur l’île de Ré.
Dans la région, le groupe de presse Public Media édite les hebdomadaires : L'Avenir (Charente), le Confolentais (Charente-Limousine), la Concorde (Deux-Sèvres), Le Journal de Civray et du Sud-Vienne (Vienne), Le Nouvelliste (Haute-Vienne). Ainsi qu'un hebdomadaire économique et un mensuel papier : Info eco.
L’hebdomadaire bilingue Enbata (français et basque), diffusé au Pays basque, se définit comme « abertzale et progressiste ».
L’hebdomadaire tout en occitan La Setmana était diffusé jusqu'en 2018 dans l’ensemble de l’Occitanie depuis Lescar.
La presse régionale comprend également les magazines Pays Basque Magazine (Milan Presse), Surf Session (Groupe Sud Ouest) ou encore L’Essentiel, mensuel consacré à la Charente-Maritime. La revue en ligne Far Ouest édite une version papier avec une périodicité semestrielle.
En langue occitane, le magazine Lo Diari (oc) (créé par Institut d'études occitanes), se concentre sur l’actualité culturelle avec une parution bimensuelle. Le journal d’information en ligne Jornalet (édité par l’Association de diffusion occitane en Catalogne (ADÒC) et à diffusion de toute l’Occitanie) publie chaque année une édition papier regroupant des articles autour d’un thème emprunté à l'actualité.

#### Télévision

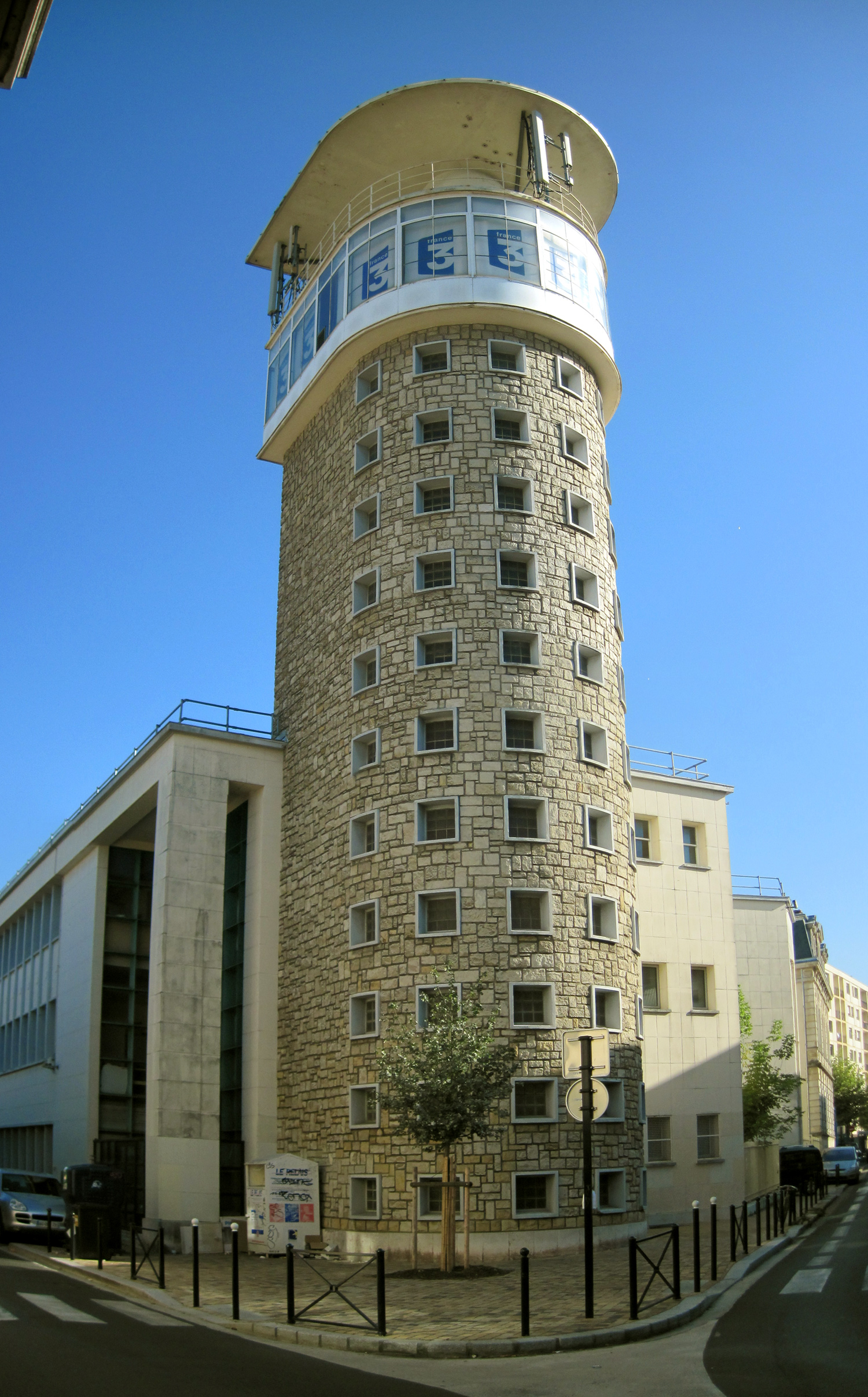
Le siège de France 3 Nouvelle-Aquitaine à Bordeaux.

NoA, chaîne de télévision régionale publique de France Télévisions, a été lancée le 11 septembre 2018. Créée sur le modèle de ce qui est pratiqué dans les autonomies espagnoles ou les länder allemands, elle reprend en partie les programmes des antennes locales de France 3 dans la région ainsi que ceux de chaînes privées comme TV7 Bordeaux, ÒC tele (chaîne en occitan) et Kanaldude (chaîne en basque). Elle est diffusée par les différents opérateurs internet de la région et par les réseaux câblés.
Le service public est également représenté par les antennes locales du groupe France Télévisions ; France 3 Nouvelle-Aquitaine diffuse trois chaînes de proximité :
- France 3 Aquitaine (décrochages locaux à Bordeaux, Bayonne, Pau et Périgueux) ;
- France 3 Poitou-Charentes (décrochage local à La Rochelle ; rédactions locales à Poitiers, Angoulême et Royan) ;
- France 3 Limousin (décrochages locaux à Limoges et à Brive-la-Gaillarde).

Plusieurs chaînes locales privées émettent sur le territoire régional :
- TV7 Bordeaux à Bordeaux et dans toute la Gironde.
- TVPI à Bayonne et dans le sud des Landes.
- ÒC tele, une web TV conventionnée par le CSA[155] diffusant des programmes en occitan[156].
- Kanaldude, une web TV de Basse-Navarre diffusant des programmes entièrement en langue basque[157].

ETB 1, ETB 2 et ETB 3 (les chaînes basques du groupe public Euskal Telebista), sont diffusées dans les Pyrénées-Atlantiques et le sud des Landes depuis l'émetteur du Jaizkibel.

#### Radios
La région est couverte par de nombreuses stations de radio publiques et privées, qui complètent les grandes radios nationales publiques du groupe Radio France (mais aussi la radiodiffusion publique basque — ETB — et espagnole — RNE — dans le sud de la région, sud des Landes et Pyrénées-Atlantiques). Le service public est représenté par le groupe France Bleu, qui diffuse neuf stations :
- France Bleu Gironde (Gironde) ;
- France Bleu Gascogne (Landes et Sud-Gironde) ;
- France Bleu Pays Basque (Pyrénées-Atlantiques) ;
- France Bleu Béarn (Pyrénées-Atlantiques) ;
- France Bleu Poitou (Vienne et Deux-Sèvres) ;
- France Bleu La Rochelle (Charente et Charente-Maritime) ;
- France Bleu Périgord (Dordogne) ;
- France Bleu Limousin (Haute-Vienne) avec son décrochage France Bleu Corrèze (Corrèze), qui ne diffère que pendant quelques heures le matin ;
- France Bleu Creuse (Creuse).

Toutes développent l’actualité de leurs zones de diffusion respectives. Les émissions sont presque exclusivement en français, même si certaines stations émettent également quelques programmes en langues régionales.
La région compte également un certain nombre de radios privées, commerciales ou associatives, parmi lesquelles Wit FM, Black Box, La Clé des Ondes ou Enjoy 33 (agglomération bordelaise), Radio Bassin Arcachon (Bassin d'Arcachon), Radio Périgueux 103 et Isabelle FM (Périgueux), 47 FM (Agen), Demoiselle FM, Vogue Radio (Royan), Forum (Poitiers), Radio Pulsar (Poitiers), Beaub FM (Limoges), Flash FM (Limoges), NA Radio (La Rochelle) Collines La Radio (Deux-Sèvres) , ou encore Radio 4 (Marmande, Fumel, Périgord-Agenais, Villeneuve-sur-Lot). Certaines se distinguent par une programmation en langues régionales : c'est le cas de Ràdio País (en occitan) ou de Gure Irratia (en basque).
La région compte également des radios digitales (webradios) comme OpenSkyRadio à La Rochelle, Emooso Radio à Bordeaux...

#### Cinéma
La région a servi de cadre à un certain nombre de films et de séries télévisées :
- Le soleil se lève aussi, de Henry King, sorti en 1957 et tourné en partie à Biarritz[159] (Pyrénées-Atlantiques).
- Le Capitan, est un film franco-italien réalisé par André Hunebelle, avec Jean Marais, et Bourvil, et sorti en 1960. La première scène du film, qui se déroule au château du marquis de Teynac, fut tournée au château de Biron en Dordogne puis La scène où l'on voit pour la première fois Cogolin sur une place de village fut tournée à Monpazier en Dordogne.
- Le Jour le plus long, de Ken Annakin, Andrew Marton, Bernhard Wicki, Gerd Oswald et Darryl F. Zanuck, sorti en 1962 et dont certaines scènes ont été tournées à Saint-Clément-des-Baleines, sur l'île de Ré (Charente-Maritime)[160].
- Les Demoiselles de Rochefort, de Jacques Demy, film musical sorti en 1967 et tourné à Rochefort[161] (Charente-Maritime).
- Le Tatoué, film franco-italien réalisé par Denys de La Patellière, avec Jean Gabin, Louis de Funès, sorti en 1968. Le tournage se partagea entre le village de Domme et le château médiéval de Saint-Vincent-le-Paluel, appelé château de Paluel. Ce dernier se trouve dans le vallon de Sainte-Nathalène, à l'est de Sarlat, en bordure du petit ruisseau de l'Énéa. Depuis 2010, un nouveau propriétaire anglais a entrepris la rénovation du château.
- Jacquou le Croquant, feuilleton de Stellio Lorenzi sorti en 1969 et tourné en partie à Saint-Laurent-des-Hommes, Sarlat, Fanlac et Montignac (Dordogne)[162].
- Le Boucher, est un film franco-italien réalisé par Claude Chabrol, en 1969 avec Jean Yanne, et sorti en salles en 1970 Le Boucher a été tourné à Trémolat, en Dordogne.
- Vous n'aurez pas l'Alsace et la Lorraine est un film franco-belge réalisé par Coluche et Marc Monnet, sorti en 1977. Tourné à Biron (Château de Biron) et à Monpazier.
- La Menace est un film franco-canadien réalisé par Alain Corneau en 1977, avec Yves Montand, Carole Laure, Marie Dubois (césar de meilleure actrice dans un second rôle). Le tournage se partage entre Bordeaux, la Tour de l'Aiguillette dans la Citadelle de Blaye et Vancouver. Cascades réalisées par Rémy Julienne.
- Das Boot, de Wolfgang Petersen, sorti en 1981 et dont plusieurs scènes ont été tournées à la base sous-marine de La Rochelle (Charente-Maritime)[160].
- Les Aventuriers de l'arche perdue, de Steven Spielberg, sorti en 1981 et dont certaines scènes ont été tournées à La Rochelle[160].
- Les Misérables, de Robert Hossein, sorti en 1982 et tourné en partie à Bordeaux[163]. Monpazier, Saint-Cyprien, Sarlat, Sireuil.
- Le Rayon vert, d’Éric Rohmer, sorti en 1986 et tourné à Biarritz[164] (Pyrénées-Atlantiques).
- Tous les matins du monde, d’Alain Corneau, sorti en 1991 et tourné en partie à Rougnat et à Moutier-d'Ahun[165] (Creuse).
- Le beau Serge de Claude Chabrol, sorti en 1958 et tourné à Sardent (Creuse).
- La Reine Margot, de Patrice Chéreau, sorti en salles en 1994 et dont certaines scènes ont été tournées rue Saint-Éloi et rue de la Tour-du-Pin, à Bordeaux[166].
- La Fille de d'Artagnan, de Bertrand Tavernier, sorti en 1994 et tourné en partie à Sarlat, Biron et Beynac[166] (Dordogne).
- Le bonheur est dans le pré, d’Étienne Chatiliez, sorti en 1995 et tourné en partie à Saint-Jean-de-Luz[166] (Pyrénées-Atlantiques).
- La Rivière Espérance, feuilleton de Josée Dayan sorti en 1995, tourné à Bergerac (Dordogne)[167].
- Ceux qui m'aiment prendront le train, de Patrice Chéreau, sorti en 1998 et tourné en partie à Limoges[168] (Haute-Vienne).

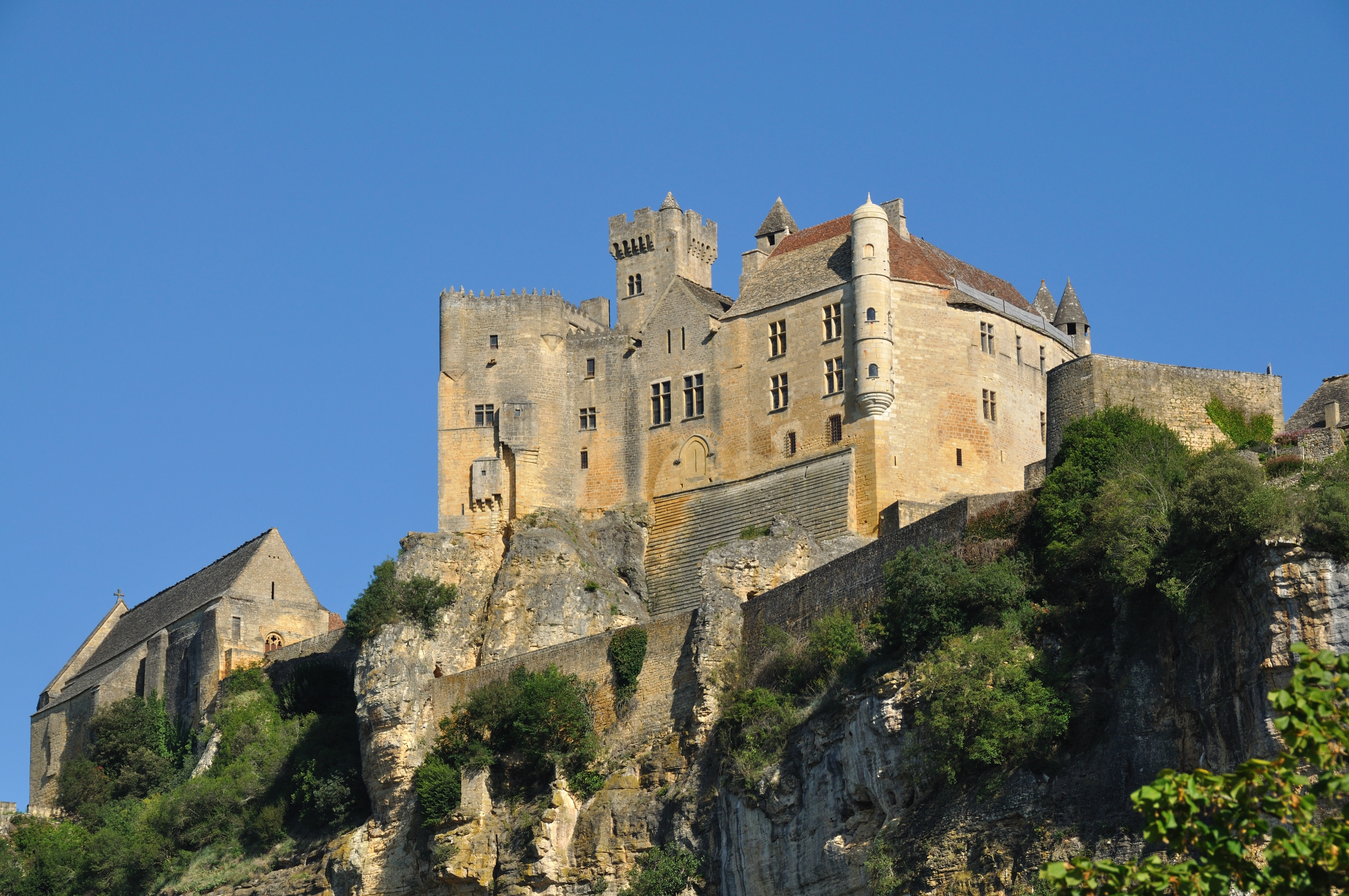
Le château de Beynac, en Dordogne, a déjà servi de cadre à plusieurs films.

- Les Couloirs du temps : Les Visiteurs 2, de Jean-Marie Poiré, sorti en 1998 et dont plusieurs scènes ont été tournées au château de Beynac ainsi qu'au château de Biron[169] (Dordogne).
- Jeanne d'Arc (film, 1999), est un film historique français écrit et réalisé par Luc Besson, avec John Malkovich, Tchéky Karyo, sorti en 1999. Le château de Beynac a servi, en partie, de décor pour ce film, ainsi que le Palais des Ducs d'Aquitaine à Poitiers.
- À ma sœur !, de Catherine Breillat, sorti en 2000 et tourné en grande partie à La Palmyre, près de Royan[170] (Charente-Maritime).
- Vidocq, de Pitof, sorti en 2001 et tourné en partie dans le quartier Saint-Michel, à Bordeaux[166].
- Le Pacte des loups, de Christophe Gans, sorti en 2001 et tourné à Jumilhac-le-Grand[166] (Dordogne) Château de Jumilhac et Villars, (château de Puyguilhem) et Mazères (Château de Roquetaillade).
- Brice de Nice, de James Huth, sorti en 2005 et tourné à Soorts-Hossegor, Seignosse et Capbreton[166] (Landes).
- Lady Chatterley, de Pascale Ferran, film sorti en 2006 et tourné en plusieurs points de la Corrèze[171].
- Monsieur Léon, téléfilm français réalisé par Pierre Boutron, sorti en 2006, avec Michel Serrault, Annie Grégorio, Clémentine Célarié. Tourné à Bordeaux, Bègles, Bourg-sur-Gironde, Saint-André-de-Cubzac, Château du Bouilh, etc.
- Hors de prix, de Pierre Salvadori, sorti en 2006 et tourné à Biarritz[166] (Pyrénées-Atlantiques).
- Section de recherches, série policière dont les sept premières saisons (de 2006 à 2012) sont tournées en Gironde, dans les Landes et en Charente[172].
- Camping et Camping 2[166], de Fabien Onteniente, sortis respectivement en 2006 et 2010, tournés dans la station balnéaire du Pyla-sur-Mer (Gironde).
- Jacquou le Croquant, de Laurent Boutonnat, sorti en 2007 et tourné en partie à Besse, Saint-Geniès, Saint-Marcory et Salignac-Eyvigues (Dordogne)[173].
- Mammuth, de Benoît Delépine et Gustave Kervern, sorti en 2009, dont plusieurs scènes sont tournées à Angoulême, à Royan et Saint-Palais-sur-Mer[174] (Charente-Maritime).
- Un village français, dont plusieurs saisons ont été tournées en Haute-Vienne et en Creuse. La sixième saison est tournée en partie à Eymoutiers[175], en Haute-Vienne.
- Le Petit Nicolas et Les vacances du Petit Nicolas[176], sortis respectivement en 2009 et 2014 et tournés à Saint-Palais-sur-Mer.
- Les Petits Mouchoirs, de Guillaume Canet, comédie sortie en 2009 et ayant pour cadre le Cap-Ferret, station balnéaire du bassin d'Arcachon[177] (Gironde).
- Mumu, de Joël Séria, sorti en 2010 et dont certaines scènes ont été tournées à Aubigné (Deux-Sèvres).
- La Guerre des boutons, de Yann Samuell, sorti en 2011 et tourné à Rochechouart[178] (Haute-Vienne).
- Hôtel de la plage, série dont les deux premières saisons ont pour cadre les stations balnéaires de Ronce-les-Bains et de Saint-Palais-sur-Mer[179] (Charente-Maritime).
- Un long dimanche de fiançailles, dont les scènes de tranchée ont été tournées à Montmorillon (Vienne).
- Groland le gros métrage, téléfilm de Benoît Delépine et Jules-Édouard Moustic, sorti en 2015 et tourné à Salies-de-Béarn, Orthez, Pau, Mourenx, Carresse-Cassaber (tous dans les Pyrénées-Atlantiques) et Peyrehorade (Landes).

### Manifestations culturelles

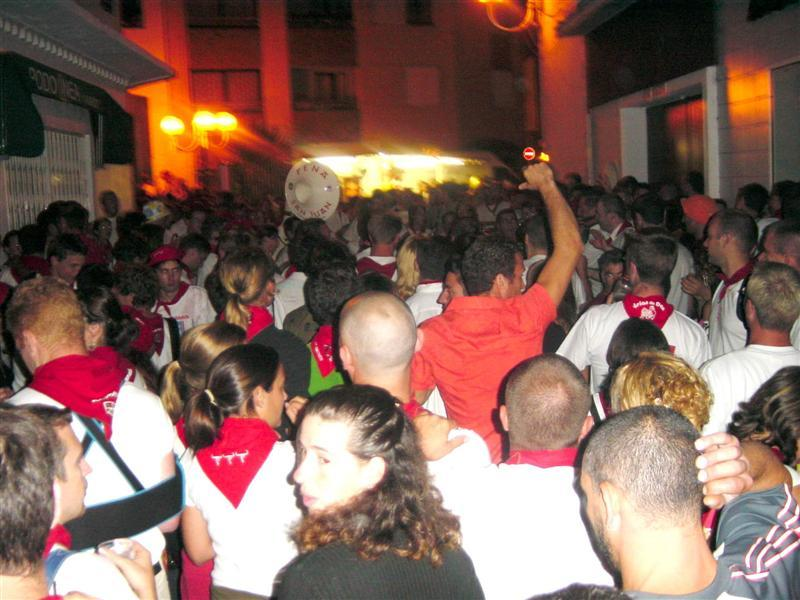
Festayres déambulant dans les rues pendant les fêtes de Dax.

La région compte de nombreuses manifestations culturelles, certaines ayant un rayonnement national ou international, d’autres un caractère plus local. Parmi les principaux événements figurent notamment :
- les fêtes de Bayonne. Réunissant chaque été près de 1 000 000 personnes (les Festayres) dans les rues de Bayonne, elles ont lieu depuis 1932. Cousines des fêtes de Pampelune, elles sont l’occasion de courses pédestres et de courses de vachettes, de défilés de chars, de concerts, feux d’artifice et corridas[180] ;
- les fêtes de Dax, organisées chaque année autour du 15 août, sont l’occasion de cinq jours de fêtes populaires, concerts, bandas, défilés folkloriques, corridas et novilladas. Elles attirent environ 800 000 personnes[181], qui comme à Bayonne, arborent souvent un foulard rouge et des habits blancs ;
- les fêtes de la Madeleine à Mont-de-Marsan qui réunissent chaque année au mois de juillet, de nombreux festayres habillés de blanc et bleu (les couleurs de la ville). Pendant cinq jours, la ville s'anime au rythme des spectacles taurins, des bandas, des animations pour les plus jeunes, des bals, des concerts ;
- les francofolies de La Rochelle. Créé en 1985 à l’initiative de Jean-Louis Foulquier, ce célèbre festival rassemble entre et 100 000 et 150 000 personnes[182] autour d’artistes, essentiellement issus de la scène française et francophone ;
- le Festival ODP Talence (Œuvres des Pupilles) est un festival associatif de musique, au profit des orphelins des sapeurs-pompiers de France, à Talence (Gironde) ;
- le festival international de la bande dessinée. Fréquenté par près de 200 000 visiteurs, l'un des plus grands festivals d’Europe consacrés au neuvième art a lieu chaque année au mois de janvier à Angoulême et mêle expositions, débats et séances de dédicace avec de nombreux grands noms de la BD française et internationale ;
- la foire du livre de Brive-la-Gaillarde est le rendez-vous incontournable de la rentrée littéraire tant pour le public que pour les éditeurs et les auteurs. Depuis 1981, tous les ans, plus de 300 écrivains y sont accueillis pour présenter leurs derniers ouvrages. En complément des nombreuses séances de dédicaces, un programme dense de rencontres littéraires, forums et lectures est proposé aux visiteurs de la manifestation ;
- les Nuits de Nacre à Tulle, organisées depuis 1988 dans cette ville, célèbre pour sa fabrique d'accordéons Maugein. Ce festival se veut un lieu d’associations multiples : rencontres humaines et musicales, sorties d’album, éclectisme des répertoires, animations, soirées « off » dans la ville, galas dansant, etc. ;
- le Festival O'les Chœurs et le Festival du Bleu en Hiver[183], organisés également par les Sept Collines[184] à Tulle, consacrés à la musique, au cinéma et aux arts ;
- Kind of Belou est un festival de musique spécialisé dans le jazz. Il se déroule chaque été, au mois d'août, à Treignac (Corrèze) ;
- l'Été musical de Saint-Robert est un festival de musique classique qui se déroule chaque année à Saint-Robert (Corrèze) ;
- le Festival de la Luzège, rencontres théâtrales organisées chaque année à Saint-Pantaléon-de-Lapleau (Corrèze) ;
- le Festival du cinéma de Brive, également intitulé « Rencontres européennes du moyen métrage », seul festival européen cinématographique entièrement consacré au moyen métrage ;
- les Nuits atypiques de Langon, festival consacré aux musiques du monde, à la promotion des valeurs de tolérance, d’ouverture au monde et de prise de conscience citoyenne, ont lieu chaque année depuis 1992 ;
- le festival du film d'animation de Bègles, centré sur l’univers des dessins animés ;
- le festival des Hauts de Garonne. Organisé depuis 1992 par quatre communes de la banlieue de Bordeaux (Cenon, Lormont, Floirac et Bassens), il est centré sur les musiques du monde ;
- Le Grand Pruneau Show est un festival organisé à Agen. Mêlant concerts, défilés de chars, animations de rue, il rassemble chaque année près de 65 000 personnes, arborant souvent un foulard couleur prune en hommage au fruit qui a fait la renommée de la ville ;
- le grand Pavois, organisé depuis 1973 dans le port des Minimes de La Rochelle, est l’un des plus grands salons nautiques internationaux. Il rassemble plusieurs centaines de bateaux et près de 100 000 visiteurs[185] ;
- le Festival 1001 Notes est un festival en Haute-Vienne consacré aux créations et découvertes en musique classique, il se déplace à Limoges, Solignac, Saint-Léonard-de-Noblat, Saint-Priest-Taurion et Vicq-sur-Breuilh ;
- le Festival des francophonies en Limousin est un festival international de théâtre, danse, musique et autres arts sur le thème de la francophonie dans le monde, qui a lieu chaque automne en Limousin et principalement à Limoges.
- le festival Éclats d'émail est un festival de Jazz international qui se passe à Limoges.
- le Festival Lire à Limoges est un festival du livre.

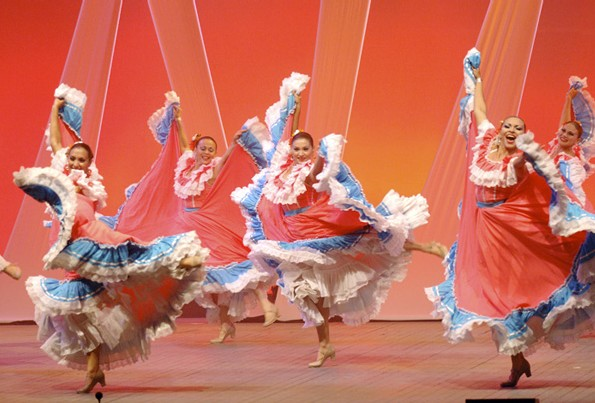
Danses traditionnelles polonaises lors du festival de Confolens.

- le festival de Confolens, organisé chaque année à Confolens depuis 1958, met l’accent sur le folklore des pays du monde. Présentant des groupes traditionnels venant du monde entier (près de 500 depuis ses débuts), il rassemble environ 100 000 personnes à chaque édition ;
- Toros y Salsa est un festival organisé chaque année à Dax depuis 1995. Il est centré sur les musiques latines et propose plusieurs corridas et novilladas ;
- le festival Arte Flamenco, organisé depuis 1989 à Mont-de-Marsan, est le plus important festival de culture flamenca en dehors des frontières espagnoles. Il propose des concerts et des performances artistiques aussi bien en salle que dans les rues et sur les places de la ville ;
- le festival des Musiques Métisses, organisé à Angoulême depuis 1976, se veut depuis l’origine un lieu de rencontre entre musiciens de tous horizons. De nombreux musiciens, aujourd’hui internationalement reconnus, ont commencé leur carrière sur la scène des Musiques Métisses (Johnny Clegg, Khaled, Cheb Mami, Kassav[186], etc.). Il accueille environ 60 000 spectateurs chaque année ;
- Un violon sur le sable est un festival consacré à la musique symphonique organisé tous les étés à Royan. Parfois surnommé le « Woodstock de la musique classique », il se tient pendant trois jours et rassemble près de 150 000 spectateurs directement sur la plage[187] ;
- Les Rendez-vous de Terres Neuves, organisés depuis 2006 à Bègles, près de Bordeaux, sont un festival de contre-culture ouvert sur la musique, les arts graphiques, le cinéma et les arts vivants ;

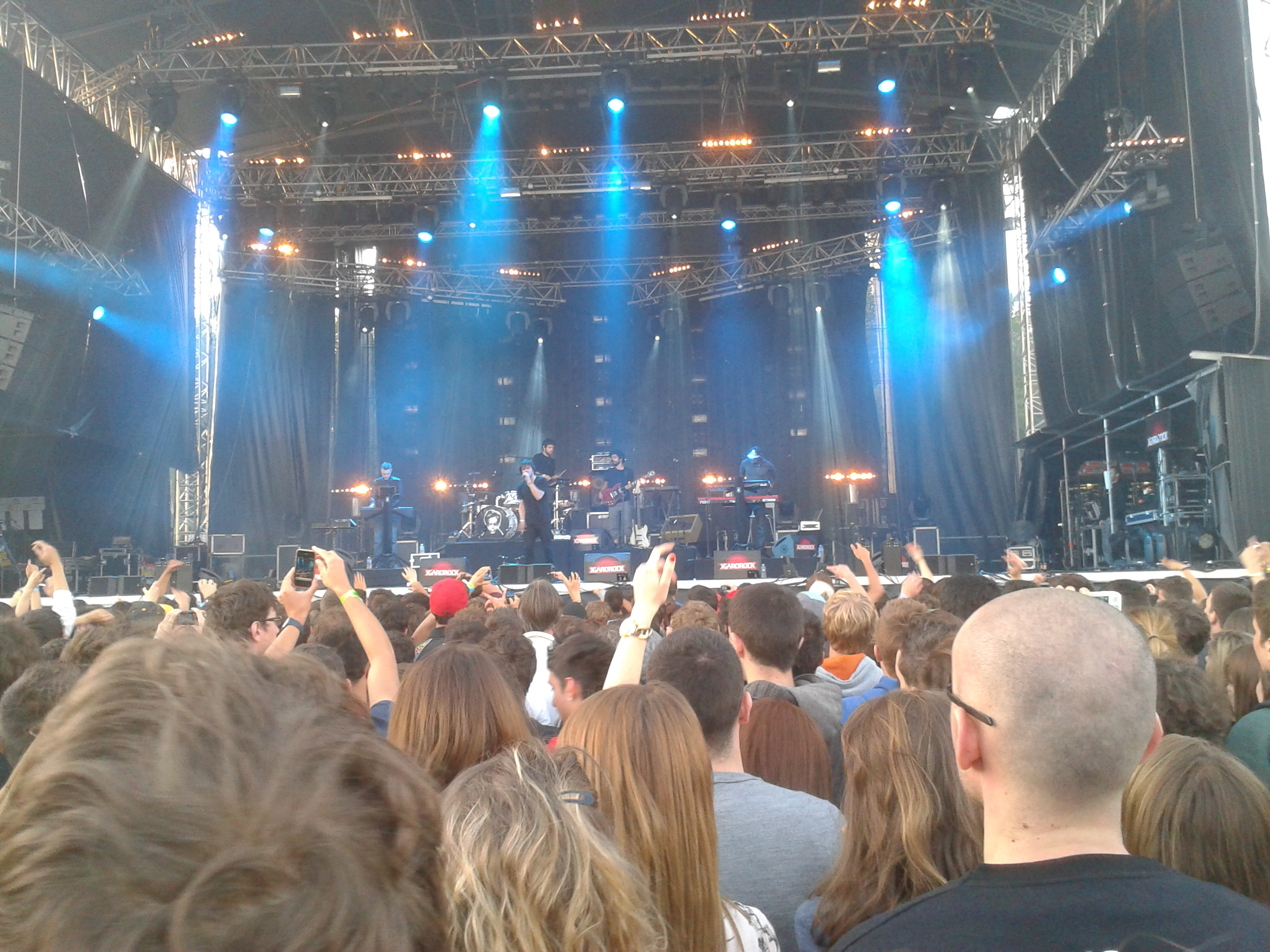
Orelsan sur la scène du festival Garorock de Marmande.

- Garorock est un festival consacré au rock, à l’électro et à la techno se tenant depuis 1997 à Marmande. Plus grand festival du Grand Sud-Ouest, il rassemble, chaque année, des groupes issus du monde entier et rassemble environ 160 000 festivaliers en 2019.

Le festival accueille des artistes au genre de plus en plus variés. On peut notamment y noter la participation d’Aya Nakamura, Angèle, Bigflo et Oli en 2019.
- le Free music festival, organisé chaque année à Montendre, entre Royan, Saintes et Bordeaux, est un festival de rock et de musiques électroniques. Il ouvre sa scène aussi bien à des artistes francophones (Orelsan, IAM) qu’à des artistes internationaux (The Offspring, Kavinsky, Snoop Dogg…) et rassemble environ 20 000 personnes[188] ;
- Bordeaux fête le fleuve et Bordeaux fête le vin (en alternance). Ces manifestations se tenant au mois de juin sont l’occasion de concerts, d’épreuves sportives (traversée de la Garonne à la nage), de pique-niques et de feux d’artifice ;
- Euskal Herria Zuzenean est un festival altermondialiste faisant la promotion de la langue et de la culture basque, mais aussi de l’écologie et du développement durable, au travers de concerts (artistes confirmés ou talents encore méconnus) et des débats ;
- le festival Emmaüs Lescar-Pau, organisé depuis 2007 à Lescar, près de Pau, est un festival alternatif proposant concerts et débats. Sa scène a déjà accueilli des artistes tels que Keziah Jones, Matthieu Chedid, Chinese Man ou Ska-P. Il est fréquenté par près de 20 000 personnes ;
- festival international des arts du mime et du geste, Mimos — ainsi que son festival extérieur Mim'Off — se déroule chaque année en été à Périgueux depuis 1983. Son édition 2013 où se sont présentées une quarantaine de compagnies a accueilli 70 000 visiteurs en audience cumulée[189],[190] ;
- le Festival Blues Passions est un festival de musique spécialisé dans les musiques afro-américaines. Il a lieu tous les ans depuis 1994 début juillet dans la ville de Cognac (Charente). Les différentes concerts, payants et gratuits, sont répartis dans le jardin public de Cognac, sur la place François 1er et dans les rues de la ville. Les concerts du soir ont lieu au Théâtre de la Nature, dans le Jardin public ;
- le festival Coup de chauffe de Cognac festival gratuit des arts de la rue qui a lieu le 1er week-end de septembre depuis 1995. Il réunit environ 30 000 spectateurs par an et a accueilli plus de 400 compagnies depuis sa création ;
- le Festival du film francophone d'Angoulême, créé par les producteurs Marie-France Brière, Dominique Besnehard, Patrick Mardikian et Maxime Delauney. Ce festival met en avant la francophonie dans le cinéma actuel, et en rappelle l'importance ;
- les élections de « Mademoiselle Aquitaine », « Mademoiselle Limousin » et « Mademoiselle Poitou-Charentes ». Ces élections dépendent du comité « Mademoiselle France », créé en 2008, à destination des jeunes filles ayant entre 16 et 21 ans, et qui souhaite représenter l'élégance d'une jeunesse féminine ;
- l'élection de « Mister Universel Nouvelle-Aquitaine ». Créé en 2017 au niveau national et en 2018 sur la région, ce concours a pour vocation de promouvoir l'élégance et l'excellence masculine. Le comité régional est affilié au comité « Mister Universel France ».

## Patrimoine
La région est riche d’un patrimoine couvrant plusieurs millénaires, depuis les premières manifestations artistiques des hommes de la préhistoire, qui culminent avec la célèbre grotte de Lascaux, jusqu’aux lignes modernistes du Futuroscope, en passant par les églises qui parsèment la campagne, modestes et silencieuses, les bastides et villages de caractère du Périgord, du Limousin, de l’Agenais ou du Pays basque ou encore les nombreux châteaux, ruines romantiques ou au contraire édifices fièrement restaurés par leurs propriétaires. Le patrimoine est aussi naturel, et d’une grande diversité : aux eaux en perpétuel mouvement du bassin d'Arcachon répondent les gorges de la Vézère, de la Roche ou de la cascade des Jarrauds, ainsi qu'à celles qui ruissellent dans les entrailles de la terre au sein de cathédrales ciselées comme celle du gouffre de la Fage, les pics enneigés des Pyrénées béarnaises ou encore les grandes pinèdes des Landes, ponctuées de grands étangs et de dunes parfois immenses, telle la dune du Pilat.

### Patrimoine préhistorique
De nombreux sites témoignent de l’occupation de la région durant la préhistoire. Certains, tels le roc-aux-Sorciers d’Angles-sur-l'Anglin (Vienne), la grotte de Montgaudier de Montbron (Charente), la grotte de Pair-non-Pair de Prignac-et-Marcamps (Gironde), les grottes d'Isturitz et d'Oxocelhaya (Pyrénées-Atlantiques), la grotte du Moulin de Laguenay (Corrèze) ou la sépulture de l'homme de Néandertal de la Chapelle-aux-Saints (Corrèze), bénéficient d’une notoriété essentiellement locale, ou du moins limitée aux experts. D’autres, en revanche, ont acquis une réputation internationale : c’est notamment le cas de la grotte du Pape (Landes) où a été retrouvée la fameuse dame de Brassempouy.

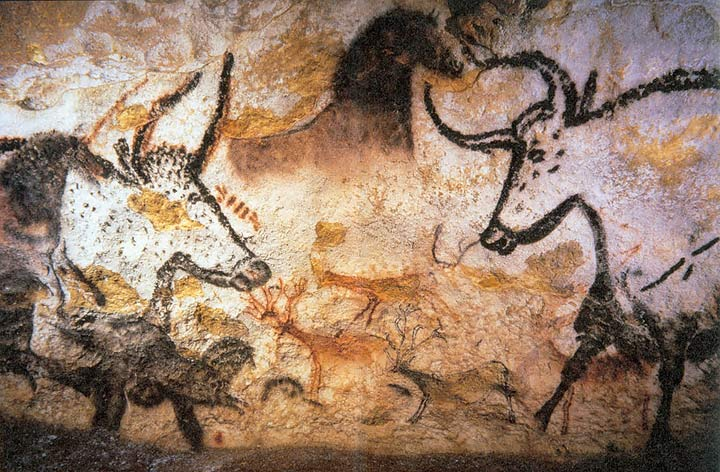
La grotte de Lascaux est un des sommets de l'art pariétal.

Mais c’est en Périgord que l’on peut découvrir la plus forte densité de sites préhistoriques, qui ne se limitent pas à la célèbre grotte de Lascaux, « chapelle sixtine de la préhistoire » ou à la moins connue grotte de Villars, mais sont disséminés le long des vallées, essentiellement celle de la Vézère, cette « vallée de l’Homme » inscrite au patrimoine mondial de l’humanité par l’Unesco. Figurent ainsi sur une zone relativement limitée quelques sommets de l’art pariétal, parmi lesquels la grotte de Rouffignac, la grotte de Saint-Cirq, ou encore la grotte de Font-de-Gaume.
La commune des Eyzies-de-Tayac, dominée par sa statue de « L’homme primitif » de Paul Dardé, abrite le musée national de Préhistoire, qui abrite de riches collections paléolithiques. Elle abrite également sur son sol l’abri de Cro-Magnon, ouvert au public depuis 2014, qui a donné son nom à l’homme de Cro-Magnon. Plus au nord, en Charente-Maritime, le Paléosite de Saint-Césaire, entre Saintes et Cognac, est consacré à la connaissance de l’homme de Néandertal.
Durant l'expansion de l'agriculture, les premiers cultivateurs arrivent en Poitou et Charentes 5 000 ans avant notre ère ; ils bâtissent également des nécropoles et des structures mégalithiques en maçonnerie de pierre sèche, dont ces sites néolithiques parmi les plus anciens de la façade atlantique : Bougon, Monpalais, Prissé-la-Charrière dans les Deux-Sèvres, Tusson, Fontenille et Vervant en Charente.

Nécropoles et structures mégalithiques du Néolithique
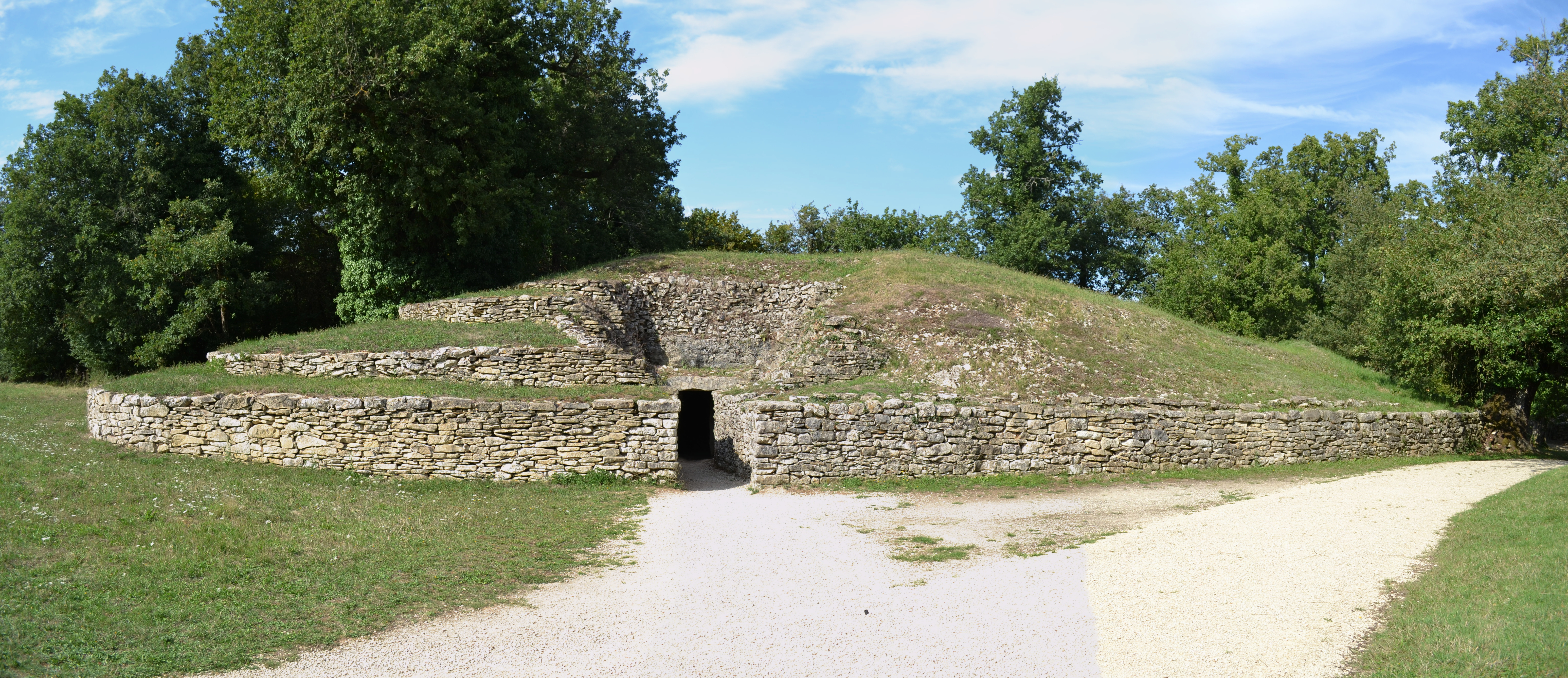
Nécropole de Bougon, Tumulus A.
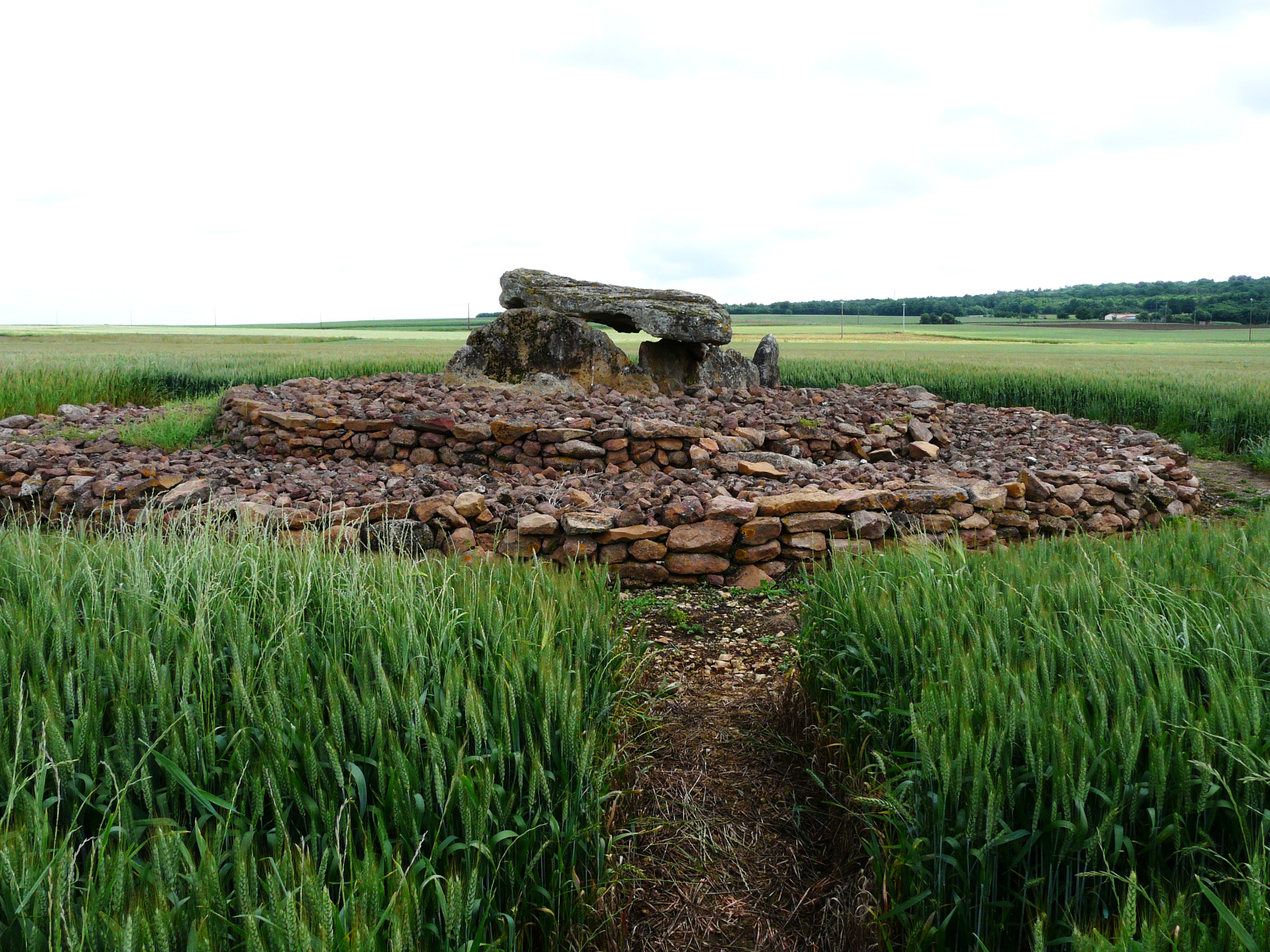
Nécropole de Taizé dolmen 1, Monpalais.
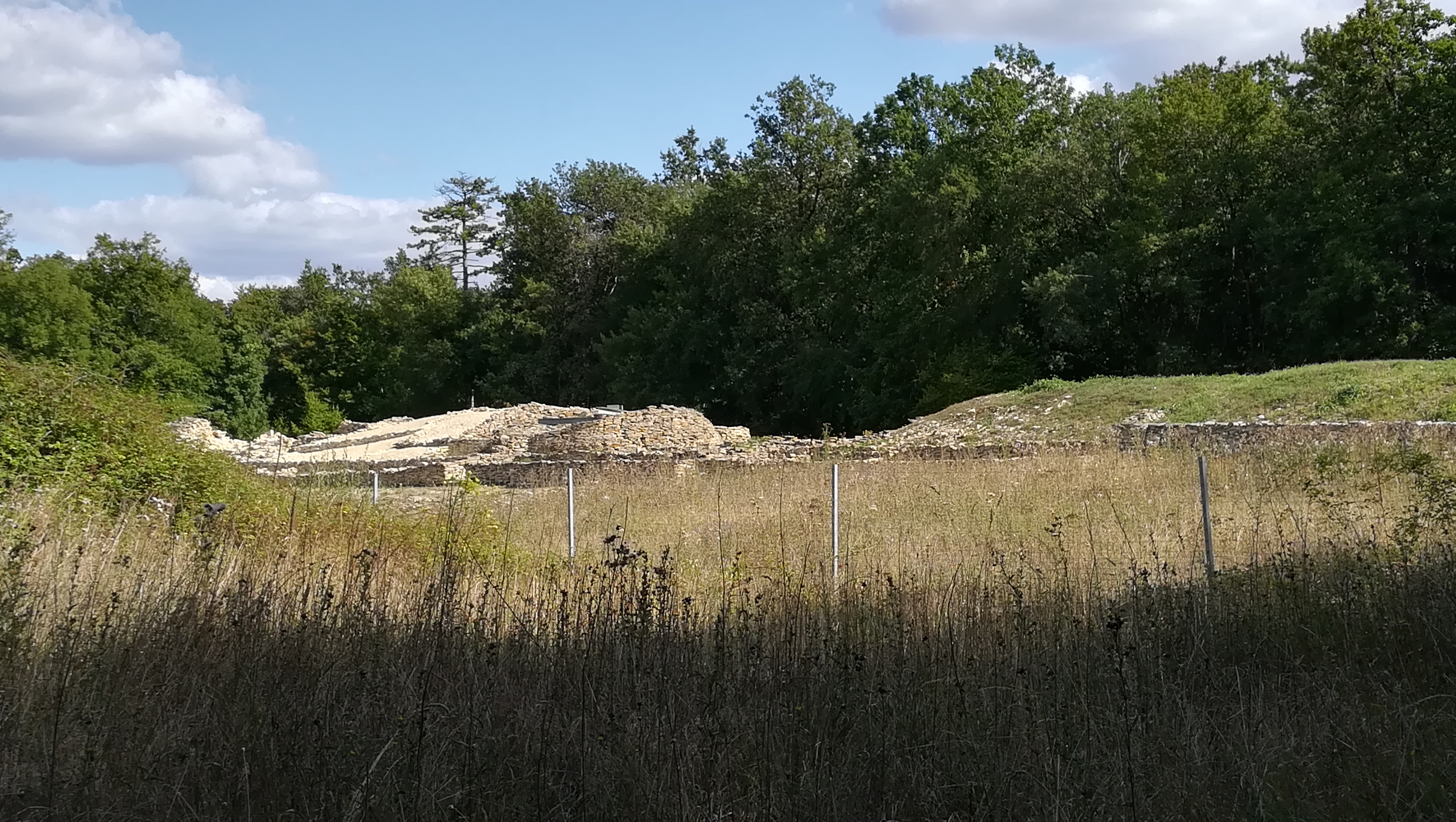
Nécropole de Prissé-la-Charrière.
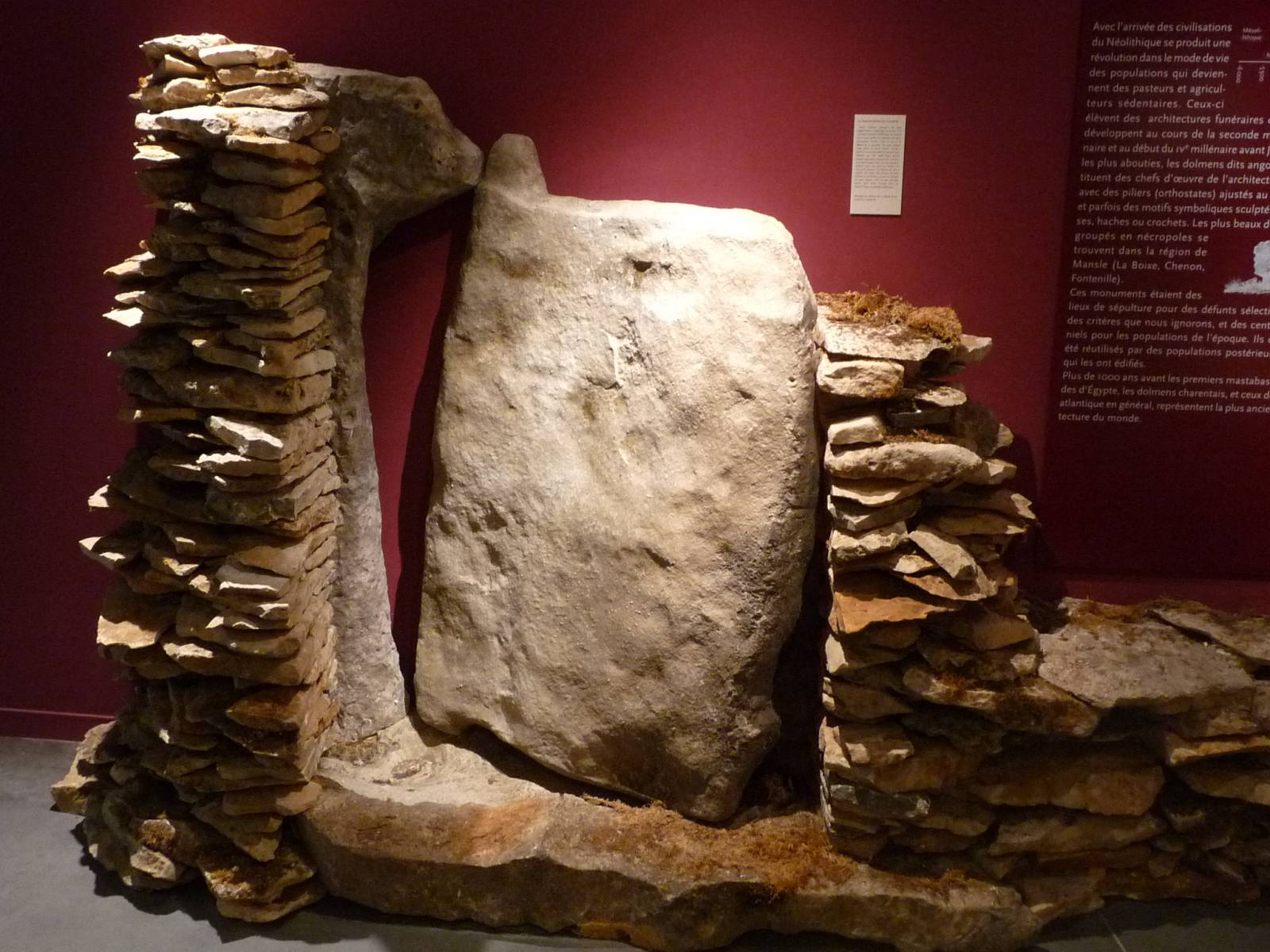
Porte de la Motte de la Jacquille, Fontenille (musée des Beaux-Arts d'Angoulême).
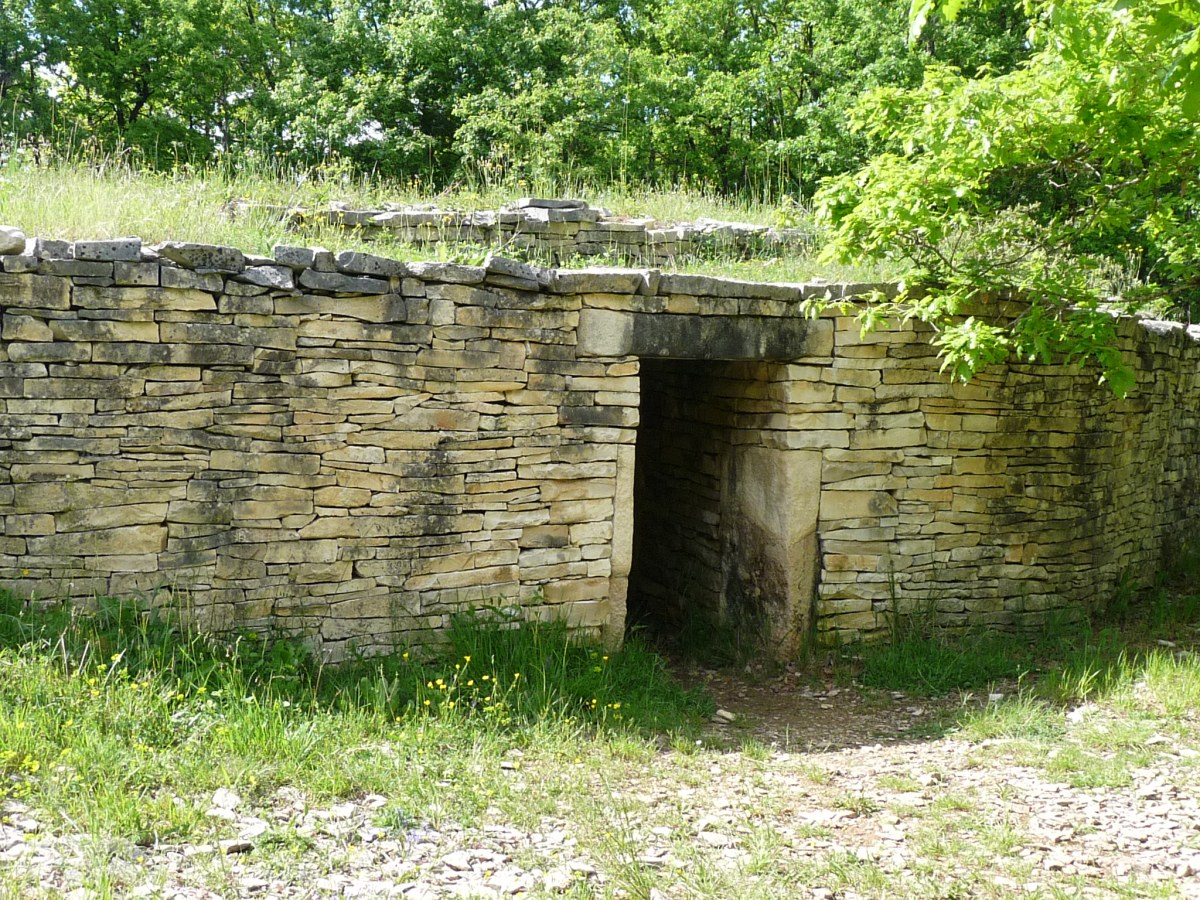
Nécropole de la Boixe, Vervant, Maine-de-Boixe et Cellettes.

### Patrimoine antique
La région a été occupée par plusieurs tribus de peuples celtes (Pictons, Santons, Lémovices, Pétrocores, Nitiobroges et Bituriges Vivisques) et de peuples proto-basques (Vasates, Boïates, Tarusates, Tarbelles, Cocosates, Sotiates, Suburates, Oscidates, Vernani, etc.).

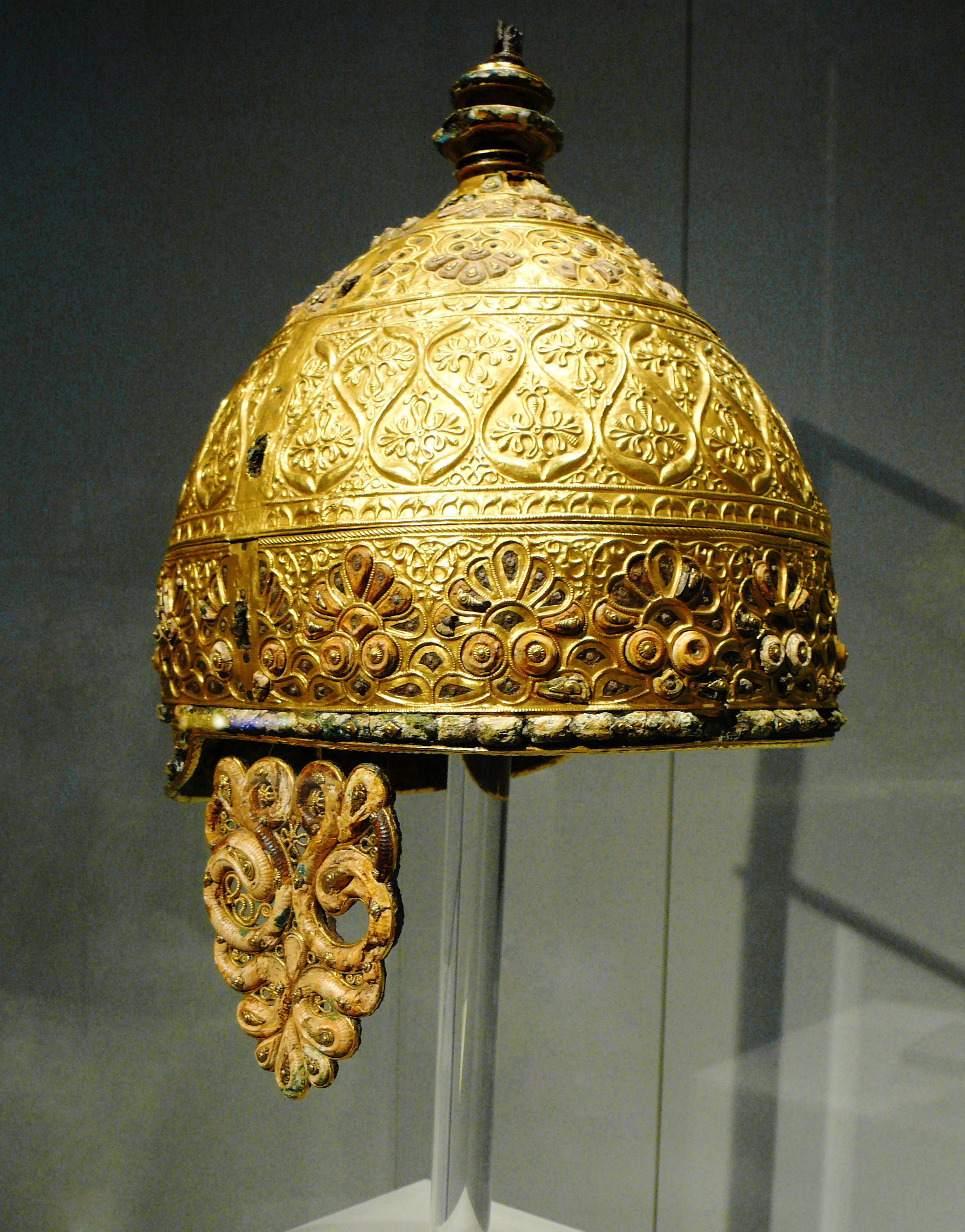
Le casque d'Agris (musée d'Angoulême).
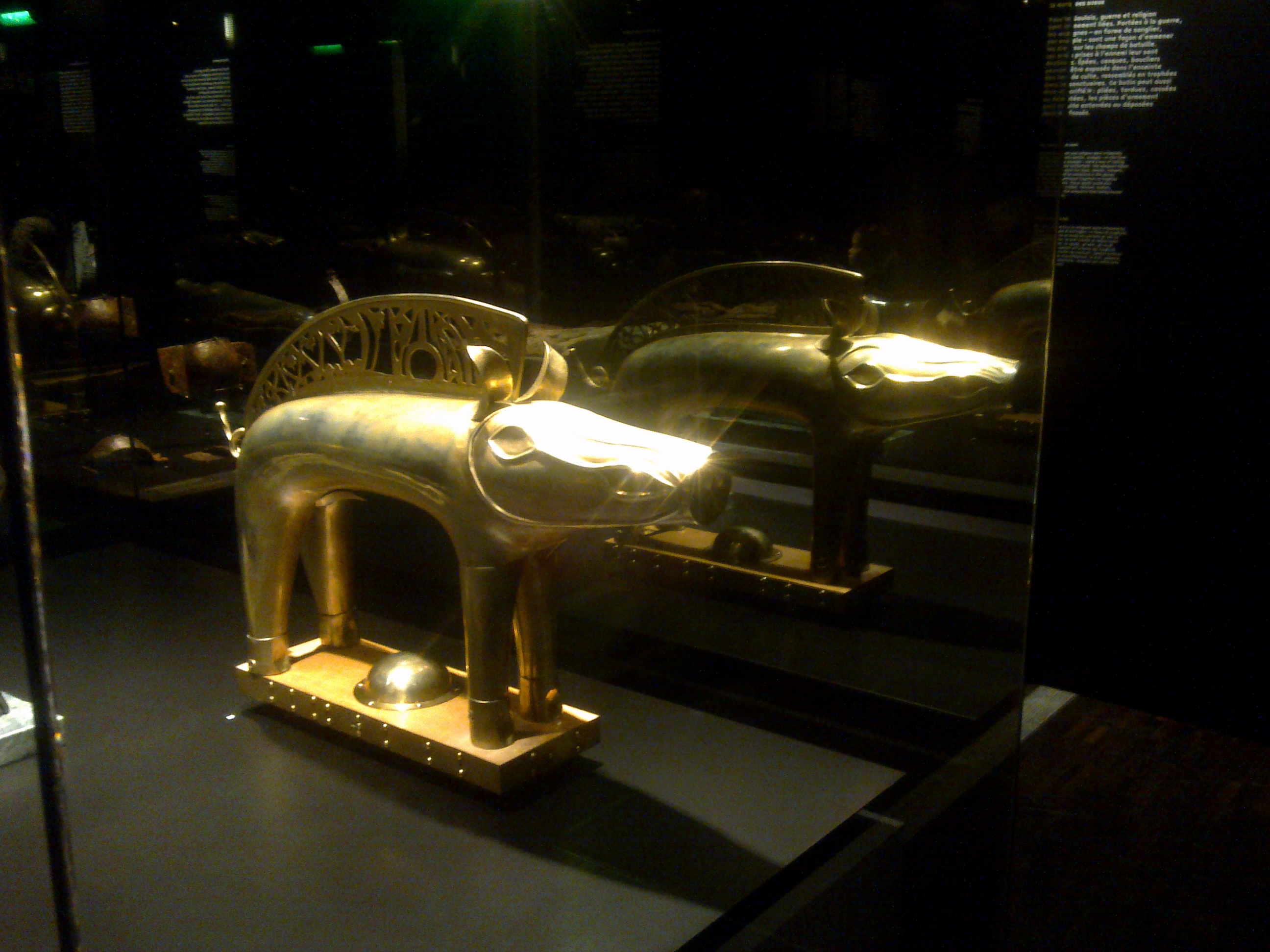
Sanglier-enseigne de Soulac-sur-Mer (musée d'art et d'archéologie de Soulac-sur-Mer).
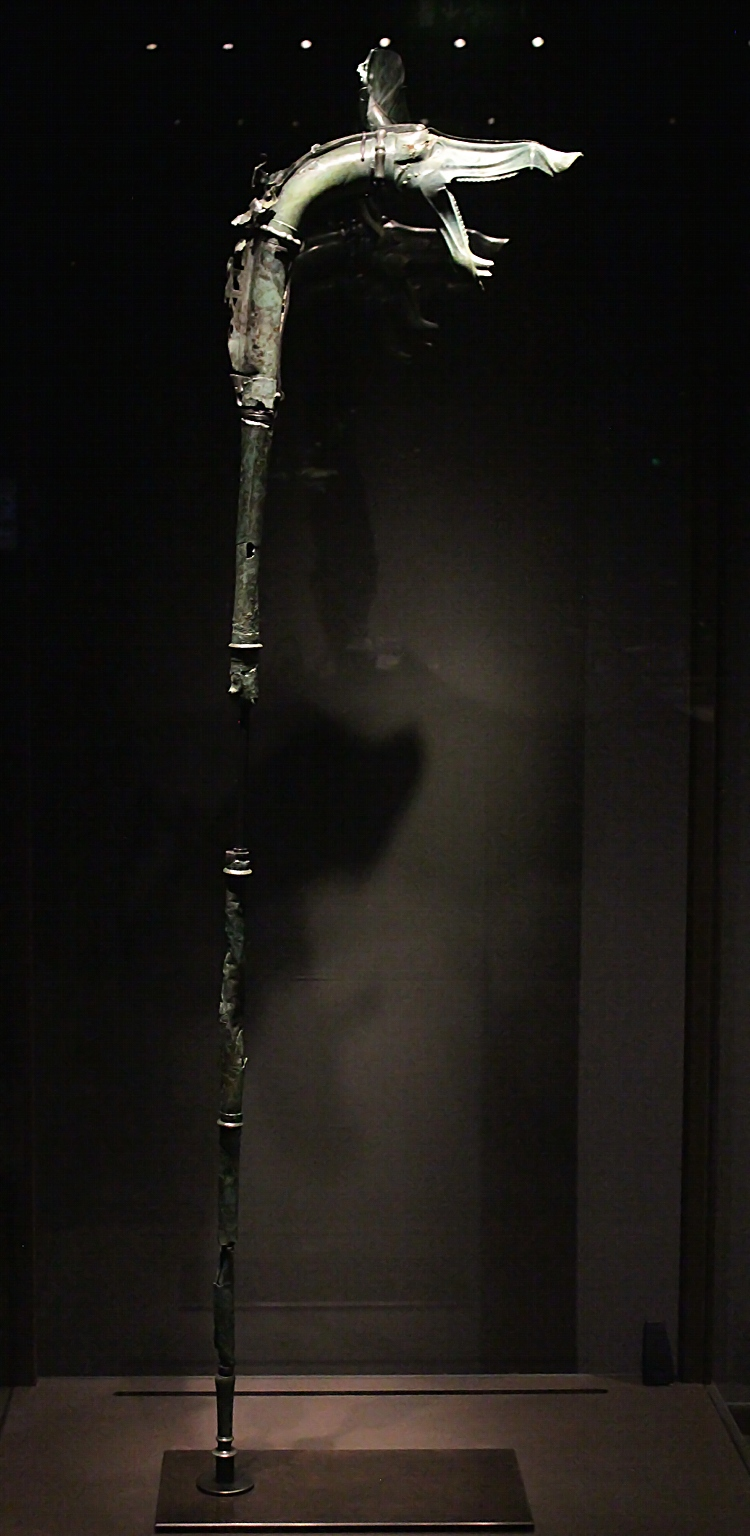
Carnyx de Tintignac en Corrèze.
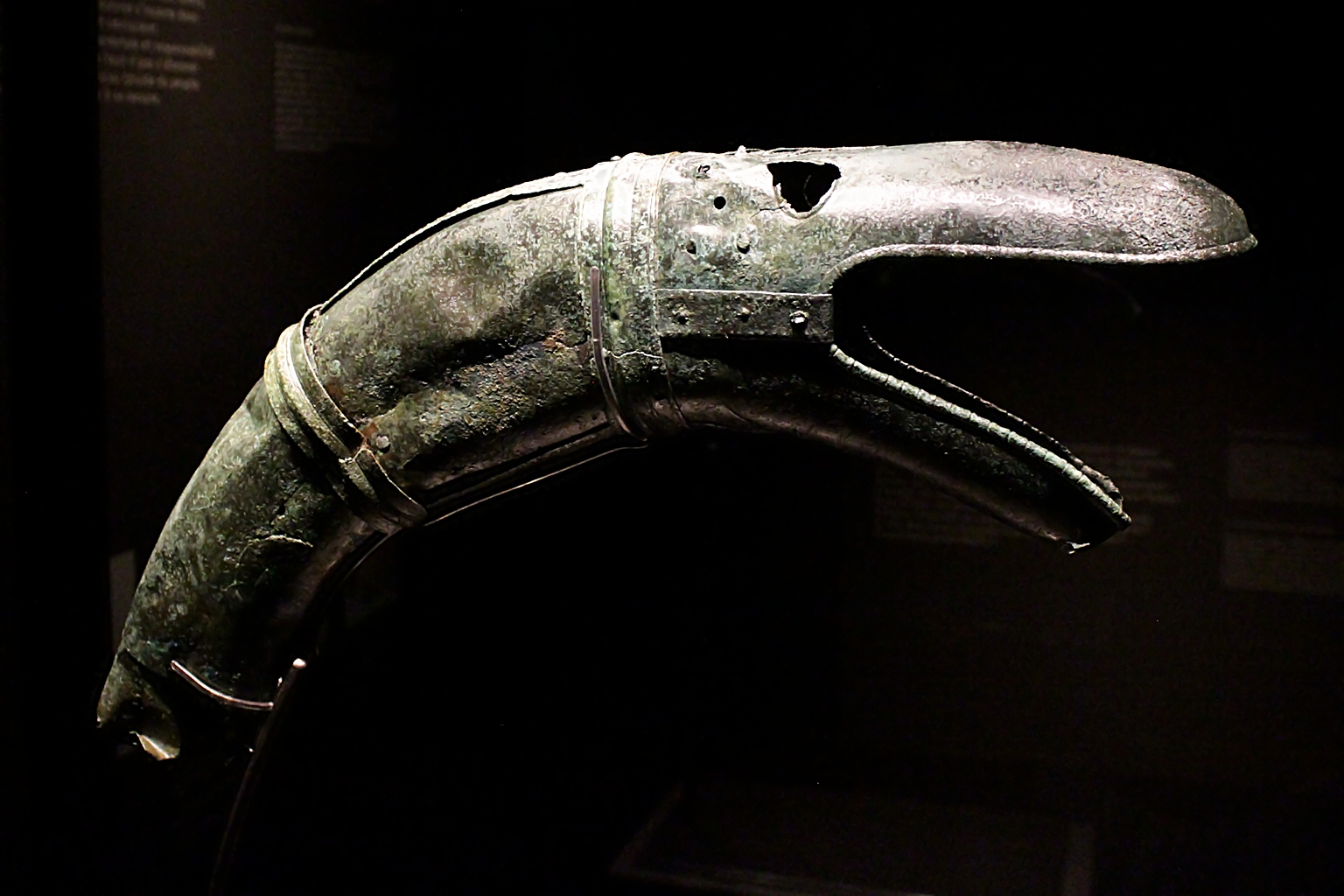
Carnyx de Tintignac en Corrèze.
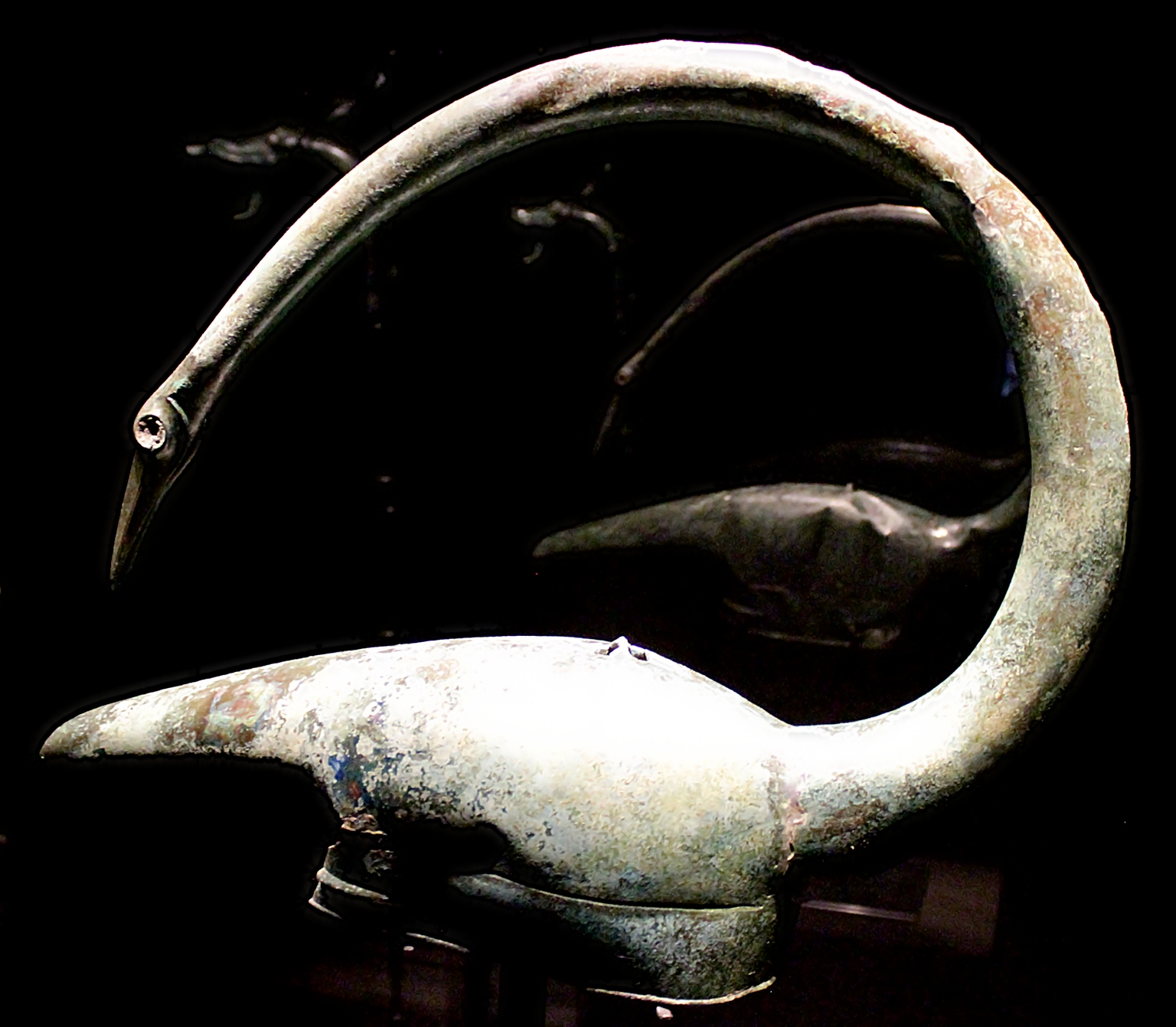
Casque en forme de tête d’oiseau (cygne) trouvé à Tintignac.

L'occupation romaine a laissé quelques traces dans la région, notamment à Saintes, première capitale de la province d’Aquitaine, avec l’arc de Germanicus, les arènes, les vestiges des thermes de Saint-Saloine ou de l’aqueduc qui alimentait la ville en eau. Tout près de là, les fanaux de Pirelonge et d’Authon n’ont pas livré tous leurs secrets.

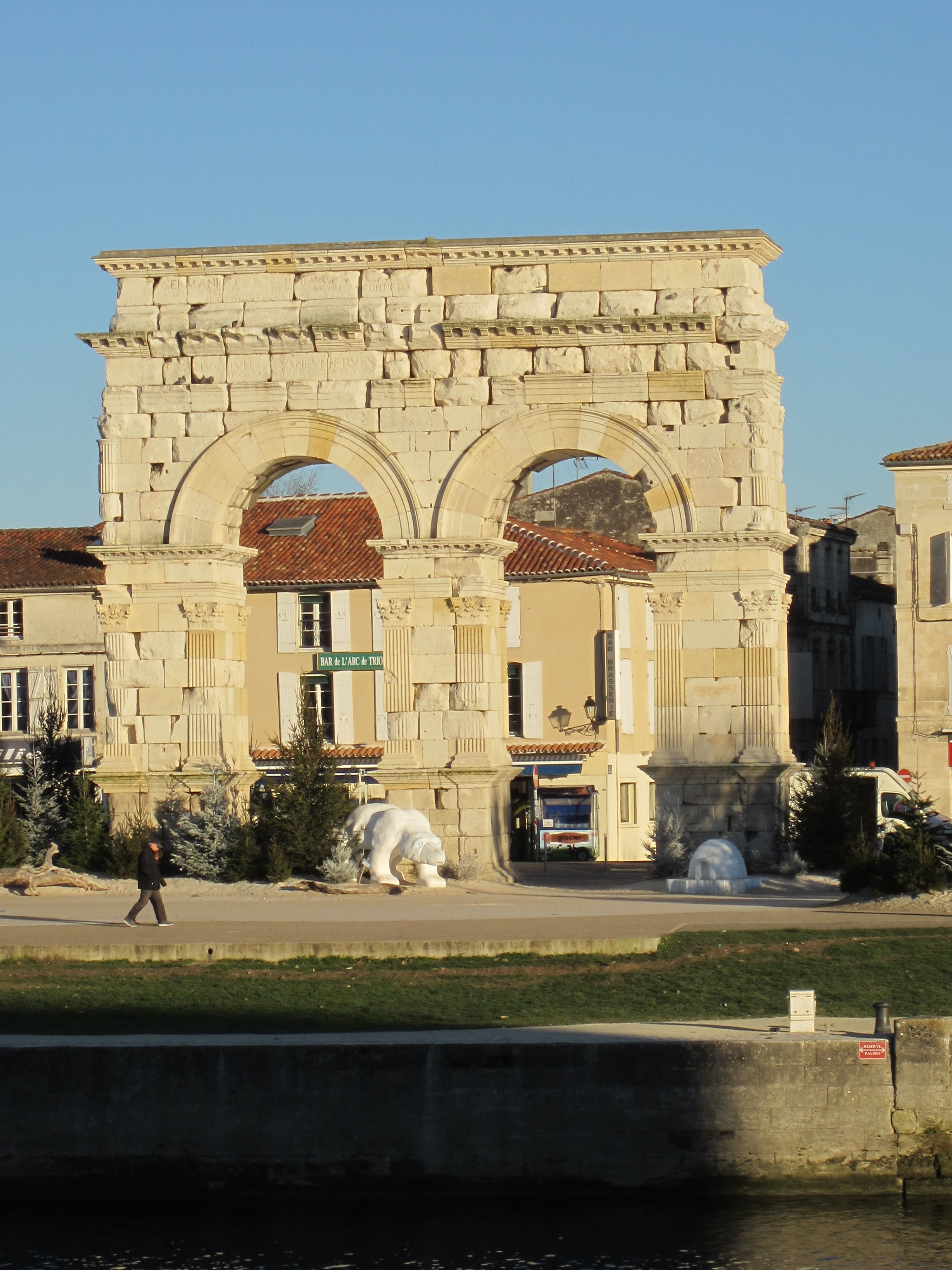
L'arc de Germanicus (19 apr. J.-C.) de Saintes, reconstruit sur la rive droite de la Charente, témoigne de l'antique Mediolanum Santonum.

Chassenon, antique Cassinomagus était la deuxième agglomération de la cité des Lémovices ; elle comportait notamment un important ensemble cultuel et des thermes très bien conservés. Le site archéologique de Tintignac en Corrèze, sur le territoire lémovice, est d'une très grande richesse avec la découverte de nombreux carnyx et casques gaulois, uniques dans tout le monde celtique. Le sanctuaire gaulois sera remanié au Ier siècle de notre ère en un temple gallo-romain qui croîtra jusqu'à devenir un grand sanctuaire.
Près de Royan, le site archéologique du Fâ correspond à une ancienne ville romaine abandonnée vers le Ve siècle, peut-être la Novioregum des textes anciens.
Dans le Médoc, le site archéologique de Brion à Saint-Germain-d'Esteuil correspond vraisemblablement à l'emplacement de la cité ancienne de Noviomagus que le savant grec Ptolémée citait dans sa "Géographie", vers l'an 130. Le théâtre de Brion est actuellement le seul théâtre gallo-romain connu dans le bassin aquitain au sud de la Garonne. Le site archéologique comporte également des vestiges d'habitats, d'édifices publics et de culte.
Bordeaux conserve également quelques vestiges de cette époque, le mieux conservé étant le palais Gallien, nom donné localement à l’ancien amphithéâtre. Plus au sud, la ville de Dax, dans les Landes, a conservé une partie de son enceinte gallo-romaine et des vestiges qui semblent correspondre à une basilique civile, connue sous le nom de crypte archéologique. En Dordogne, l’ancienne Vesunna (Périgueux) a conservé un monument caractéristique de cette période, la tour de Vésone, vestige d’un fanum (temple) du Ier ou du IIe siècle, ainsi que les ruines d'un grand amphithéâtre du Ier siècle. Tout près de là, le musée Vesunna s’inscrit dans le périmètre du site d’une ancienne villa gallo-romaine, et présente des collections permanentes et temporaires sur la vie des anciens Pétrocores.

### Patrimoine religieux

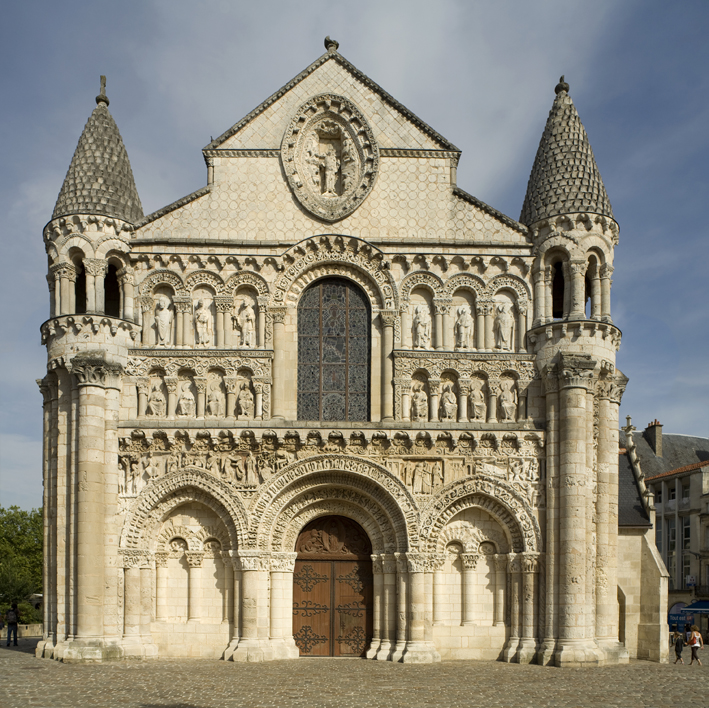
L'église Notre-Dame-la-Grande de Poitiers.

L’architecture religieuse régionale est particulièrement variée, et nombre d’églises de campagne sont inscrites ou classées au titre des monuments historiques. Poitiers conserve un grand nombre d’édifices chrétiens, dont le baptistère Saint-Jean (IVe siècle), l’église Notre-Dame la Grande (XIIe siècle), de style roman poitevin, ou la cathédrale Saint-Pierre (XIIIe siècle), de style angevin. Tout près de là, à Saint-Savin, l’église abbatiale conserve des fresques uniques en Europe, qui lui ont valu d’être classée au patrimoine mondial. Plus au sud, l’église Saint-Pierre d'Aulnay et la basilique Saint-Eutrope de Saintes sont également classées au patrimoine mondial ; l’église Notre-Dame de Royan, « cathédrale de béton » construite après la Seconde Guerre mondiale, affiche des formes avant-gardistes.

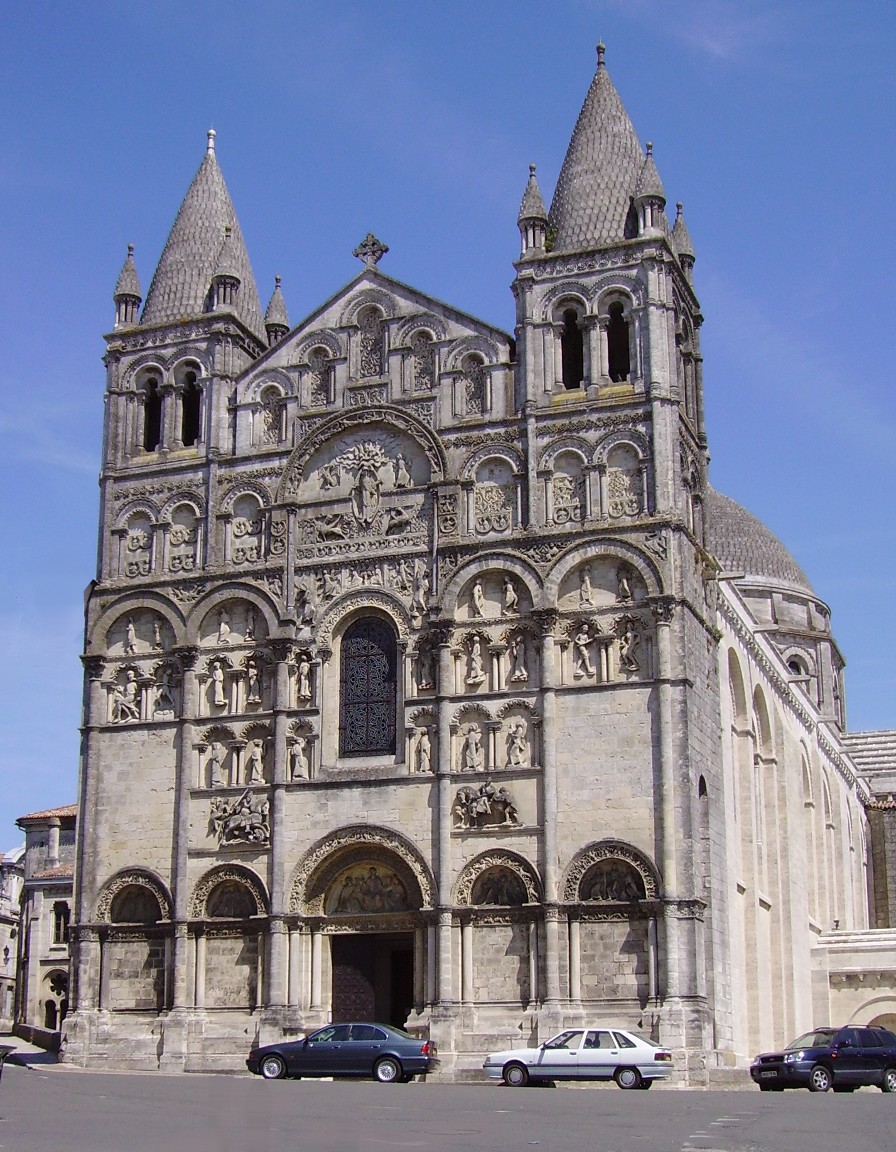
La cathédrale Saint-Pierre d'Angoulême présente une riche façade sculptée.

La cathédrale Saint-Pierre d'Angoulême, l’église Saint-Léger de Cognac et les cathédrales Saint-Étienne et Saint-Front de Périgueux, bien que sensiblement différentes, ont en commun d’avoir été influencées par le courant des églises « à files de coupole », très présent dans le sud-ouest et inspirateur du style angevin. Limoges se distingue par la masse de sa cathédrale Saint-Étienne, de style gothique, mais aussi par l’église Saint-Michel-des-Lions, au cœur du quartier médiéval. Non loin de là, la collégiale Saint-Léonard de Saint-Léonard-de-Noblat bénéficie également d’une inscription au patrimoine mondial. En Corrèze, Brive-la-Gaillarde est riche d’une église du XIe siècle, la collégiale Saint-Martin.
La Gironde concentre un grand nombre d’édifices importants sur le plan architectural, parmi lesquels, à Bordeaux, la basilique Saint-Michel, la basilique Saint-Seurin et la cathédrale Saint-André, toutes trois classées au patrimoine mondial de l’humanité. Il en est de même pour la basilique Notre-Dame de Soulac ou la cathédrale Saint-Jean-Baptiste de Bazas. La collégiale d’Uzeste, de style gothique, a été construite à la demande du pape Clément V, qui y est enterré. Plus au sud, l’abbaye de Saint-Sever, dans les Landes, présente des dimensions importantes ; elle était autrefois une étape importante sur la route de Saint-Jacques-de-Compostelle. Le clocher-porche de Mimizan, du XIe siècle, est tout ce qu’il reste d’une ancienne église. À Agen (Lot-et-Garonne), la cathédrale Saint-Caprais possède un intérieur richement orné.
Tout au sud, Bayonne se distingue par sa vaste cathédrale Sainte-Marie, de style gothique. La campagne basque se distingue par le style particulier de ses églises, avec leurs galeries aménagées, comme à Saint-Jean-de-Luz, Espelette, Saint-Pée-sur-Nivelle ou Louhossoa.

### Patrimoine civil
Le souci de se défendre, puis, plus tard, de bénéficier d’un cadre confortable, explique la profusion de châteaux et de demeures nobles ou bourgeoises partout dans la région. Parmi les châteaux-forts, l’un des plus célèbres est l’anachronique château de Bonaguil, construit à l’orée de la Renaissance. Non loin de là, le château de Gavaudun est construit sur une éminence dominant la Lède. Hauts-lieux de l’art militaire, les châteaux de Beynac et de Castelnaud, ennemis lors de la guerre de Cent Ans, se font face par-delà la Dordogne.

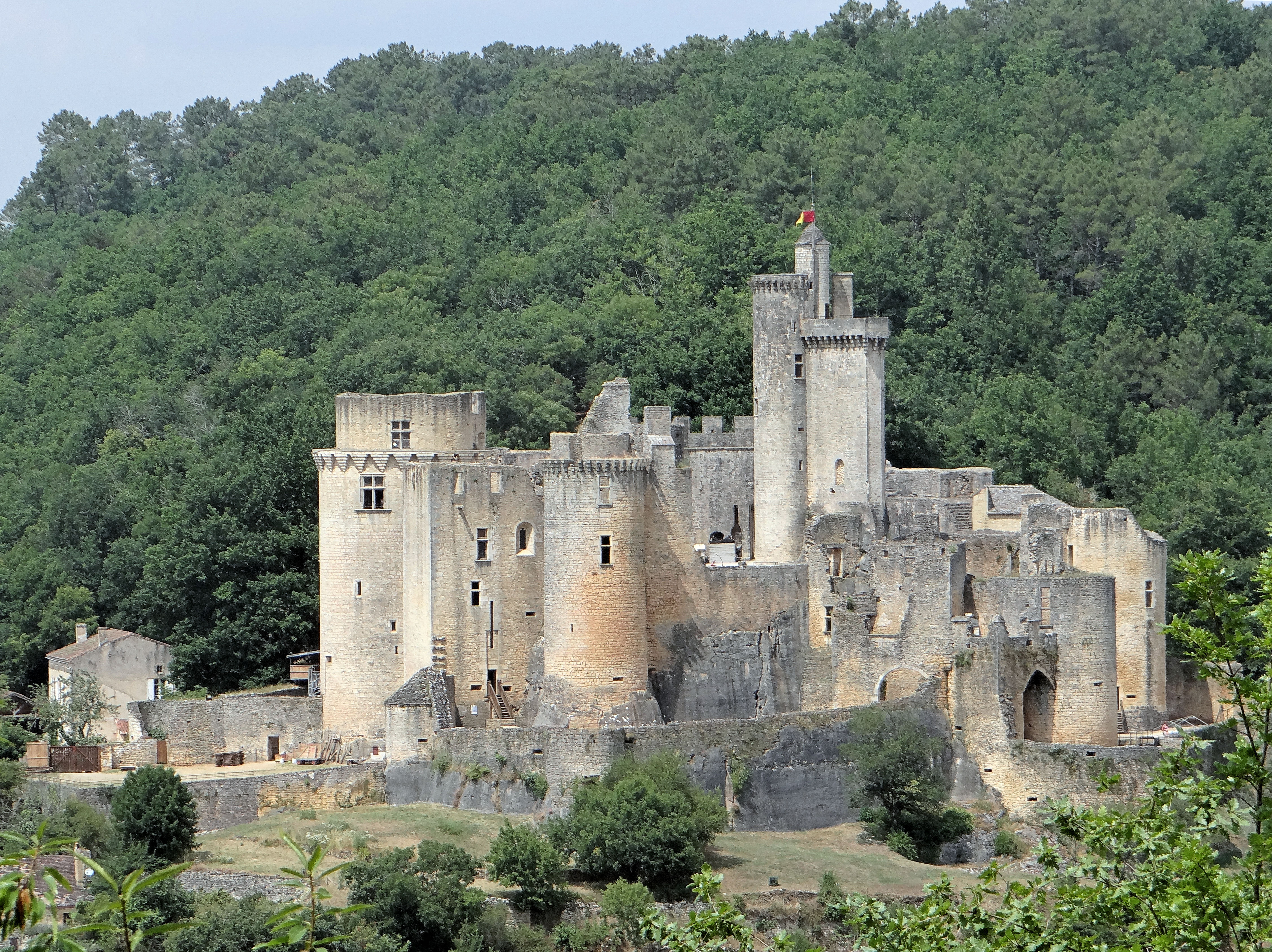
Le château de Bonaguil, à Saint-Front-sur-Lémance.

Aux confins de l’Agenais, du Périgord noir et du Quercy, le château des Rois ducs doit son nom aux rois d’Angleterre, ducs d’Aquitaine, maîtres de la région pendant une partie du Moyen Âge. En Gironde, le château de Villandraut est caractéristique des places fortes médiévales, de même que le château des Rudel de Blaye. Dans les Deux-Sèvres, près de Niort, le château du Coudray-Salbart date du XIIIe siècle ; dans la Vienne, près de Poitiers, Chauvigny constitue un ensemble unique de cinq châteaux-forts établis sur le même promontoire. Occupant des sites stratégiques, le château de Ventadour ou les tours de Merle tous deux en Corrèze, bien qu’en ruines, semblent toujours monter la garde. En Haute-Vienne, le château de Rochechouart a gardé de nombreux éléments médiévaux, en dépit de restructurations ultérieures. Le château de Pau, d’origine médiévale, a été considérablement remanié et transformé en résidence d’agrément au XVIe siècle ; il en est de même du château de La Brède, où est né Montesquieu, ou des châteaux de La Roche-Courbon, de La Rochefoucauld et de Verteuil-sur-Charente.
Parmi les autres types de fortifications figurent de nombreuses citadelles, édifiées afin de protéger des sites sensibles d’éventuelles attaques ennemies. Le « triptyque de Vauban », sur l’estuaire de la Gironde, comprend la citadelle de Blaye et les forts Paté et Médoc. Il avait pour but de protéger Bordeaux et son port, un des plus importants du royaume au XVIIe siècle. Les citadelles de Saint-Martin-de-Ré, de Brouage et du Château-d’Oléron, sur les côtes charentaises, étaient à la fois un rempart contre les prétentions des Anglais et une tête de pont dans la colonisation de la Nouvelle-France ; quant au célèbre fort Boyard, jeté au large entre l’île d'Aix et l’île d'Oléron, il a été pensé comme un élément défensif de l’arsenal de Rochefort lors de sa construction au XIXe siècle. Tout au sud de la région, plusieurs fortifications sont établies à la frontière espagnole : citadelles de Bayonne et de Saint-Jean-Pied-de-Port ou encore fort de Socoa à Ciboure. Enfin, les ponts faisaient parfois partie intégrante du dispositif défensif des villes. Deux d’entre eux ayant résisté à l’épreuve du temps sont le Vieux Pont d'Orthez et le pont Saint-Jacques de Parthenay.

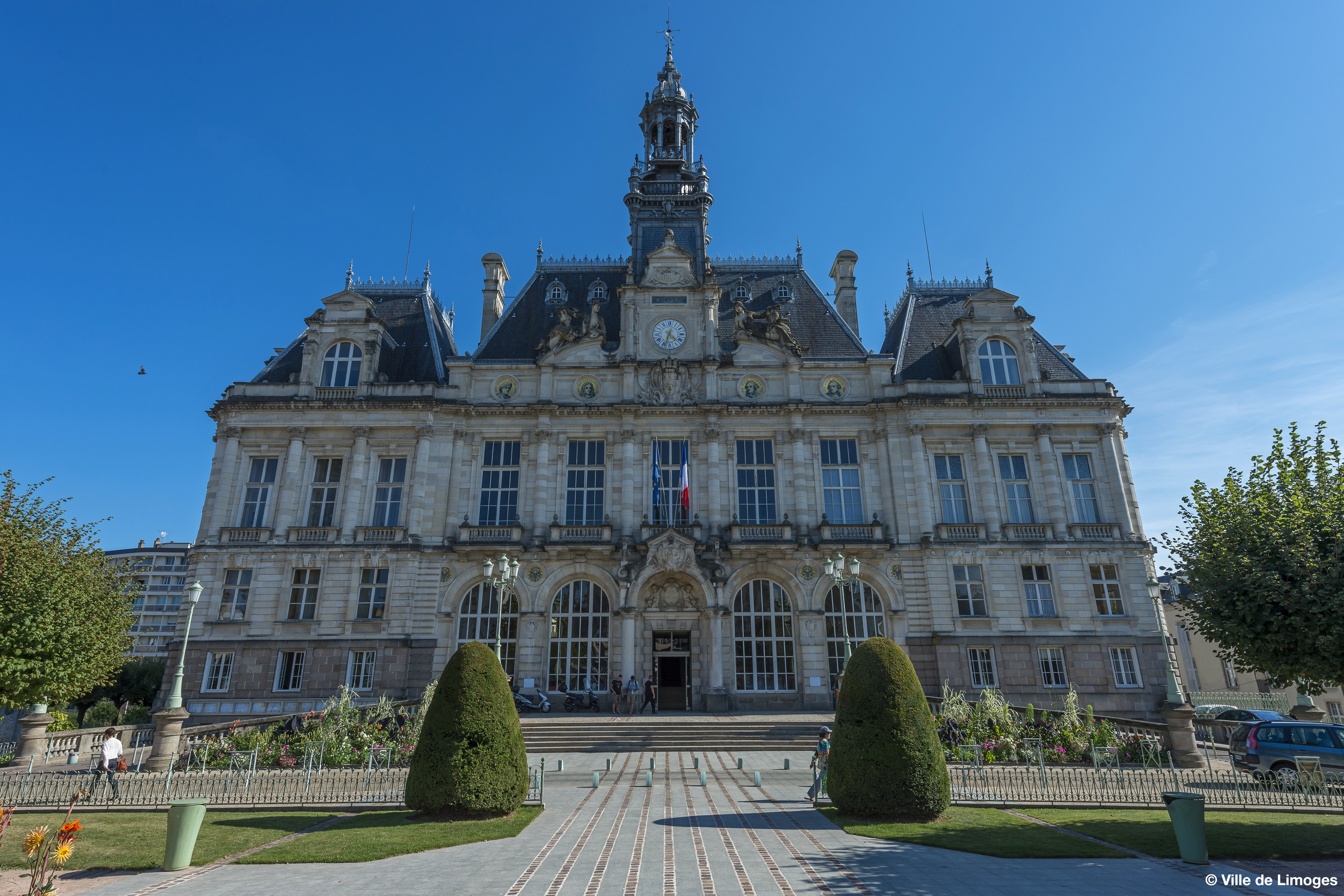
Hôtel de ville de Limoges.

Plus modeste, l’habitat traditionnel se décline de multiples façons : maisons béarnaises (ou « casas »), aux murs de galets et aux toits à forte pentes ; maisons landaises (ou « oustaùs »), souvent à colombages, aux murs en torchis ou en garluche ; maisons basques (ou « etxeak »), souvent à colombages, peintes en rouge, mais qui varient sensiblement suivant les provinces ; maisons saintongeaises, en pierres apparentes et au toit peu accentué, échoppes bordelaises, en pierre de taille, basses et de plain pied, qu’on retrouve également dans le nord de la Gironde et dans certaines régions viticoles des Charentes ; maisons poitevines au toits de tuiles ou d’ardoises ; maisons limousines, en grès et toits d’ardoises ou de lauzes ; villas balnéaires, véritables patchworks architecturaux, dans les principales stations balnéaires ou encore villas modernistes, inspirées du tropicalisme, sur la côte de Beauté, symboles de ce qu’on a appelé après guerre « l’école de Royan ».

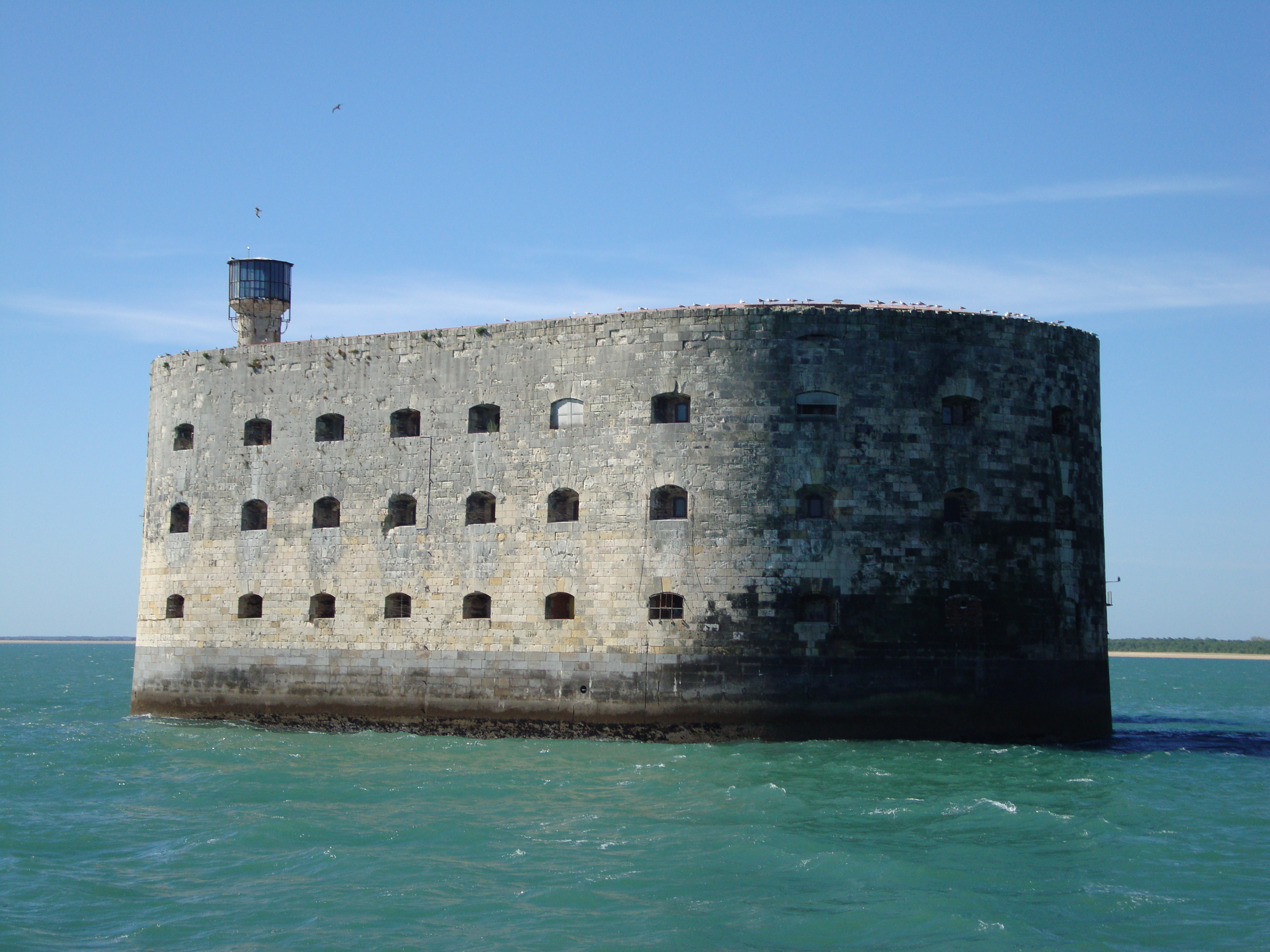
Le fort Boyard, célèbre dans le monde entier grâce au jeu télévisé du même nom, au large des îles d'Aix et d'Oléron.

Parmi les autres éléments du patrimoine civil de la région, les phares sont chargés de baliser le littoral. Le plus ancien et le plus prestigieux d’entre eux est le phare de Cordouan, « Versailles de la mer », construit à partir du XVIe siècle à l’embouchure de l’estuaire de la Gironde, entre Royan et Le Verdon-sur-Mer. Il est complété au nord par le phare de la Coubre (pointe de la Coubre) et au sud par le phare de Grave (pointe de Grave). Du nord au sud, les principaux autres phares sont celui des Baleines (pointe des Baleines, à l’extrémité ouest de l’île de Ré), le phare de Chassiron (pointe de Chassiron, sur l’île d'Oléron), les phares d’Hourtin, le phare du Cap-Ferret, à l’entrée du bassin d’Arcachon, le phare de Biarritz (pointe Saint-Martin), les phares jumeaux de Saint-Jean-de-Luz et de Ciboure, ou encore le modeste phare de Socoa.
Dans un autre registre, l'étonnante gare de Limoges-Bénédictins est régulièrement citée par la presse parmi les plus belles de France,,,, d'Europe,, voire du monde,,,. L'hôtel de ville de Limoges est souvent comparé à celui de Paris, étant du même style et de la même époque.

### Villes et villages de caractère
Bastides et villages de caractère ont fortement marqué le paysage régional. Connaissant un grand développement entre les XIIIe et XIVe siècles, les bastides sont des « villes-neuves » construites selon des règles d’urbanisme bien précises. On les trouve dans la partie sud de la région, depuis la Charente-Maritime jusqu’aux Pyrénées-Atlantiques. Certaines sont restées de modestes bourgades, comme Beaumont-du-Périgord, Lalinde, Sainte-Foy-la-Grande ou Labastide-d'Armagnac ; d’autres ont évolué pour devenir de vraies villes, comme Libourne ou Villeneuve-sur-Lot.

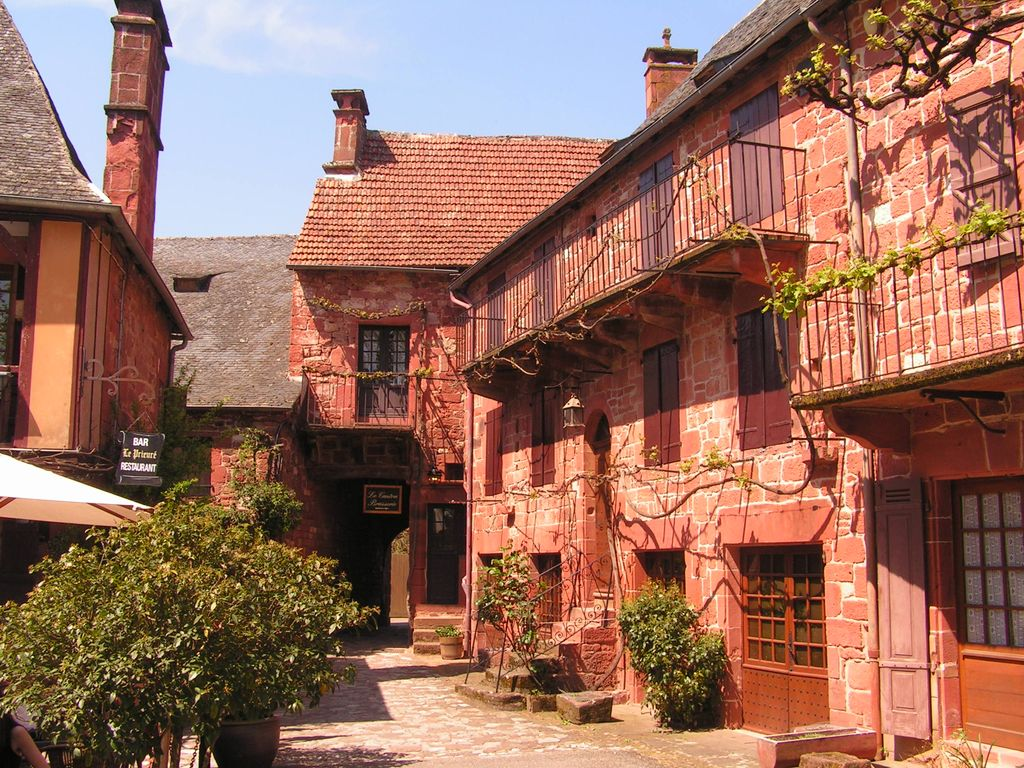
Une rue de Collonges-la-Rouge, en Corrèze.

La région compte également sur la présence de villages pittoresques, souvent d’origine médiévale. Certains appartiennent à l’association Les Plus Beaux Villages de France : Aubeterre-sur-Dronne (Charente) ; Ars-en-Ré, La Flotte, Mornac-sur-Seudre, Talmont-sur-Gironde (Charente-Maritime) ; Collonges-la-Rouge, Curemonte, Ségur-le-Château, Saint-Robert, Turenne (Corrèze) ; Limeuil, La Roque-Gageac, Domme, Beynac-et-Cazenac, Castelnaud-la-Chapelle, Belvès, Monpazier, Saint-Léon-sur-Vézère, Saint-Jean-de-Côle ou Saint-Amand-de-Coly (Dordogne) ; Monflanquin, Pujols (Lot-et-Garonne) ; Ainhoa, Sare, Navarrenx, La Bastide-Clairence (Pyrénées-Atlantiques) ; Angles-sur-l'Anglin (Vienne) ; Mortemart (Haute-Vienne). D’autres ont rejoint les Petites cités de caractère : Bourg-Charente, Nanteuil-en-Vallée, Tusson, Verteuil-sur-Charente, Villebois-Lavalette (Charente) ; Saint-Sauvant, Saint-Savinien-sur-Charente (Charente-Maritime) ; Bénévent-l'Abbaye (Creuse) ; Melle, Arçais, Oiron, Celles-sur-Belle, Coulon, Airvault, Mauléon, La Mothe-Saint-Héray (Deux-Sèvres) ou encore Charroux et Monts-sur-Guesnes (Vienne). Certaines encore ont choisi de n’adhérer à aucune association, mais restent des destinations touristiques importantes : Brantôme, « Petite Venise du Périgord », Saint-Jean-Pied-de-Port, Penne-d'Agenais, Espelette, et bien d’autres encore. Dans un registre plus tragique, le village d’Oradour-sur-Glane, tout près de Limoges, témoigne de la brutalité de l’occupation allemande pendant la Seconde Guerre mondiale.
Les villes de Bayonne, Bergerac, Bordeaux, Cognac, Limoges, Montmorillon, Pau, Périgueux, Poitiers, Rochefort, Royan, Saintes, Sarlat-la-Canéda et Thouars sont en outre labellisées « villes d’art et d’histoire » en raison de leur patrimoine culturel (musées, monuments).
Il existe également dans la région de nombreux « Pays » labellisés « Pays d’art et d’histoire » en raison de leur richesse : Pays du Confolentais (16), Pays de l’Angoumois (16), Île de Ré (17), Pays des Hautes Terres Corréziennes et Ventadour (19), Pays Vézère et Ardoise (19), Pays du Grand Villeneuvois (47), Pays du Béarn des Gaves (64), Pays des Pyrénées béarnaises (64), Pays Mellois (79), Pays de Parthenay (79), Pays Châtelleraudais (86), Pays Montmorillonnais (86), Pays des Monts et Barrages (87).

### Patrimoine naturel
Le patrimoine naturel est tout aussi varié, et ne saurait se résumer aux régions littorales (dunes et pinèdes de la côte d'Argent, falaises de la côte basque et de la côte de Beauté, estuaire de la Gironde, archipel charentais, bassin d'Arcachon). La Dordogne, un des départements les plus boisés de France métropolitaine, est ponctué de vallées verdoyantes, parfois bordées de falaises escarpées. Le Limousin, terre de hauts plateaux et de forêts de châtaigniers, présente également parfois des vallées escarpées, telles les gorges de la Cère ou encore le site de Saint-Nazaire (confluent de la Dordogne et de la Diège), à Saint-Julien-près-Bort, en Corrèze. La forêt des Landes, plus grande forêt d’Europe occidentale, s’étend sur trois départements (Gironde, Landes et Lot-et-Garonne) et près d'un million d’hectares. La deuxième plus grande zone humide de France avec le Marais Poitevin et ses nombreux canaux. Au sud de la région, la chaîne des Pyrénées se décline de multiples façons, depuis les vertes montagnes du Labourd, tournées vers l’Atlantique, jusqu’aux sommets béarnais, qu’on observe notamment depuis le boulevard des Pyrénées de Pau, le col d'Aubisque ou la vallée d'Ossau.
La région a élaboré un Plan interdépartemental de Protection des Forêts Contre les incendies (PidPFCI), document d’approche générale de la problématique feux de forêt à l’échelle du territoire des départements de Dordogne, de Gironde, des Landes et du Lot-et-Garonne pour la période 2019-2029.
Créée en 2017, l'agence régionale de la biodiversité Nouvelle-Aquitaine a pour objet de mettre en réseau les acteurs de la biodiversité et les connaissances afin de répondre aux enjeux de la préservation et de la valorisation de la biodiversité en Aquitaine.

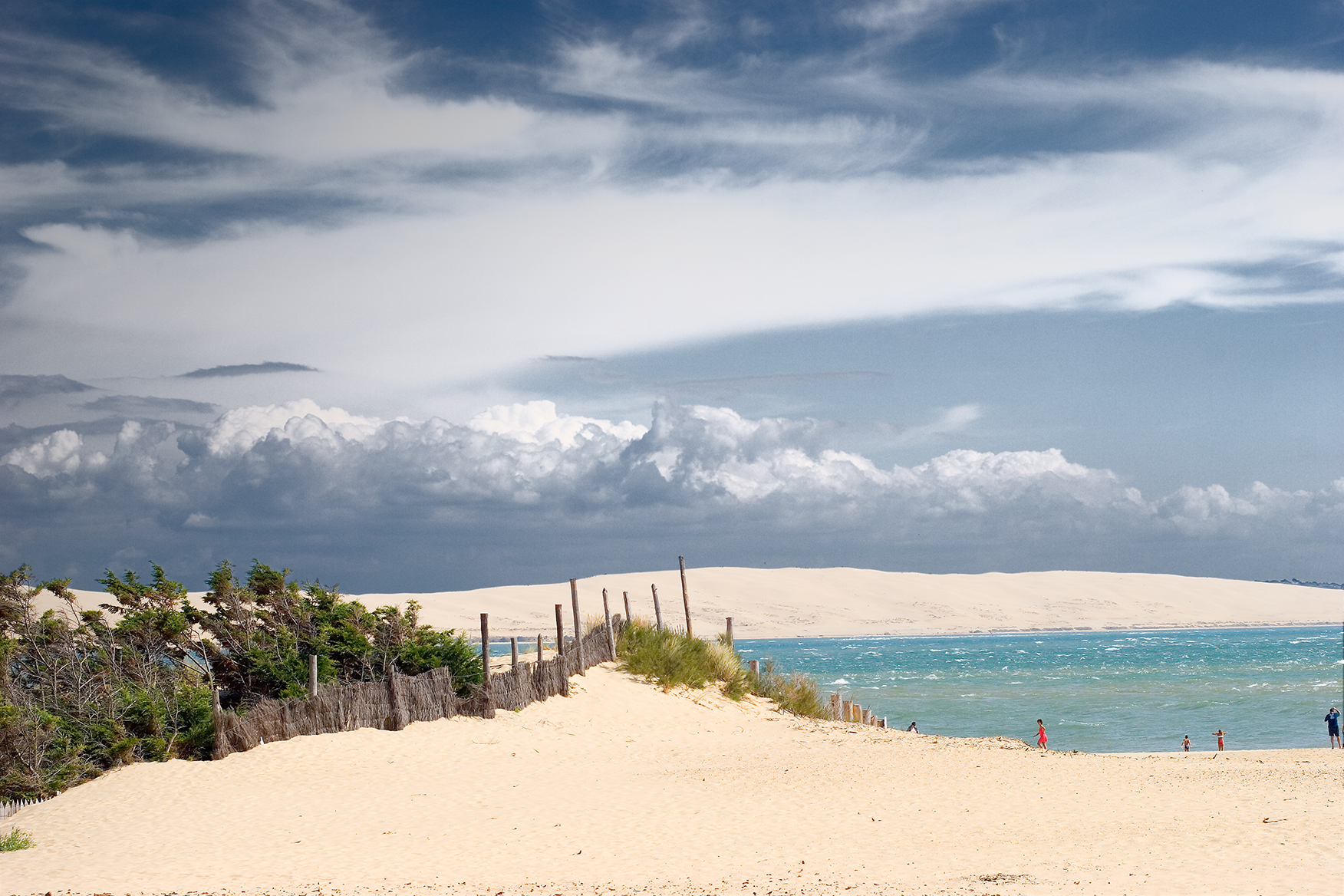
Le cap Ferret et la dune du Pilat, près du bassin d'Arcachon (Gironde).
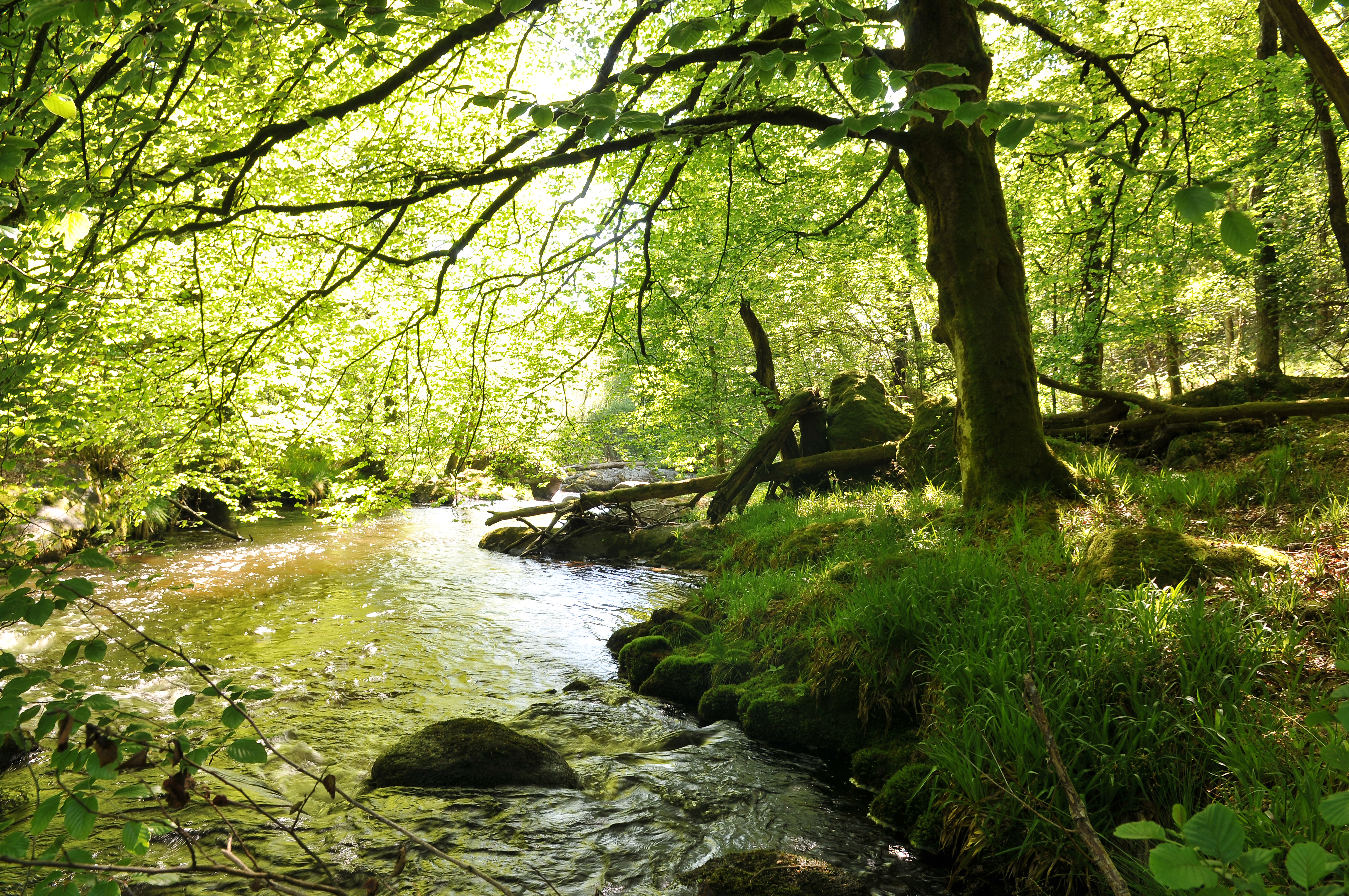
La Vienne à Rempnat (Haute-Vienne).
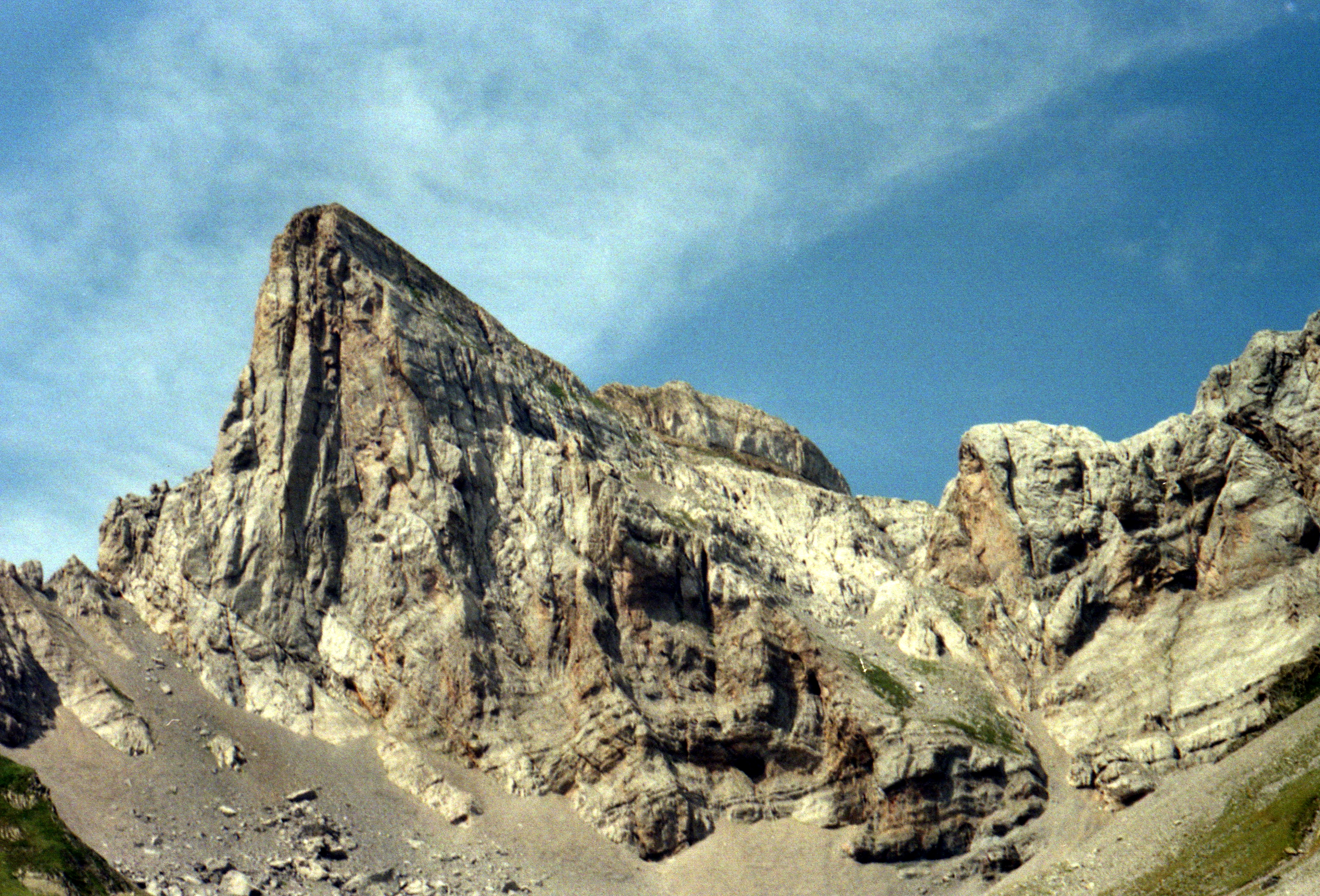
Le cirque de Lescun (Pyrénées-Atlantiques).
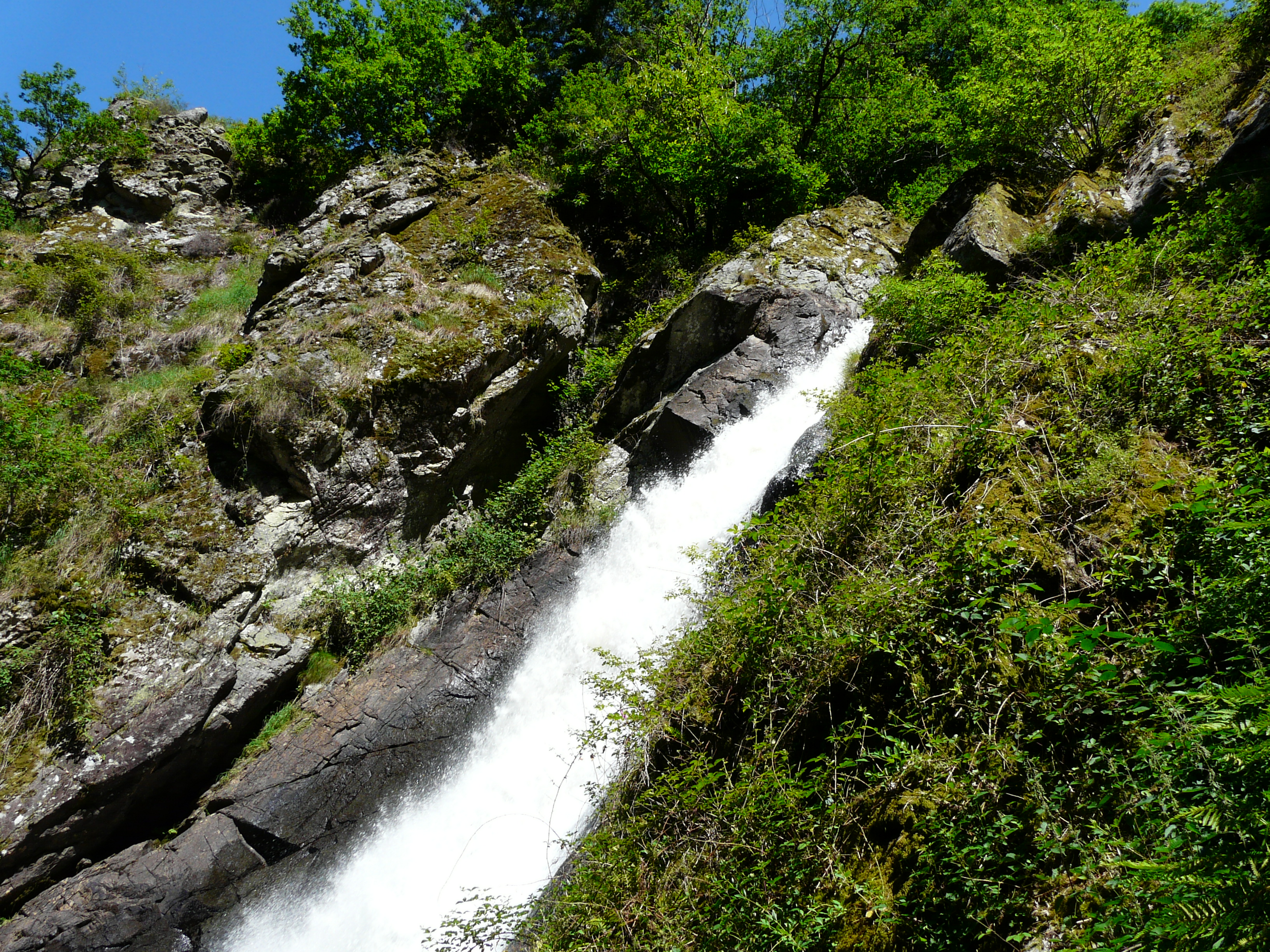
Les cascades de Gimel (Corrèze).
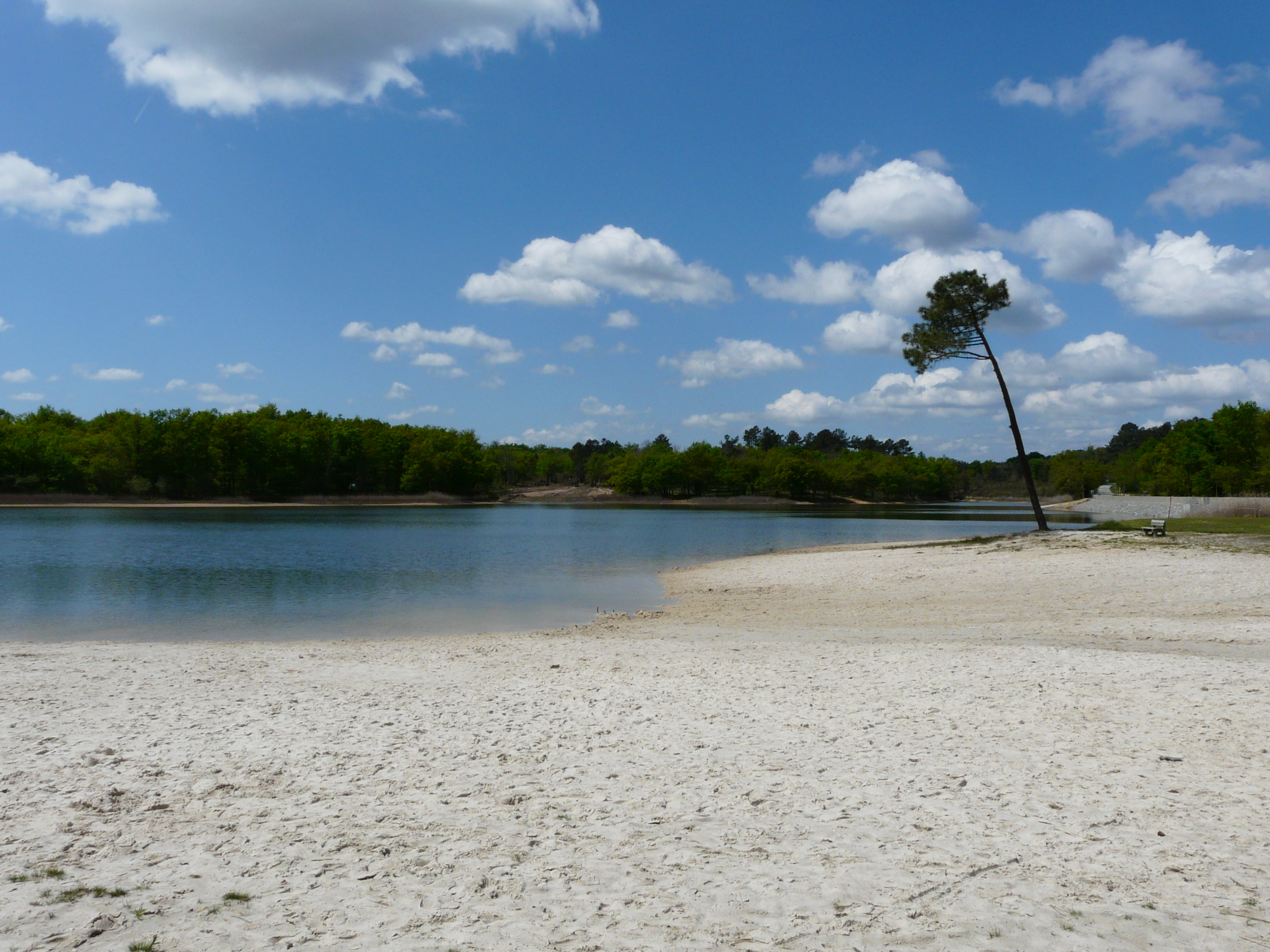
L'étang de la Jemaye, en forêt de la Double (Dordogne).
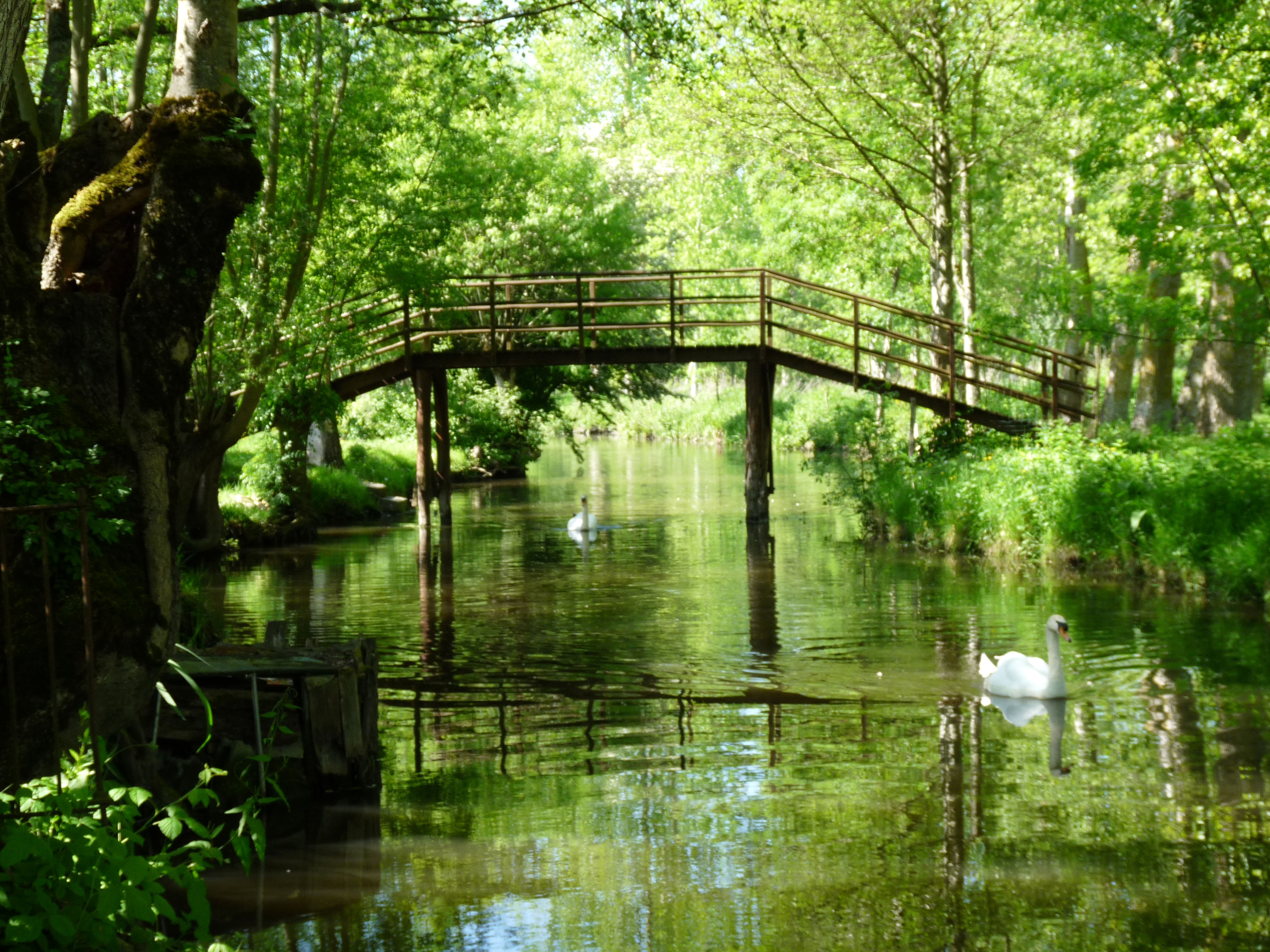
Passerelle au-dessus d'un canal dans la « Venise Verte » (Deux-Sèvres).

### Patrimoine culturel
Actuellement, la région comporte deux pratiques inscrites à l'inventaire du patrimoine culturel immatériel de l'humanité de l'UNESCO :
La tapisserie d’Aubusson (en 2009) et les ostensions septennales limousines (en 2013).
Plusieurs autres sont inscrites à l'Inventaire du patrimoine culturel immatériel en France :

#### Savoir-faire
Les fermes d’élevage aux portes des estives : « Atandes de Larrau » (Larrau), le parcours journalier à la haute montagne : « Bortüsorhoka » (Larrau), le feu pastoral des atandes de Larrau pour la culture de l’herbe : « Erekinka » (Larrau), la fabrication du tambourin à cordes : le tom-tom (Pau), le métier de fourreur (Périgueux), la confection de chaises (Came), la fabrication de sonnailles, (Bourdettes) la pratique de la reliure-dorure (Périgueux), la transformation des canards gras (Morlanne), la lauzerie (Saint-Geniès), la fabrication de quilles (Morlanne), l'élevage du Bœuf Gras bazadais (Bazas), la fabrication de Makhilas (Larressore), le métier de la sellerie-maroquinerie (Artigues-près-Bordeaux), la filature (Felletin), la ganterie de peau (Saint-Junien), la mégisserie (Saint-Junien), la peinture sur porcelaine (Saint-Junien), l'émaillerie limousine (Limoges), les miniatures au « blanc de Limoges » (Limoges), La porcelaine de Limoges, la tapisserie d'Aubusson et la sculpture sur bois (Sainte-Soulle).

#### Pratiques rituelles

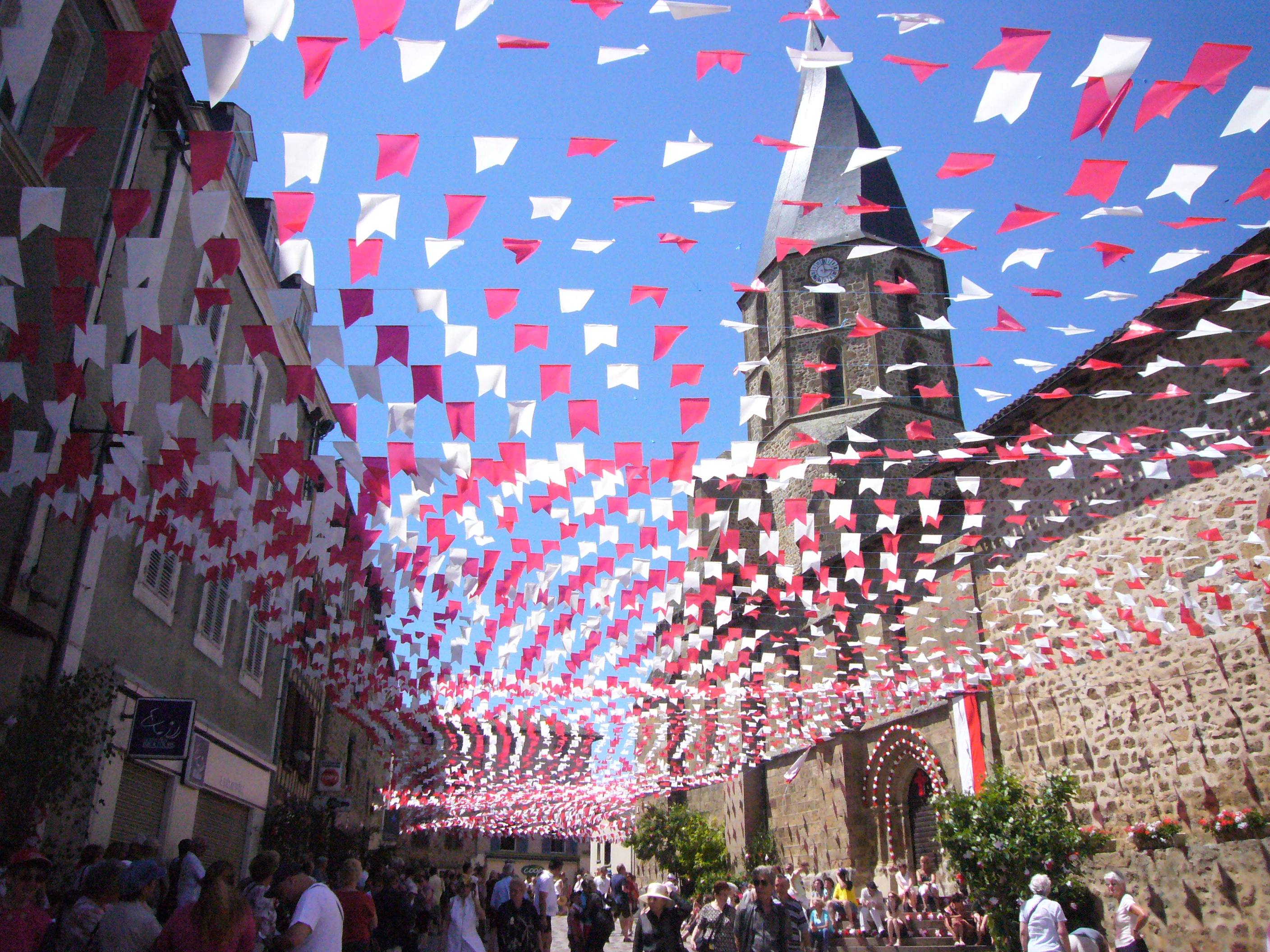
Les ostensions limousines — ici à Rochechouart — sont inscrites à l'inventaire du patrimoine culturel immatériel de l'humanité de l'Unesco.

Crèche vivante de l'abbaye de Saint-Ferme, la fontaine des trois évêques à Lavaur et les ostensions septennales limousines.
La « procession de la Lunade » à Tulle (Corrèze) a lieu le 23 juin tous les ans depuis 1348 en l'honneur de saint Jean-Baptiste et initialement pour faire cesser l'épidémie de peste qui touchait la ville. C'est la plus ancienne procession religieuse de France.

#### Musiques et danses
Les bals traditionnels en Aquitaine, la banda, la boha : la cornemuse de Gascogne, la pastorale souletine, la polyphonie dans les Pyrénées gasconnes, le rondeau

#### Pratiques festives
Le carnaval de Périgueux, la fête de la Saint-Jean de Bazas, les fêtes de Bayonne, les fêtes de Dax, les fêtes de Notre-Dame de Laruns, la Latière, la fête des bergers, la torrèle de Capbreton, l'assemblada d'Ousse-Suzan, le carnaval de Géronce, le carnaval de la classe d’Amou, le carnaval de Monsempron-Libos, le carnaval des deux rives de Bordeaux, le carnaval es arribat, le PCI à Blanquefort-sur-Briolance, les feux de Noël en Bazadais, les Soufflaculs de Nontron, la Promenade des bœufs gras de Bazas (en gascon, Passejada deus bueus gras de Vasats), les mais et mayades, la mayade de Clermont, la mayade de Donzacq, la mayade de Narrosse, la mayade de Saint-Jean-de-Marsacq, la mayade de Saint-Vincent-de-Tyrosse et la mayade de Saubion.

#### Jeux
Borroka — La lutte traditionnelle basque, les courses sur échasses, Estropadak — Les régates de traînières, Herri Kirolak - La Force basque, Laxoa Pasaka La pelote basque à main nue en trinquet, le jeu de quilles de 9, les quilles de trois, les quilles de six, le rebot et la Ringueta.

#### Arts du conte
La pratique du conte occitan en Lot-et-Garonne, la pratique du conte occitan en Périgord et la pratique théâtrale en occitan à Daglan.

### Gastronomie
L’extrême variété des terroirs explique la diversité que présente la gastronomie régionale, qui peut se diviser en quatre grandes familles : les cuisines gasconne et guyennaise, la cuisine basque, les cuisines limousine et périgourdine et les cuisines charentaise et poitevine, dont les bénéfices pour la santé sont caractéristiques (avec la cuisine de la Provence méditerranéenne) de ce qu'on appelle le paradoxe français.
On peut cependant remarquer qu'une préparation comme la caillebotte (fromage), appelée aussi « caille » dans les Deux-Sèvres et « mamia » au Pays basque, est commune à presque tous les pays de la Nouvelle-Aquitaine et peu répandue en dehors. De même, la région est concernée dans son ensemble par l'indication géographique protégée (IGP) Jambon de Bayonne (toute la région est comprise dans la zone de production) et par l'IGP Porc du Sud-Ouest.
Les pays de Gascogne et de Guyenne sont la terre d’élection des produits à base de canard et d’oie. La cuisson des aliments se fait généralement avec la graisse de ces volatiles, leur conférant une saveur particulière. Les spécialités sont nombreuses : magret de canard, cuisiné de multiples façons, mais traditionnellement simplement grillé sur des sarments de vigne, foies gras de canard et d’oie, aiguillettes, confits, gésiers. L’assiette landaise fait entrer plusieurs de ces ingrédients dans sa composition. Le bœuf est également très présent dans la cuisine locale, en particulier le bœuf du Bazadais ou le bœuf de Chalosse, apprêté de diverses façons : entrecôte bordelaise – simplement grillée et servie avec des échalotes – ou à la bordelaise – accompagnée d’une sauce au vin et au beurre, d’échalotes et de moelle de bœuf.
Dans le Médoc, l’agneau de Pauillac, élevé « sous la mère » se cuisine de la façon la plus simple. Parmi les principales spécialités gasconnes figurent en outre l’escaoudoun landais, estouffade à base de porc noir de Gascogne, ou encore la lamproie à la bordelaise, les pibales et les huîtres du bassin d’Arcachon. Le Béarn produit par ailleurs la célèbre garbure, soupe consistante à base de légumes variés et de viandes confites, la poule au pot, popularisée par Henri IV, et le gâteau à la broche. La cuisine gasconne est en outre riche de douceurs réputées, parmi lesquelles les canelés bordelais, les macarons de Saint-Émilion, la tourtière ou la croustade landaise.

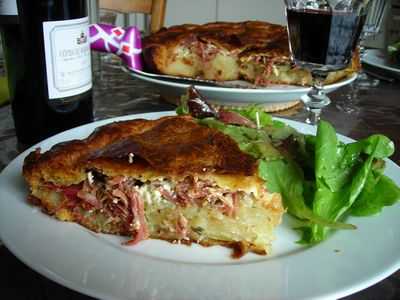
La tourtière, à base de viande et de pommes de terre, est typique de la cuisine limousine.

La cuisine limousine est issue de l’adaptation des habitants à un terroir. Grand amoureux du Limousin, l’écrivain Antoine Blondin avait coutume de dire : « En Limousin, on n'a pas de caviar, mais on a des châtaignes ». Sous des dehors austères, la gastronomie locale sait tirer parti des productions locales et accommode le bœuf de race limousine, le veau de lait, le porc cul noir, l'agneau du limousin, les poissons des lacs et rivières ou les fruits et légumes du cru de multiples façons. Parmi les recettes traditionnelles figurent des soupes comme la fricassée au tourain, la bourriquette ou la bréjaude, des plats comme la potée limousine, le mounassou au lard et à la pomme de terre, le pâté de pomme de terre ou l’enchaud, le boudin noir aux châtaignes, le fondu creusois, la mique ou encore les farcidures pour accompagner notamment le petit salé mais également les tourtous (crêpes au blé noir). Les desserts traditionnels se composent de clafoutis, de flaugnarde, de galette corrézienne aux châtaignes et aux noix ou encore de gâteau creusois.
Certaines villes se distinguent par des spécialités reconnues : moutarde violette de Brive, macarons du Dorat, massepains de Saint-Léonard-de-Noblat ou encore la liqueur de noix de Limoges. La cuisine périgourdine reprend à son compte bien des éléments de la cuisine limousine, tout en laissant une plus grande place au canard et à l’oie, déclinés sous forme de pâtés, de confits et de foies gras. Parmi les grandes spécialités du Périgord noir figurent également en bonne place les pommes de terre sarladaises, la noix et la truffe noire, véritable « diamant noir » qui parfume les plats les plus délicats.
La gastronomie basque laisse une large place aux produits de la terre, de la montagne et de la mer. Certaines spécialités empruntent autant au terroir basque que béarnais, comme le jambon de Bayonne, la piperade ou les fromages de brebis, dont l’ossau-iraty. Porc, veau et agneau figurent parmi les viandes les plus consommées, et servent notamment à la préparation de l’axoa, ragoût de viandes nobles au piment d’Espelette, des chichons (rillettes), du gras double à la mode basque ou encore des saucisses sèches, lukinkes et chorizos. Véritable institution, les pintxos sont une sorte d’équivalent basque des tapas espagnols, et se déclinent de multiples façons, canapés garnis, fritures, brochettes ou encore cassolettes. Parmi les principales spécialités du Pays basque français, le ttoro est une matelote de poissons, le marmitako (également commun de l’autre côté de la frontière) est un ragoût de thon, la pantxeta est un boudin de veau, l’elzekaria, une variante basque de la garbure. Le poulet basquaise a gagné ses lettres de noblesse et est désormais un pilier de la gastronomie française.

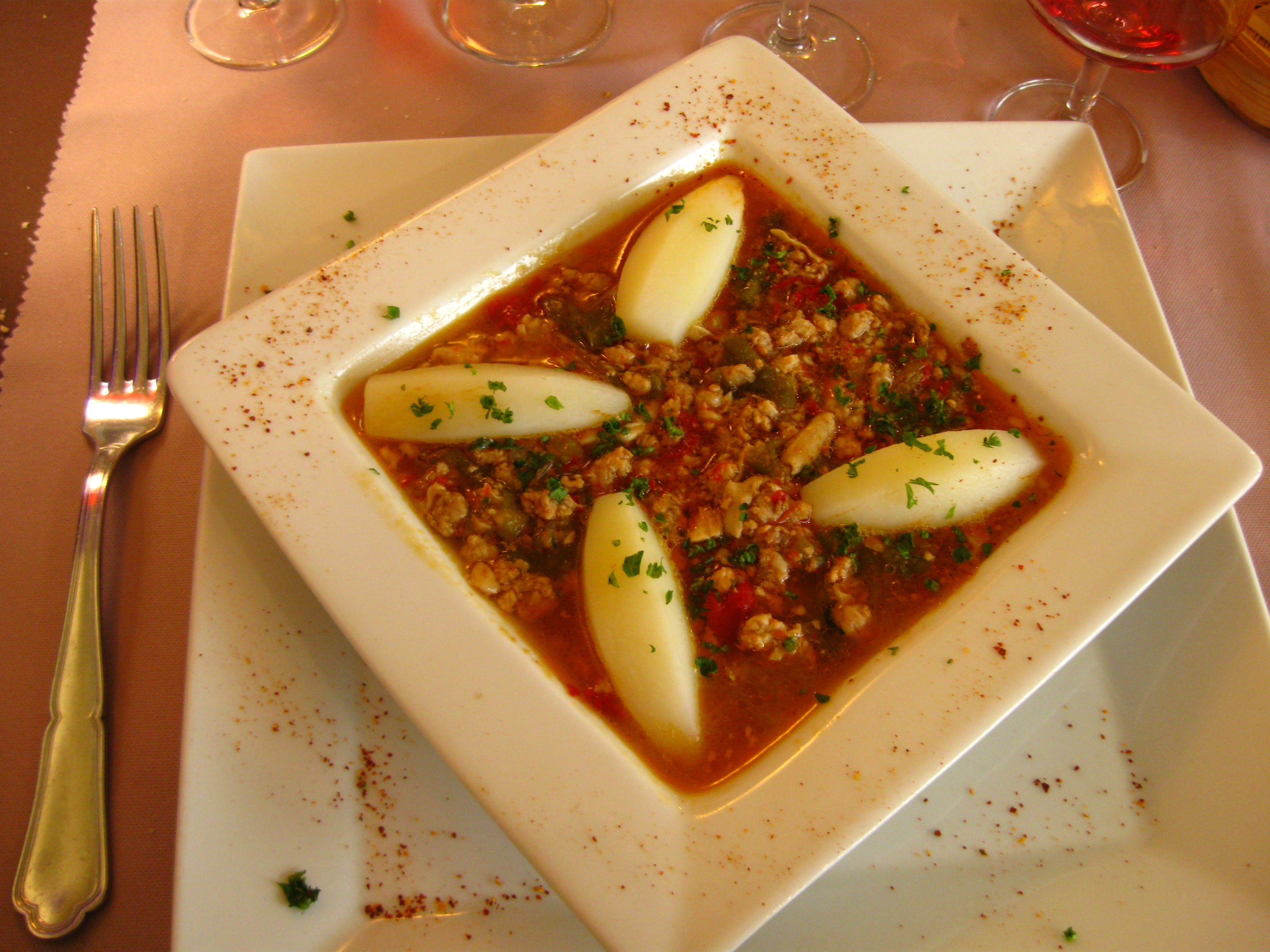
L'axoa (ou achoa), ragoût parfumé au piment d'Espelette typique de la cuisine basque.

Parmi les douceurs, le gâteau basque est généralement fourré à la confiture de cerises noires d’Itxassou, les macarons sont préparés à Saint-Jean-de-Luz et à Bayonne. Bayonne est également connue pour être la capitale française du chocolat : c’est en effet depuis cette ville qu’il a été introduit en France par les Juifs chassés d’Espagne, au XVIIe siècle.
Les Charentes comme le Poitou présentent une gastronomie variée, axée principalement sur le porc, préparé de diverses façons – gigourit, boudin noir du Poitou, grillon charentais, fressure poitevine – sans négliger pour autant le bœuf (race parthenaise) ou le canard, qui sert à produire confits, foies gras ou encore la compote d’oie poitevine, ni l’agneau du Poitou-Charentes et celui de Montmorillon et les produits de la mer, poissons nobles des pertuis, sardine de Royan ou encore huîtres de Marennes-Oléron et caviar de Gironde. L'escargot petit-gris (appelé « cagouille » en Saintonge et Angoumois et « Luma » en Aunis et en Poitou) est un incontournable de la cuisine locale. Il se prépare souvent « à la Charentaise » (avec des tomates, du vin blanc et du jambon de pays), mais aussi en maraîchère, avec de l'ail des ours, ou même avec du foie gras de canard. La «Sauce aux lumas» est une recette et une chanson (Yves Rabault) très populaires en Deux-Sèvres.
Cuisine roborative, célébrée en son temps par François Rabelais, elle accommode également les fruits et légumes de diverses manières, notamment avec le célèbre farci poitevin (ou charentais), la soupe au giraumon, qui est une soupe au potiron, le potage à l’oseille, le chou farci, les mojhettes, haricots blancs produits notamment près de Pont-l'Abbé-d'Arnoult, ou encore la traditionnelle association melon charentais-jambon de pays.
Parmi les autres spécialités figurent également la mouclade, l’éclade, préparée sur des aiguilles de pin, la chaudrée, le beurre Charentes-Poitou, de nombreuses spécialités fromagères (chabichou, mothais sur feuille, tourteau fromager) et, pour ce qui est des desserts, la galette charentaise, parfumée à l’angélique, le broyé poitevin, la cornuelle ou le millas, qu’on trouve dans tout le sud-ouest.

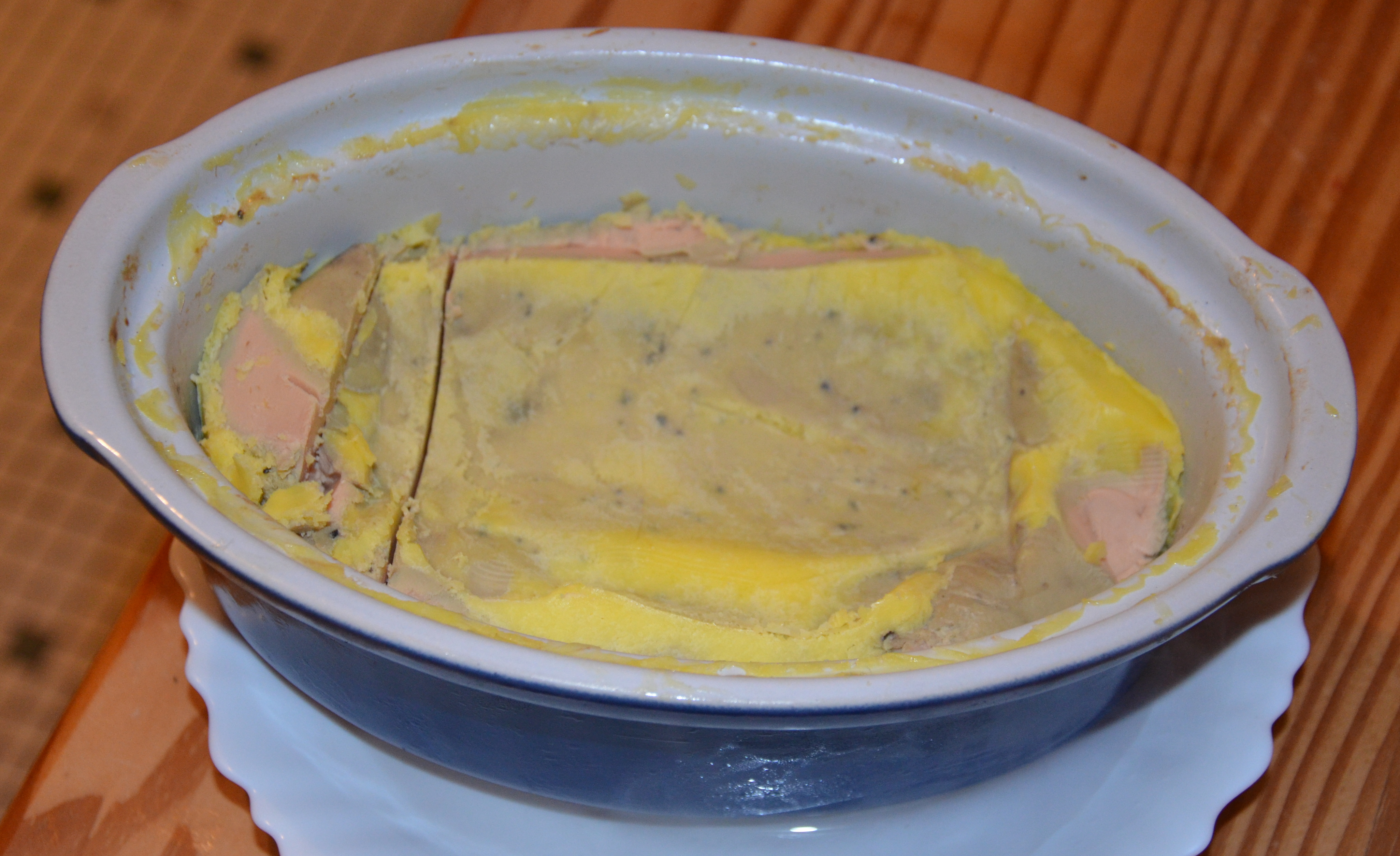
Foie gras entier mi-cuit en terrine.
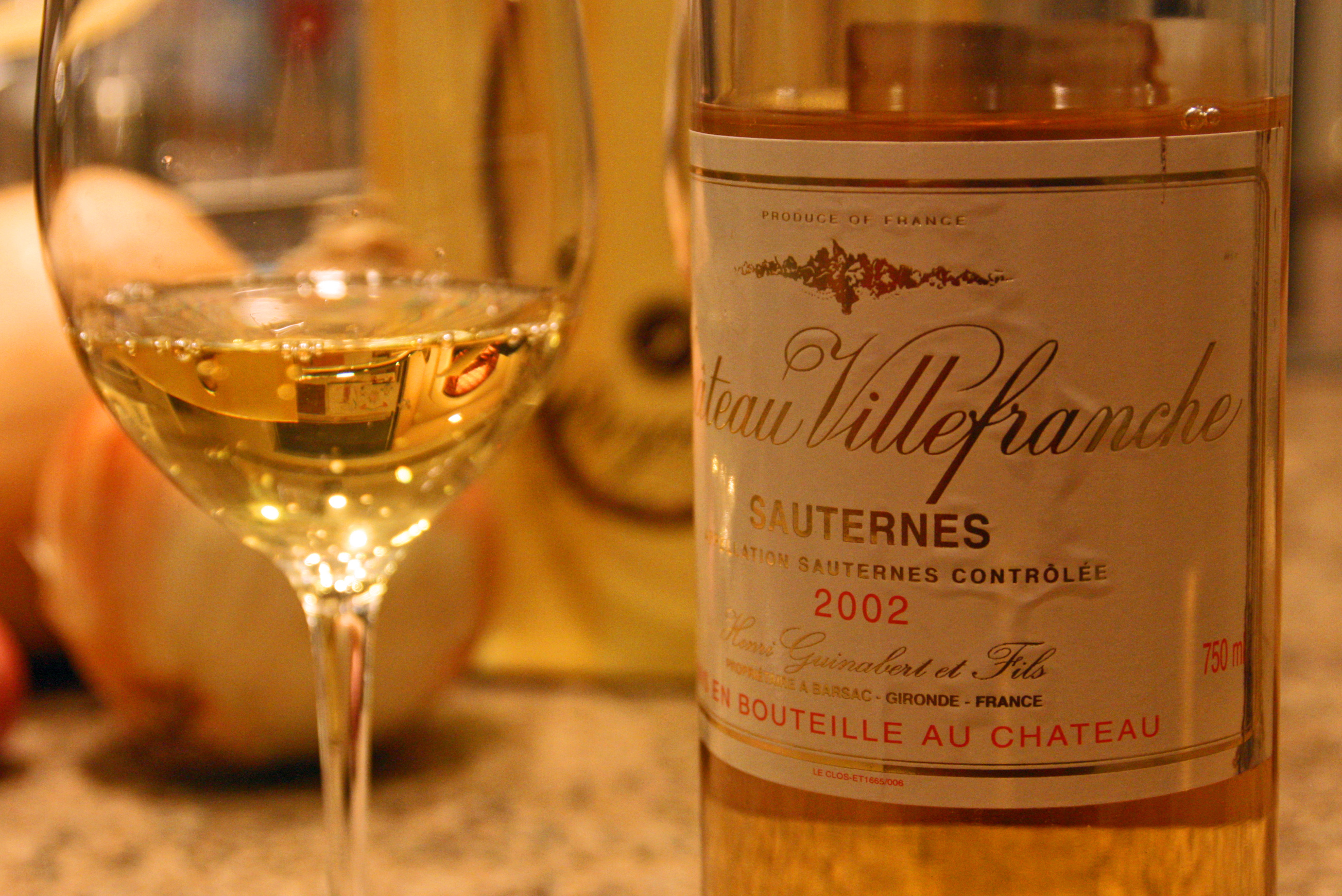
Un verre de Sauternes.
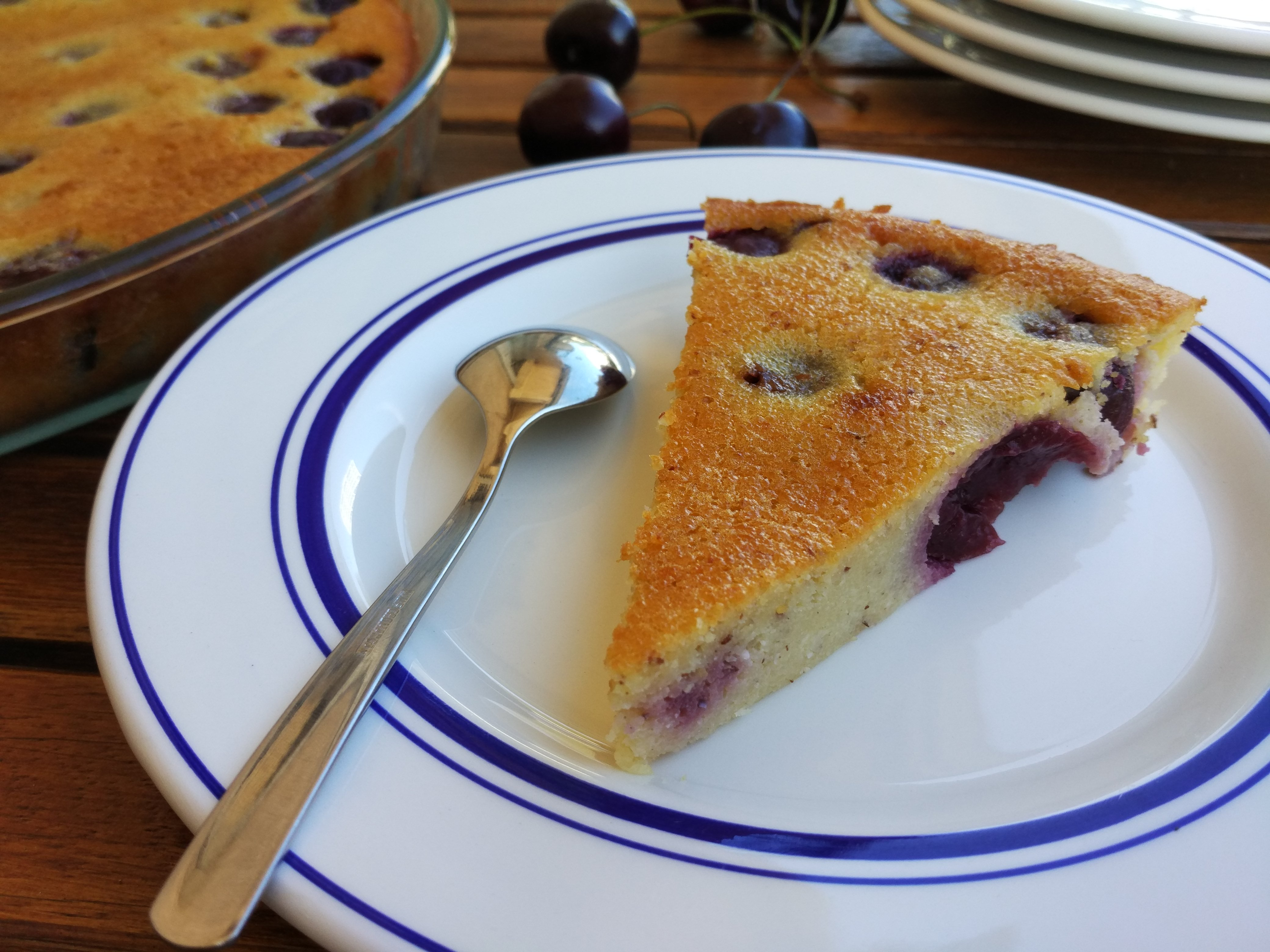
Clafoutis aux cerises.
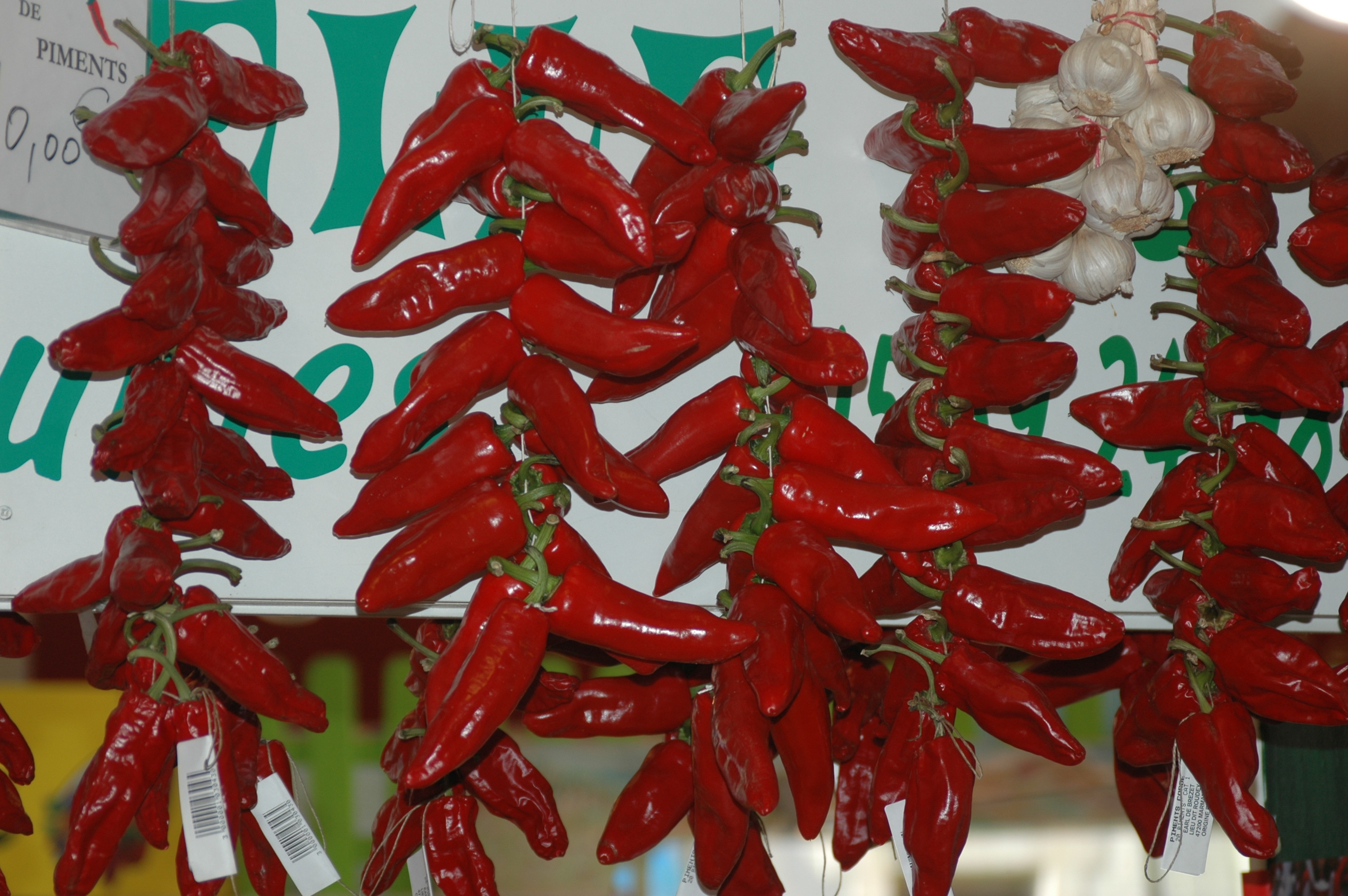
Piments d'Espelette séchés.
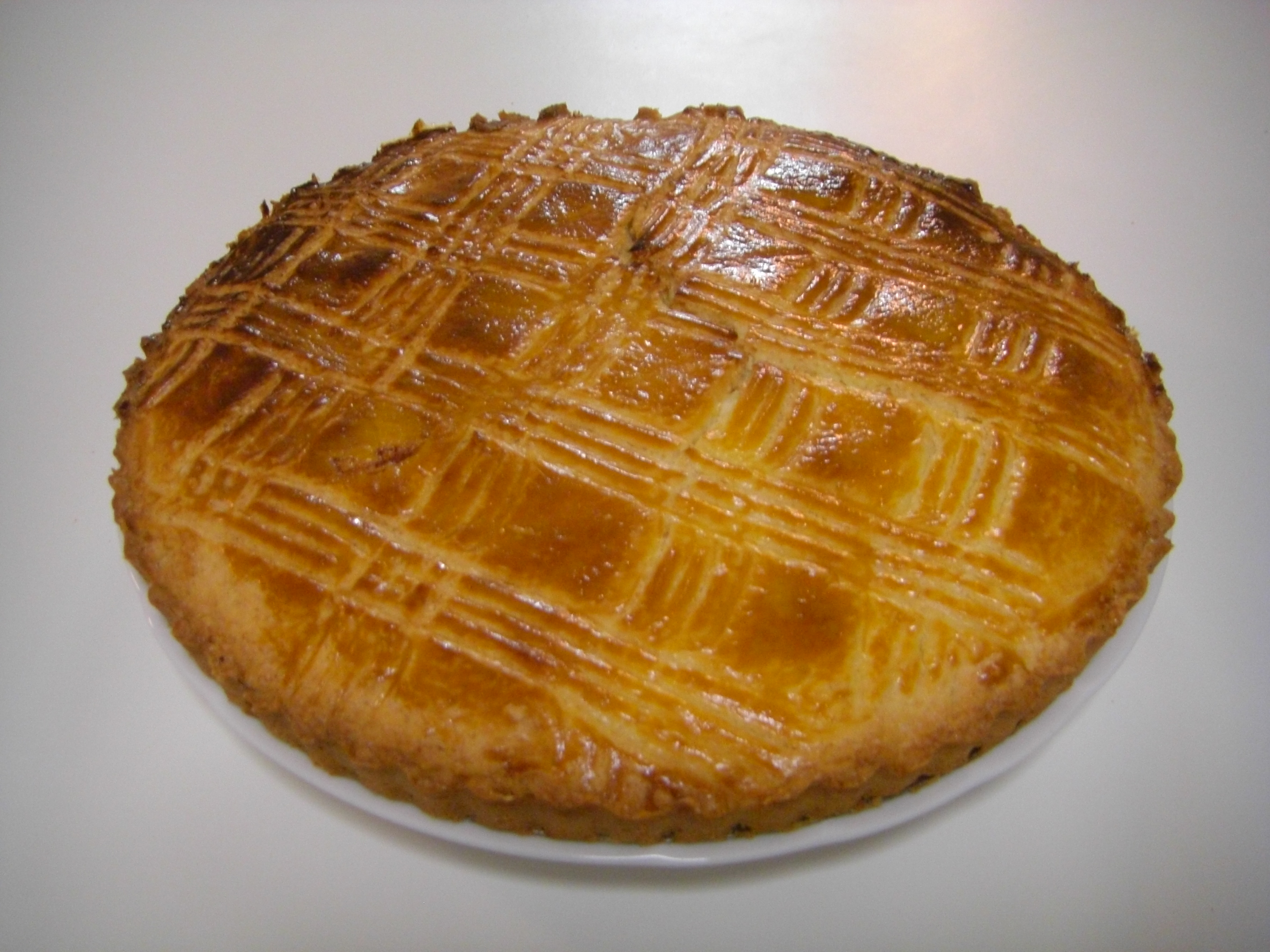
Le broyé poitevin.

## Identité visuelle

Logotype
Logo provisoire de janvier à juin 2016.
Logo provisoire de juin à décembre 2016.
Logo de décembre 2016 à juin 2019[219].
Logo depuis juin 2019[220].

Héraldique
Blason adopté en juin 2019 pour les usages protocolaires et présent sur les plaques d'immatriculation.